# Arthur Rimbaud
« Rimbaud » redirige ici. Pour les autres significations, voir Rimbaud (homonymie). Pour les homophones, voir Raimbeau, Raimbaud et Raimbaut
« L'Homme aux semelles de vent » redirige ici. Pour les autres significations, voir Arthur Rimbaud, l'homme aux semelles de vent et L'Homme aux semelles devant.
Arthur Rimbaud est un poète français, né le 20 octobre 1854 à Charleville et mort le 10 novembre 1891 à Marseille. Bien que brève, son œuvre poétique est caractérisée par une prodigieuse densité thématique et stylistique, faisant de lui une des figures majeures de la littérature française.
Arthur Rimbaud écrit ses premiers poèmes à 15 ans. Après une brève phase d'initiation, par assimilation du style des grands poètes contemporains (Charles Baudelaire, Victor Hugo, Théodore de Banville…), développant déjà une franche originalité dans l'approche de thèmes classiques (« Le Dormeur du val », « Vénus anadyomène »), il cherche à dépasser ces influences en développant ses propres conceptions théoriques, déclarant que le poète doit se faire « voyant », c'est-à-dire chercher et décrire l'inconnu par delà les perceptions humaines usuelles, quitte à y sacrifier sa propre intégrité mentale ou physique. Dès lors, il se met à innover radicalement en matière d'audace formelle, jusqu'à aborder le genre du poème en prose (dont la voie avait été ouverte par Aloysius Bertrand et Charles Baudelaire), parsemant ses œuvres d'apophtegmes énigmatiques comme « changer la vie », « posséder la vérité dans une âme et un corps » ou « il faut être absolument moderne », qui seront repris comme des slogans par les poètes du XXe siècle, en particulier le mouvement surréaliste. Il entretient parallèlement une aventure amoureuse tumultueuse avec le poète Paul Verlaine, qui influence profondément son œuvre.
Vers l'âge de 20 ans, il renonce subitement à la littérature, n'ayant alors publié qu'un seul ouvrage à compte d'auteur — Une saison en enfer — et quelques poèmes épars dans des revues confidentielles, ce qui contribue encore à son mythe. Il se consacre alors dans un premier temps à l'apprentissage de plusieurs langues, puis, mû par ses idées marginales, anti-bourgeoises et libertaires, choisit une vie aventureuse, dont les pérégrinations l'amènent jusqu'en Abyssinie, l'ancien Empire d'Éthiopie, où il devient négociant (quincaillerie, bazar, vêtements, café, etc.) et explorateur. Sa tentative d'armer Ménélik avec l'aval du Consul de France s'avère désastreuse pour lui ; son unique « trafic d'armes » n'a véritablement qu'une incidence politique symbolique, mais contribue à sa légende. De cette seconde vie, exotique, les seuls écrits connus consistent en près de 180 lettres (correspondance familiale et professionnelle) et quelques descriptions géographiques.
Des poèmes comme Le Bateau ivre, Le Dormeur du val ou Voyelles comptent parmi les plus célèbres de la poésie française. La précocité de son génie, sa carrière littéraire fulgurante, sa vie brève et aventureuse contribuent à forger sa légende et à faire de lui l'un des géants de la littérature mondiale.

## Biographie

### Famille et enfance

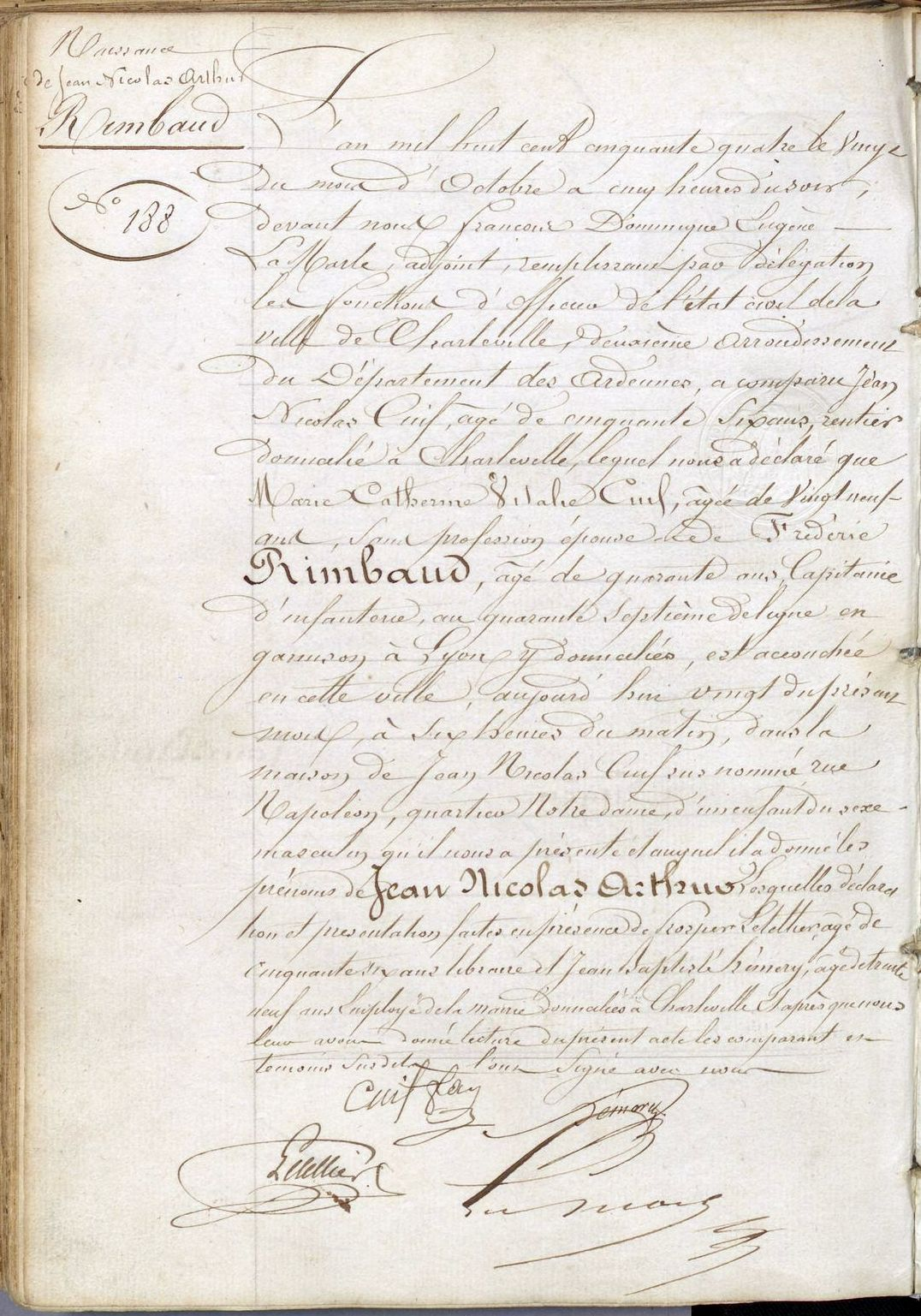
Acte de naissance d'Arthur Rimbaud.

Arthur Rimbaud naît le 20 octobre 1854 à Charleville. Son père, Frédéric Rimbaud, est né le 7 octobre 1814 à Dole. Capitaine d'infanterie alors en garnison à Mézières, il a participé à la campagne d'Algérie où il a gagné la Légion d'honneur en 1854. Il meurt à Dijon le 17 novembre 1878. Sa mère, Vitalie Rimbaud, née Marie Catherine Vitalie Cuif le 10 mars 1825 à Roche-et-Méry, est issue d'une famille de paysans, propriétaires fonciers, relativement aisée. Ils se marient le 8 février 1853 à Charleville et habitent un appartement dans la même ville, au 12, rue Napoléon (actuelle rue Pierre-Bérégovoy).

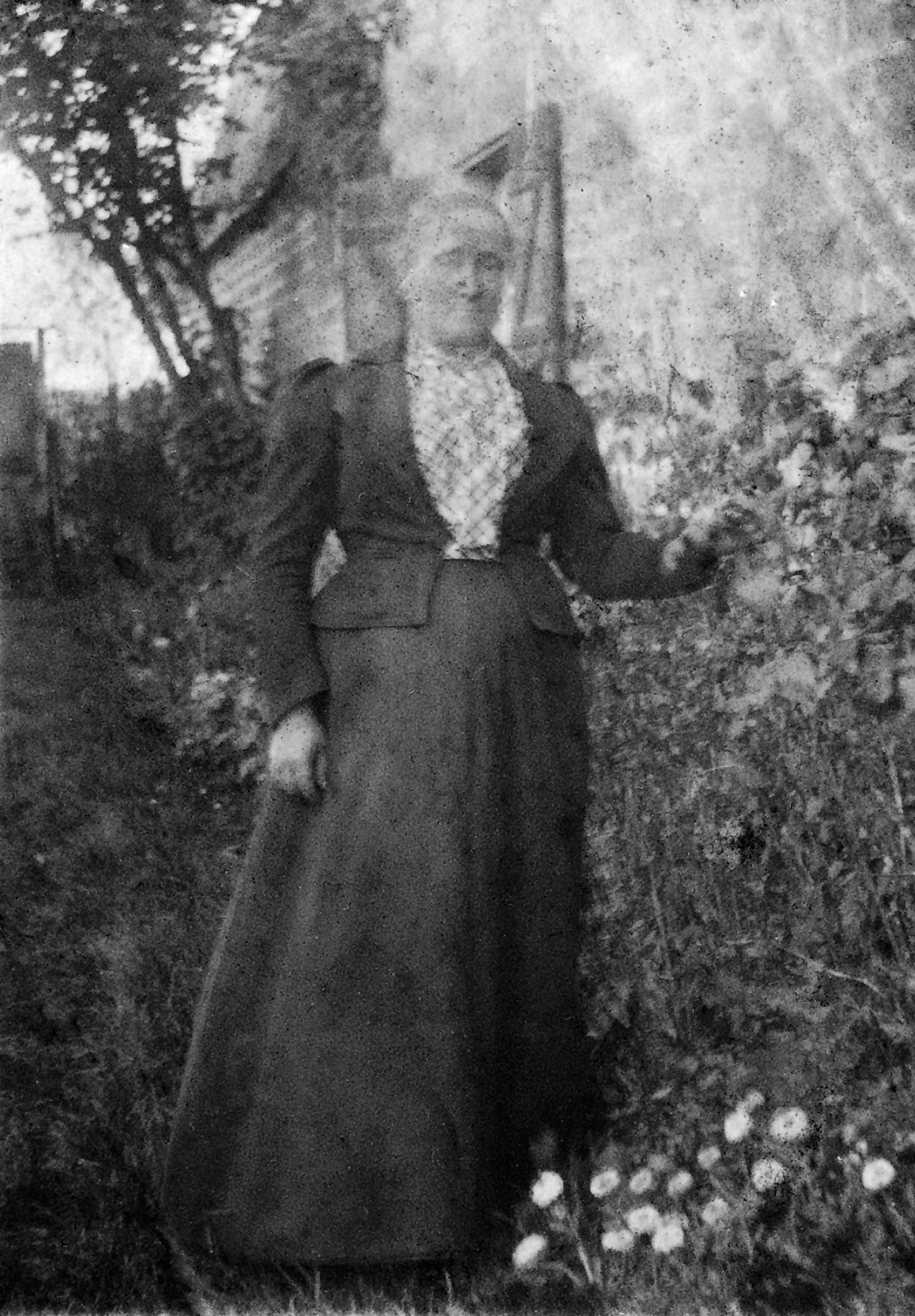
Vitalie Rimbaud, la mère d'Arthur Rimbaud (vers 1890).

Le couple n'est réuni qu'au gré de rares permissions du mari, mais cinq enfants naissent : Jean Nicolas Frédéric (1853-1911) le 2 novembre 1853, qui deviendra conducteur de voitures à Attigny ; Jean Nicolas Arthur le 20 octobre 1854, baptisé un mois plus tard ; Victorine Pauline Vitalie le 4 juin 1857 (elle ne vivra que quatre mois) ; Jeanne Rosalie Vitalie le 15 juin 1858, qui décèdera le 18 décembre 1875 à l'âge de 17 ans ; Frédérique Marie Isabelle (1860-1917), le 1er juin 1860. Après la naissance de cette dernière, le couple vit séparé ; le capitaine Rimbaud ne reviendra plus à Charleville.
Se déclarant veuve, la mère déménage avec ses enfants, en 1859, pour habiter au 73, rue Bourbon, dans un quartier ouvrier de Charleville, (qui sera le décor du poème « Les Poètes de sept ans »). 
Figure rigide et soucieuse de respectabilité, vigilante quant à l'éducation de ses enfants, Vitalie Rimbaud rend le climat familial étouffant.
Fin 1862, la famille déménage à nouveau pour un quartier bourgeois au 13, cours d'Orléans (actuel cours Briand).

### Carrière de poète

#### Premières compositions (1865 à 1869)

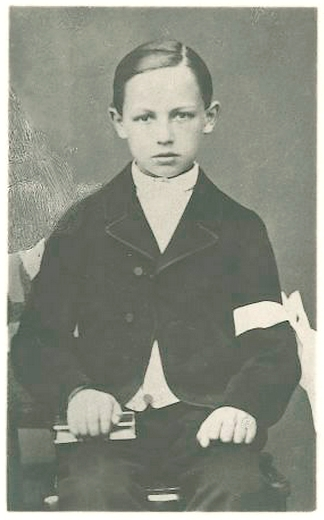
Arthur Rimbaud, premier communiant, à 11 ans.

En 1865, à la rentrée de Pâques, Arthur Rimbaud quitte l'institution Rossat où il a passé le début de sa sixième, et entre au collège municipal de Charleville, où il confirme ses aptitudes exceptionnelles, collectionnant les prix d'excellence en littérature, version et thème latins. Il rédige en latin avec aisance, des poèmes, des élégies, des dialogues. Mais il bout intérieurement, comme cela transparaît dans Les Poètes de sept ans :
Tout le jour il suait d'obéissance ; très

Intelligent ; pourtant des tics noirs, quelques traits

Semblaient prouver en lui d'âcres hypocrisies.

Dans l'ombre des couloirs aux tentures moisies

En passant il tirait la langue, les deux poings

À l'aine, et dans ses yeux fermés voyait des points.
Tous les jours avant la classe, Arthur et Frédéric montent dans une barque amarrée aux rives, chose que l'on peut voir dans un de ses dessins intitulé Navigation, où l'un des personnages crie « au-secours ».
En juillet 1869, il participe aux épreuves du Concours académique où il remporte facilement le premier prix de vers latins sur le thème « Jugurtha ». Le principal du collège, Jules Desdouets, aurait dit de lui : « Rien d'ordinaire ne germe dans cette tête, ce sera le génie du Mal ou celui du Bien. » En obtenant tous les prix dès l'âge de quinze ans, il s'affranchit des humiliations de la petite enfance[précision nécessaire]. Pendant ces années, il a comme ami Ernest Delahaye, avec qui il échange de nombreuses lettres.

#### Rencontre avec Georges Izambard (janvier 1870)
En janvier 1870, alors en classe de rhétorique, Arthur Rimbaud se lie d'amitié avec Georges Izambard, son professeur de rhétorique, qui commence sa carrière à 22 ans. Ce dernier lui prête de nombreux livres, notamment Les Misérables de Victor Hugo, qui font bondir sa mère — qu'il surnomme « la Mother », « La bouche d'ombre » ou encore, « La Daromphe »[réf. nécessaire].
De cette époque datent ses premiers vers publiés : « Les Étrennes des orphelins », parus dans la Revue pour tous en janvier 1870. L'orientation poétique est alors celle du Parnasse, sous l'influence de la revue collective Le Parnasse contemporain.

#### Lettre à Théodore de Banville (mai 1870)
Le 24 mai 1870, Arthur Rimbaud, alors âgé de quinze ans et demi, écrit au chef de file du Parnasse, Théodore de Banville. Dans cette lettre, il transmet ses volontés de « devenir Parnassien ou rien » et de se faire publier. Pour cela, il joint trois poèmes : « Ophélie », « Sensation » et « Credo in unam ». Banville lui répond, mais les poèmes en question ne paraîtront pas dans la revue.
Son poème À la musique témoigne de son mal-être de vivre à Charleville. Rimbaud songe alors à se rendre à la capitale pour goûter à l'esprit révolutionnaire du peuple parisien[réf. nécessaire].

#### Première fugue à Paris (août-septembre 1870)
Alors qu'il vient, à la fin de sa classe de rhétorique, de rafler les prix les plus prestigieux, au cours des vacances scolaires d'été suivantes, le 29 août 1870, quelques jours avant la bataille de Sedan, Rimbaud trompe la vigilance de sa mère (le poème « Mémoire » en décrit possiblement la scène) et se sauve avec la ferme intention de se rendre à Paris.
Contrôlé à son arrivée en gare du Nord, il ne peut présenter qu'un billet de transport irrégulier. Les temps troublés n'invitent pas à la clémence. Tandis que les armées prussiennes se préparent à faire le siège de Paris et que la Troisième République est sur le point d'être proclamée, le voilà détenu dans la prison Mazas.
De sa cellule, il écrit à Georges Izambard, à Douai, pour lui demander de payer sa dette. Le professeur exécute sa demande et lui paie également le voyage pour se rendre à Douai, lui offrant l'hospitalité avant de le laisser retourner à son foyer.
Rimbaud arrive à Douai vers le 8 septembre. Redoutant le retour à Charleville, il y reste trois semaines. Pendant ce temps, l'armée prussienne encercle la capitale à partir du 19 septembre. Jusqu'ici antimilitariste déclaré, Rimbaud est pris d'élans martiaux depuis la capitulation de Sedan, si bien qu'il est décidé à suivre son professeur parti s'engager volontairement dans la Garde nationale. N'étant pas majeur, il en sera empêché malgré ses protestations.[réf. nécessaire]
Par ailleurs, Rimbaud fait la connaissance du poète Paul Demeny, un vieil ami de son hôte. Celui-ci est codirecteur d'une maison d'édition, La Librairie artistique, où il a fait paraître un recueil de poèmes (Les Glaneuses). Rimbaud saisit l'occasion et, dans l'espoir d'être édité, lui dépose une liasse de feuillets où il a recopié quinze de ses poèmes.
Izambard, qui a prévenu Vitalie Rimbaud de la présence de son fils à Douai, en reçoit la réponse : « chassez-le, qu'il revienne vite ! » Pour calmer les esprits, il décide de raccompagner son élève jusqu'à Charleville. À leur arrivée, l'accueil est rude : une volée de gifles pour le fils, une volée de reproches, en guise de remerciements pour le professeur qui, ébahi, « s'enfuit sous l'averse ».

#### Le «Recueil Demeny» (ou «les Cahiers de Douai»)

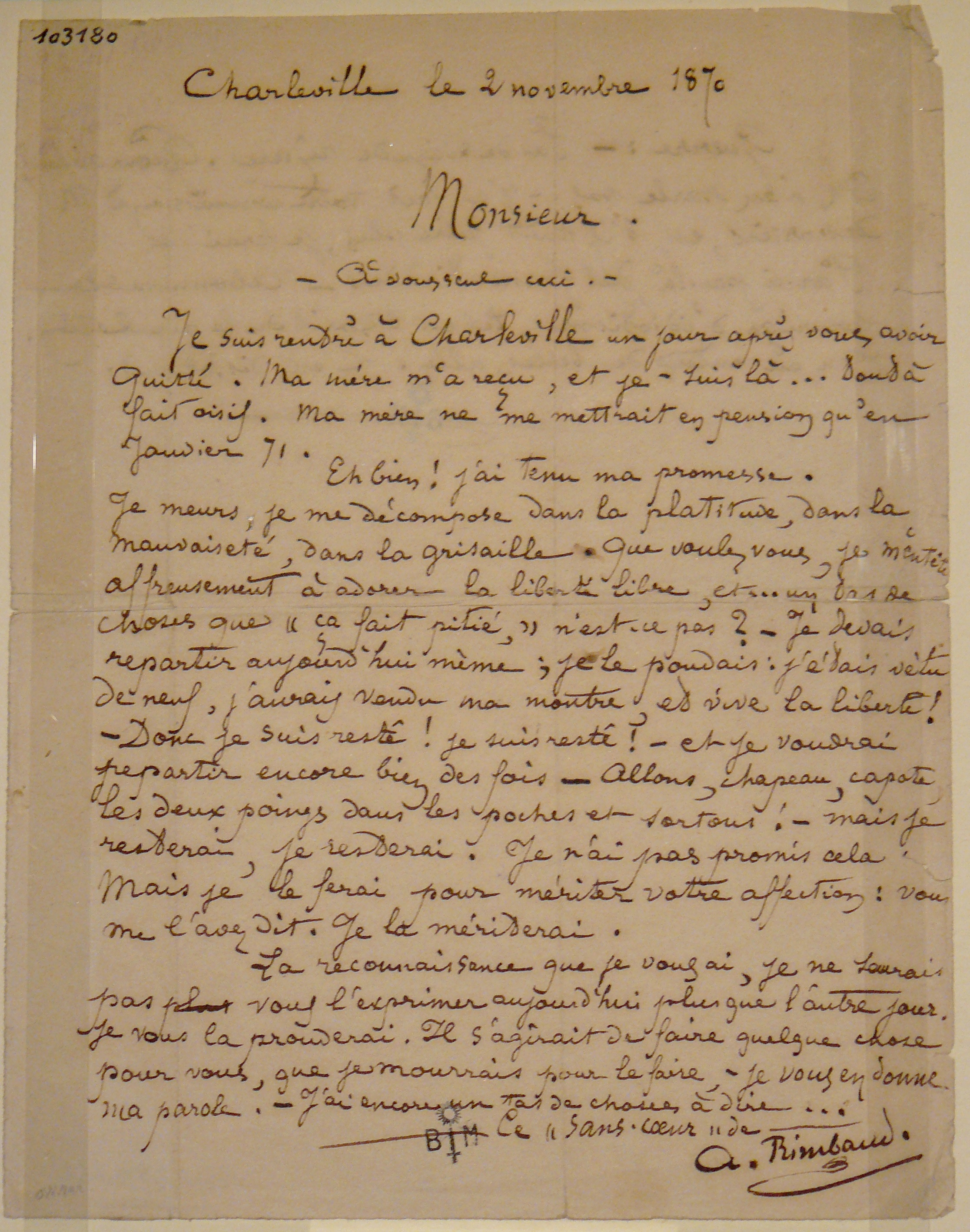
Lettre à Izambard le 2 novembre 1870.

Le 6 octobre 1870, nouvelle fugue. Paris étant en état de siège, Arthur Rimbaud part à Charleroi — il relate cette arrivée dans le sonnet « Au Cabaret-Vert, cinq heures du soir ». Rêvant d'être journaliste, il tente, sans succès, de se faire engager comme rédacteur dans le Journal de Charleroi. Dans l'espoir de retrouver Georges Izambard, il se rend à Bruxelles, puis à Douai où son professeur arrive quelques jours après, aux ordres de Vitalie Rimbaud, pour le faire revenir, escorté de gendarmes, le 1er novembre 1870.
Entre-temps, il est passé chez Paul Demeny pour lui déposer les sept poèmes composés au cours de ce dernier périple (dont des versions antérieures ont été transmises à Théodore de Banville et à Georges Izambard). Le 10 juin 1871, Rimbaud écrira à Demeny : « … brûlez tous les vers que je fus assez sot pour vous donner lors de mon séjour à Douai ». Oubliés par Demeny, ces manuscrits seront retrouvés dix-sept ans plus tard. Ceux-ci ont été répertoriés par les biographes sous l'appellation de « Cahier de Douai » ou « Recueil Demeny ».
La réouverture du collège de Charleville fréquenté par Rimbaud l'année précédente est retardée d'octobre 1870 à avril 1871. Rimbaud collabore alors modestement sous le pseudonyme de Jean Baudry au journal Le Progrès des Ardennes, fondé en novembre 1870 et paru jusqu'en avril 1871. Il parvient à y faire publier, dans l'édition du 25 novembre 1870, un récit satirique, Le Rêve de Bismarck, découvert en 2008. Rimbaud y développe, après Victor Hugo, la symbolique d'une ville de Paris, lumière de la Révolution, qui sera autrement difficile à combattre pour les Prussiens. Rimbaud prédit que Bismarck s'y brûlera le nez.

#### Les lettres à Izambard et Demeny pendant la Commune (mai 1871)
« Car Je est un autre. Si le cuivre s'éveille clairon, il n'y a rien de sa faute. »

— Extrait de la lettre à Paul Demeny (dite « lettre du Voyant »), 15 mai 1871).

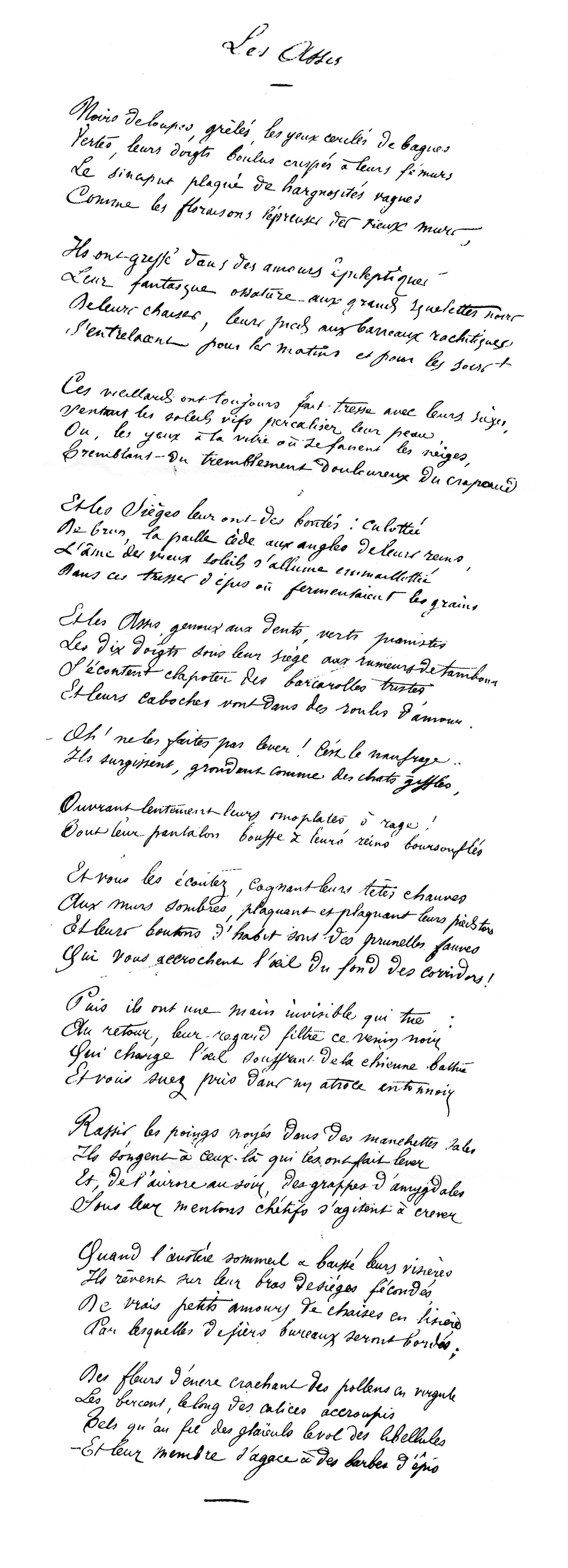
Manuscrit du poème Les Assis (1871).

En février 1871, à l'issue du siège de Paris, Rimbaud fait une nouvelle fugue vers la capitale du 25 février au 10 mars. La situation politique du pays est tendue et Rimbaud cherche à entrer en contact avec de futurs communards comme Jules Vallès et Eugène Vermersch, mais aussi avec le milieu des poètes ; il rencontre aussi le caricaturiste André Gill.
Rimbaud revient à Charleville le 18 mars 1871, avant le début de la Commune. Le collège de Charleville annonce sa réouverture pour le mois d'avril. Bien que brillant élève, Arthur Rimbaud ne retourne pas au collège. Le 17 avril, il écrit à Paul Demeny qu'il dépouille la correspondance du Progrès des Ardennes. Plusieurs témoignages prétendent qu'il serait retourné à Paris à ce moment-là, bien que ceci reste impossible à démontrer dans l'état actuel des recherches.
Quoi qu'il en soit, la Commune suscita l'enthousiasme du poète. Son ami Ernest Delahaye se rappelle le 20 mars 1871 où tous les deux ont lancé à la « figure décomposée » des boutiquiers de Charleville : « L'ordre est vaincu ! » Le poème Chant de guerre parisien, que le poète a placé en tête de sa lettre à Paul Demeny du 15 mai 1871, célèbre « le printemps » qui a vu le peuple prendre le pouvoir ; quant aux « Mains de Jeanne-Marie », il les voit « merveilleuses […] / Sur le bronze des mitrailleuses. » Il ressentit ensuite très profondément la tragédie de la répression. Dans « L'Orgie parisienne » ou « Paris se repeuple », envoyé à Verlaine dans une lettre de septembre 1871, il évoque Paris après la Commune dont « les pieds ont dansé si fort dans les colères », Paris qui reçut « tant de coups de couteau ». Le poème dénonce la lâcheté des vainqueurs auxquels Rimbaud s'adresse (« Ô lâches, la voilà [Paris] ! Dégorgez dans les gares ! »).
Pendant la Commune, la poésie de Rimbaud se radicalise encore, devient de plus en plus sarcastique : « Les Pauvres à l'église », par exemple. L'écriture se transforme progressivement. Rimbaud en vient à critiquer fortement la poésie des romantiques et des Parnassiens, et, dans sa lettre à Georges Izambard du 13 mai 1871 (première lettre dite « du Voyant »), il affirme son rejet de la « poésie subjective ». C'est également dans la deuxième lettre dite « du Voyant », adressée le 15 mai à Paul Demeny, qu'il exprime sa différence en exposant sa propre quête de la poésie : il veut se faire « voyant », par un « long, immense et raisonné dérèglement de tous les sens », « épuise[r] en lui tous les poisons, pour n'en garder que les quintessences », jusqu'à « arrive[r] à l'inconnu » — faisant ainsi écho au dernier vers du poème Le Voyage de Charles Baudelaire : « Au fond de l'Inconnu pour trouver du nouveau ! » ; Baudelaire qu'il cite d'ailleurs comme un des rares précurseurs sur cette voie exigeante : « le premier voyant, roi des poètes, un vrai Dieu », bien qu'il lui reproche une forme « mesquine », estimant que « les inventions d'inconnu réclament des formes nouvelles ».[réf. nécessaire]

#### Relations avec Verlaine (août 1871 à juillet 1873)

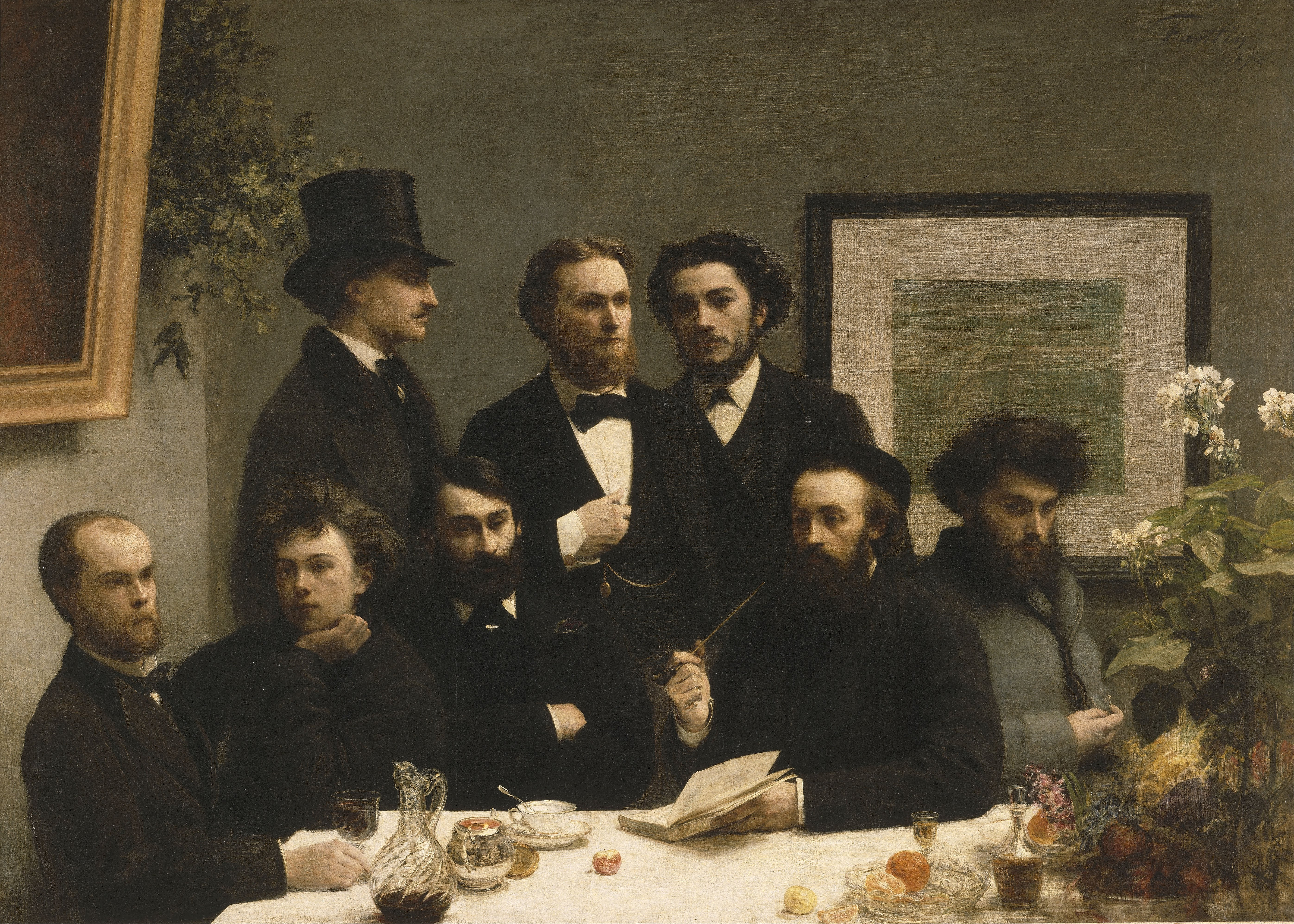
Henri Fantin-Latour, Un coin de table, 1872, musée d'Orsay. Paul Verlaine et Arthur Rimbaud sont assis à gauche.

Le 15 août 1871, Rimbaud envoie à Théodore de Banville un poème parodique, Ce qu'on dit au poète à propos de fleurs, critiquant ouvertement la poétique selon lui dépassée de son ancien maître, qui y est cité nommément.
Le 28 août, il écrit à Paul Demeny : il cherche un travail dans la capitale qui lui permette de continuer son activité de poète. Un ami de Rimbaud, Charles Auguste Bretagne (1837-1881), lui conseille d'écrire à Paul Verlaine qu'il avait connu auparavant dans le Pas-de-Calais.

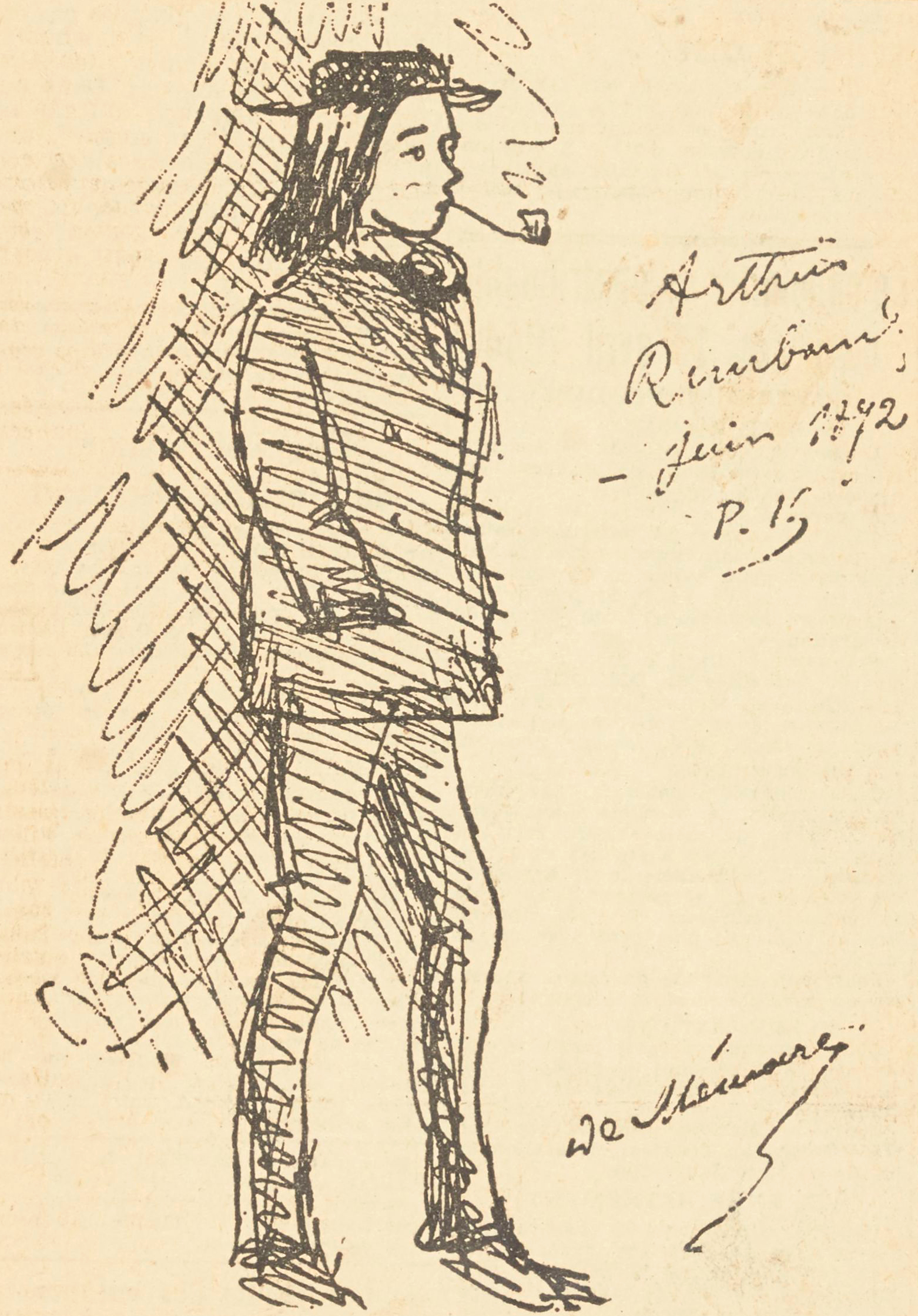
Rimbaud dessiné par Verlaine, en 1872.

Il est difficile de situer précisément le début de la relation épistolaire avec Paul Verlaine. Verlaine prétend avoir reçu très peu de courriers de Rimbaud et ne parle que de l'envoi de deux poèmes (« Les Premières Communions » et « Les Effarés »). Finalement, rentré à Paris de son exil après la Commune, il invite Rimbaud : « Venez chère grande âme, on vous appelle, on vous attend ! » Rimbaud arrive dans la capitale fin septembre 1871. Il est présenté et très bien accueilli par ses pairs plus âgés, au dîner des « Vilains Bonshommes » le 30 septembre. Il y rencontre quelques-uns des grands poètes de son temps. Il est successivement logé par les beaux-parents de Verlaine, rue Nicolet, non sans heurts avec sa femme Mathilde, puis chez Charles Cros, André Gill, Ernest Cabaner, et même quelques jours chez Théodore de Banville. Le 20 octobre 1871, Rimbaud a tout juste 17 ans. Au dîner des Vilains Bonshommes, il lit ses œuvres récentes : « Les Premières communions » et surtout « Le Bateau ivre », lequel déroute son auditoire par ses audaces formelles.

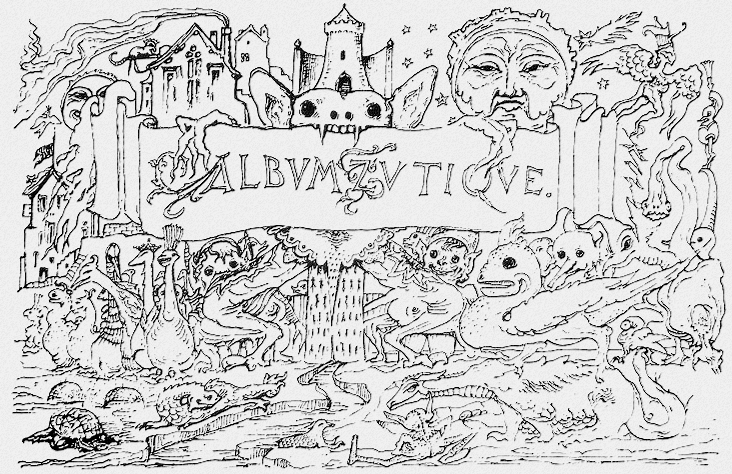
Page de titre de l'Album zutique.

Début novembre, Rimbaud participe au Cercle des poètes zutiques qui vient d'ouvrir à l'hôtel des Étrangers. Il collabore, seul ou avec Verlaine, à l'Album zutique, produisant des pastiches d'auteurs en vogue, notamment des pièces au contenu scandaleux comme le Sonnet du trou du cul. En février ou en mars 1872, Rimbaud est peint par Henri Fantin-Latour, aux côtés de Verlaine, dans le tableau Un coin de table.
Au fil des mois, les provocations de Rimbaud excèdent le milieu parisien. L'incident avec Étienne Carjat au dîner des Vilains Bonshommes du 2 mars 1872 le fait définitivement tomber en disgrâce : Rimbaud, complètement saoul, a blessé le célèbre photographe d'un coup de canne-épée. Pour sauver son mariage et rassurer ses amis, Verlaine se résigne à éloigner Rimbaud de Paris. Rimbaud se fait oublier quelque temps en retournant à Charleville. Verlaine lui écrit en secret et Rimbaud revient dans la capitale en mai 1872 ; le 7 juillet tous deux quittent Paris pour la Belgique, Verlaine ayant délaissé sa femme et son enfant. Mathilde rompt alors avec lui et effectue une demande de séparation de corps et de biens. Commence pour Rimbaud et son aîné une liaison amoureuse agitée de juillet 1872 à juin 1873 ; ils vivent un temps à Londres. Rimbaud revient occasionnellement en France en décembre 1872 et en avril 1873.

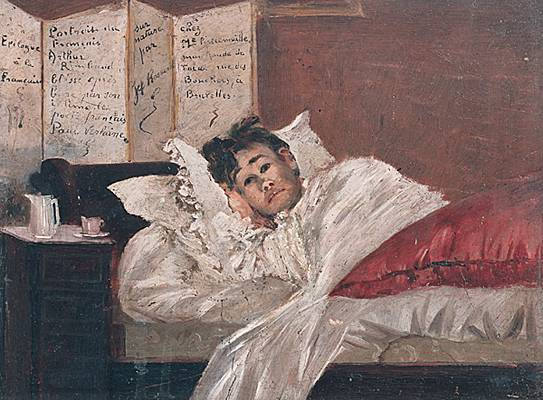
Rimbaud alité après le « drame de Bruxelles », juillet 1873 (tableau peint par Jef Rosman, musée Arthur-Rimbaud).

Cette liaison tumultueuse se termine par ce que la chronique littéraire désigne sous le nom de « drame de Bruxelles ». En juin 1873, les deux amants sont à Londres et proposent des cours de français pour vivre. Verlaine quitte brusquement Rimbaud le 3 juillet, affirmant vouloir rejoindre sa femme, décidé à se tirer une balle dans la tête si elle ne l'accepte pas. Il retourne alors à Bruxelles et réside dans un hôtel. Rimbaud le rejoint le 8 juillet. Persuadé que Verlaine n'aura pas le courage de mettre fin à ses jours, Rimbaud annonce qu'il repart seul pour Paris. Le 10 juillet 1873, Verlaine, ivre, tire sur Rimbaud à deux reprises avec un revolver, le blessant légèrement au poignet. Rimbaud se fait soigner et, craignant pour sa vie, demande la protection d'un agent de police de la ville. Verlaine est incarcéré à la prison de Bruxelles puis transféré à Mons. Même si Rimbaud a retiré sa plainte, l'enquête révèle l'homosexualité « active et passive » de l'accusé, circonstance jugée aggravante, et Verlaine est condamné en août 1873 à deux ans de prison pour blessure avec arme à feu.

#### Une saison en enferetLes Illuminations(1873-1874)
Fin juillet 1873, Rimbaud rejoint la ferme familiale de Roche où il s'isole pour écrire Une saison en enfer, relatant sous forme de prose poétique cette période chaotique et douloureuse. Déjà, l'ouvrage s'achève par un premier « Adieu », comportant des formules restées célèbres comme « Il faut être absolument moderne » ou « posséder la vérité dans une âme et un corps ». Les volumes d'Une Saison en enfer sont imprimés à compte d'auteur, à Bruxelles, en octobre 1873. Ils seront réédités, sans l'autorisation de leur auteur, en septembre 1880 dans la revue La Vogue.
Fin mars 1874, Rimbaud retourne un temps à Londres en compagnie du poète Germain Nouveau, qui participe à la mise au net des manuscrits des Illuminations, recueil à la genèse confuse et à la forme radicalement novatrice.
Une lettre de Rimbaud à Jules Andrieu (ancien député de la Commune de Paris), exilé à Londres, datée du 16 avril 1874, découverte en 2018, prouve que Rimbaud était occupé par un projet littéraire-poétique, « L'Histoire splendide », au cours de ces semaines, pour lesquelles il a demandé l'aide d'Andrieu. Les poèmes en prose déjà écrits étaient probablement destinés à faire partie de ce projet. Andrieu n'a apparemment pas répondu,.
Venant d'avoir vingt ans en octobre 1874, Rimbaud a atteint l'âge du service militaire, mais il ne peut se rendre à temps devant le conseil de révision pour le tirage au sort, alors en vigueur. Le maire de Charleville s'en charge et n'a pas la main heureuse. De retour à Charleville le 29 décembre, Rimbaud fait valoir un article de la loi sur le recrutement du 27 juillet 1872, qui le fait bénéficier d'une dispense grâce à son frère Frédéric, déjà engagé pour cinq ans. Il est donc dispensé du service militaire, mais pas de la période d'instruction, à laquelle il se dérobera néanmoins.

### «L'Homme aux semelles de vent»

#### Abandon de la poésie (1875)
Après avoir étudié l'allemand depuis le début de l'année 1875, Rimbaud part pour l'Allemagne le 13 février, pour se rendre à Stuttgart, afin de parfaire son apprentissage de la langue. Verlaine, libéré depuis le 16 janvier, après dix-huit mois d'incarcération, transformé par des accès mystiques, vient le voir « un chapelet aux pinces… Trois heures après on avait renié son dieu et fait saigner les quatre-vingt-dix-huit plaies de N.S. [Verlaine] est resté deux jours et demi […] [et] s'en est retourné à Paris... » Rimbaud remet à Verlaine les manuscrits des Illuminations, afin qu'il les remette à Germain Nouveau, pour une éventuelle publication.
Fin mars 1875, Rimbaud quitte Stuttgart avec, maintenant, le désir d'apprendre l'italien. Pour ce faire, il traverse la Suisse en train et, par manque d'argent, franchit le Saint-Gothard à pied. À Milan, une veuve charitable lui offre opportunément l'hospitalité. Il reste chez elle une trentaine de jours puis reprend la route. Victime d'une insolation sur le chemin de Sienne, il est soigné dans un hôpital de Livourne, puis est rapatrié le 15 juin à bord du vapeur Général Paoli. Débarqué à Marseille, il est à nouveau hospitalisé quelque temps. Après ces aventures « épastrouillantes », dixit Ernest Delahaye, il annonce à ce dernier son intention d'aller s'engager dans les rangs carlistes, histoire d'apprendre l'español (sic), mais ne la concrétisera pas. Redoutant les remontrances de la Mother, il traîne des pieds en vivant d'expédients dans la cité phocéenne.

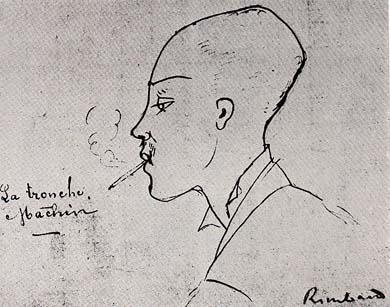
Rimbaud à la mi-décembre 1875, par Ernest Delahaye.

Mi-août 1875, Rimbaud fait son retour à Charleville, où entre-temps sa famille a déménagé au 31, rue Saint-Barthélemy. À l'instar de son ami Delahaye, Rimbaud envisage de passer son baccalauréat ès sciences avec l'objectif de faire Polytechnique, ce qu'il ne peut réaliser, car, âgé de 21 ans en cet automne 1875, il a dépassé l'âge limite de 20 ans pour y accéder. Nouvelle foucade : il suit des cours de solfège et de piano, et obtient le consentement de sa mère pour installer l'instrument au logis. À ce moment, Verlaine, qui reçoit des nouvelles de Rimbaud par une correspondance assidue avec Delahaye, est en demande d'anciens vers d'Arthur. Delahaye lui répond : « Des vers de lui ? Il y a beau temps que sa verve est à plat. Je crois même qu'il ne se souvient plus du tout d'en avoir fait. »
Le 18 décembre 1875, sa sœur Vitalie meurt à 17 ans et demi d'une synovite tuberculeuse. Le jour des obsèques, l'assistance observe avec étonnement le crâne rasé du fils cadet.

#### Vers les Indes néerlandaises (1876)

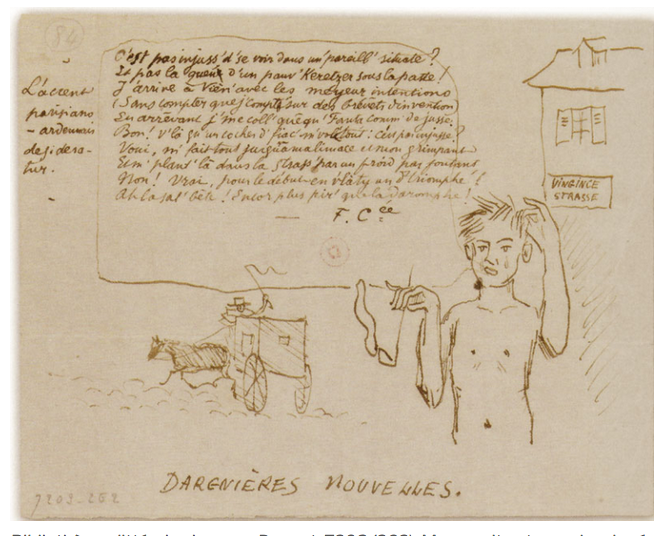
Dessin de Paul Verlaine intitulé Dargnières nouvelles, moquant Rimbaud dans une lettre à Ernest Delahaye, vers avril 1876 — Bibliothèque littéraire Jacques Doucet.

Après avoir mûri quelques projets pour découvrir d'autres pays à moindres frais, Rimbaud reprend la route en février 1876, passant par Strasbourg, pour se rendre en Autriche et rejoindre la Turquie. Arrivé à Vienne, il est victime, le samedi 26 février, d'un vol de ses économies (500 francs) ; c'est ce que rapporte le journal viennois Fremden-Blatt, dans lequel Rimbaud est dit professeur de langues, justifiant la possession d'une arme à feu pour mieux se protéger. Le périple envisagé a donc tourné court : il se retrouve ainsi sans argent, il écrit sa situation à Delahaye qui en informe Verlaine ; arrêté pour vagabondage, Rimbaud est finalement expulsé du pays et se voit contraint de regagner Charleville.
Vers le mois de mai, il repart, cette fois en direction de Bruxelles. Selon une hypothèse, il se serait fait racoler par les services d'une armée étrangère.[réf. nécessaire] Toujours est-il qu'il se présente au bureau de recrutement de l'armée coloniale néerlandaise, pour servir dans les Indes orientales néerlandaises.

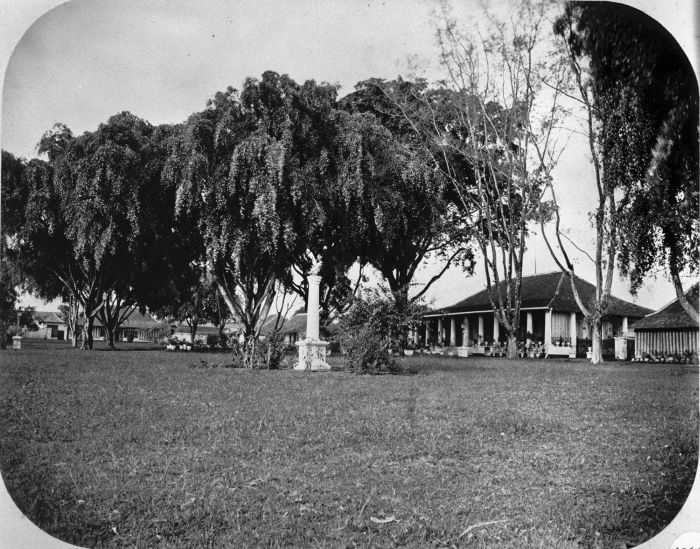
La caserne de Salatiga, Java central, en 1870.

Muni d'un billet de train, il aboutit le 18 mai 1876 — après un contrôle à la garnison de Rotterdam — dans la caserne d'Harderwijk, où il signe un engagement pour six ans. Rimbaud et les autres mercenaires, formés et équipés, sont chargés de réprimer une révolte dans l'île de Sumatra. Le 10 juin, riches de leur prime — 300 florins au départ du bateau et 300 florins à l'arrivée à destination, ils sont transportés au Helder, pour embarquer à bord du Prins van Oranje, direction Java en Indonésie. Après une première escale à Southampton et le contournement de Gibraltar, le voyage connaît quelques désertions lors d'escales ou de passages près des côtes : Naples, Port-Saïd, traversée du canal de Suez, Suez, Aden et Padang. Le 23 juillet, le bateau vapeur accoste à Batavia (aujourd'hui Jakarta). Une semaine après, les engagés reprennent la mer jusqu'à Semarang dans le Centre de Java pour être acheminés en train à la gare de Tuntang, et de là à pied jusqu'à la caserne de Salatiga.
En possession de la seconde partie de sa prime, goûtant peu la discipline militaire, Rimbaud déserte. Quelques semaines lui sont nécessaires pour se cacher et retourner à Semarang où il se fait enrôler sur le Wandering Chief, un voilier écossais qui appareille le 30 août pour Queenstown, en Irlande. Au bout d'un mois de mer, le navire essuie une tempête en passant le cap de Bonne-Espérance. La mâture détériorée, il continue néanmoins sa route sur Sainte-Hélène, l'île de l'Ascension, les Açores… Arrivé à Queenstown le 6 décembre, « Rimbald le marin » (comme le surnommera Germain Nouveau quand il le rencontrera plus tard à Paris) poursuit par les étapes suivantes : Cork, Liverpool, Le Havre, Paris et « Charlestown » (ainsi qu'il appelait Charleville).

#### 1877: voyages en Europe
La belle saison revenue, Arthur Rimbaud quitte à nouveau Charleville en 1877. Son entourage et ses amis peinent à suivre son itinéraire durant cette année. Les seules sources de renseignements, souvent contradictoires, viennent de son ami Ernest Delahaye et de sa sœur Isabelle.
Seule certitude : sa présence le 14 mai à Brême où il rédigea une lettre en anglais au consul des États-Unis d'Amérique, lettre signée « John Arthur Rimbaud », et dans laquelle il demande « à quelles conditions il pourrait conclure un engagement immédiat dans la Marine américaine », en faisant valoir sa connaissance des langues anglaise, allemande, italienne et espagnole. Il ne reçut apparemment pas de réponse favorable, car, selon Delahaye, il se serait rendu à Cologne puis à Hambourg, pour divers projets inaboutis.
En juin, le nom de Rimbaud est cité sur le registre des étrangers à Stockholm en Suède. Le 16 juin, Delahaye écrit à Verlaine : « Du voyageur toqué pas de nouvelles. Sans doute envolé bien loin, bien loin… » Le 9 août, le même épistolier informe son ami Ernest Millot « qu'il a été signalé dernièrement à Stockholm, puis à Copenhague, et pas de nouvelles depuis ». Dix-neuf ans plus tard, Delahaye rapportera dans une lettre à Paterne Berrichon, du 21 août 1896, qu'à Hambourg, Arthur s'engagea « dans la troupe du cirque Loisset, comme interprète, il passa ainsi à Copenhague, puis à Stockholm d'où rapatrié par consul français ». Pour sa part, Isabelle Rimbaud réfutera l'épisode du cirque, mais mentionnera un emploi dans une scierie en Suède, dans une lettre du 30 décembre 1896 à Paterne Berrichon (qu'elle épousera par la suite). Isabelle révélera également que son frère « visita les côtes du Danemark, de la Suède et de la Norvège, puis revint par mer jusqu'à Bordeaux, sans passer le moins du monde par Hambourg ».
Après un passage à Charleville, Rimbaud se rend en septembre à Marseille où il embarque pour Alexandrie en Égypte. Pris de douleurs gastriques, peu après le début de la traversée, il est débarqué à Civitavecchia, en Italie. Il retourne à Marseille, puis en direction des Ardennes pour y passer l'hiver. À cette période, sa mère Vitalie Rimbaud habite à Saint-Laurent, dans une propriété héritée de sa famille (les Cuif).

#### 1878-1879: départ pour l'Égypte et Chypre
Si l'on fait abstraction d'hypothétiques témoignages (voyage à Hambourg et périple en Suisse selon Berrichon, aurait été « vu dans le Quartier latin, vers Pâques » par un ami d'Ernest Delahaye), les neuf premiers mois de l'année 1878 ne sont pas plus riches de renseignements fiables que ceux de l'année précédente. En avril, les fermiers de Roche ne désirant pas renouveler leur bail, Vitalie Rimbaud a décidé de prendre en main elle-même la gestion de la ferme. Fin juillet, Ernest Delahaye écrit : « L'homme aux semelles de vent est décidément lavé. Rien de rien. »[précision nécessaire] Pendant l'été 1878, Arthur revient à Roche et participe aux moissons auprès de son frère Frédéric, de retour de ses cinq années d'armée.
Le 20 octobre 1878, jour de ses vingt-quatre ans, Rimbaud reprend la route ; il passe les Vosges, en particulier le col de Bussang, traversé « dans cinquante centimètres de neige en moyenne et par une tourmente signalée ». Il franchit le Saint-Gothard dans « l'embêtement blanc qu'on croit être le milieu du sentier » et traverse l'Italie jusqu'à Gênes. Le dimanche 17 novembre, il décrit les péripéties de son périple dans une longue lettre à sa famille. Le même jour, son père meurt à Dijon.
Le 19 novembre, Rimbaud s'embarque de Gênes pour Alexandrie. Arrivé vers le 30 novembre, il se met à chercher du travail. Un ingénieur français lui propose de l'employer sur un chantier situé sur l'île anglaise de Chypre. Pour conclure l'affaire, il demande un indispensable certificat de travail à sa mère (lettre écrite d'Alexandrie, en décembre 1878).
Le 16 décembre, Rimbaud est chef de chantier à 30 kilomètres à l'est du port de Larnaca à Chypre, dans l'entreprise Ernest Jean & Thial fils. Chargé de diriger l'exploitation d'une carrière de pierres, il tient les comptes et s'occupe de la paie des ouvriers.
En 1879, atteint de fièvres (possiblement dues au paludisme), il quitte Chypre muni d'une attestation de travail, datée du 28 mai. En convalescence à Roche, il se rétablit suffisamment pour apporter son aide aux moissons d'été.
Après une ultime visite de son ami Delahaye en septembre, Arthur n'attend pas la saison froide et part avec l'intention de retourner à Alexandrie. Repris par un accès de fortes fièvres à Marseille, il se résout à passer l'hiver chez sa famille — hiver qui se révèle particulièrement rigoureux.

### Entre la Corne de l'Afrique et l'Arabie
« L'air marin brûlera mes poumons, les climats perdus me tanneront. »

— Une saison en enfer.

#### Chypre et Aden (1880)

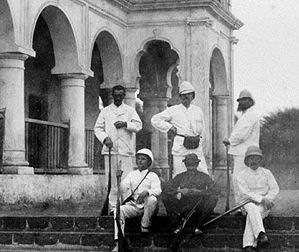
Environs d'Aden. Avant le déjeuner à Scheik Othman, vers 1880, musée Arthur Rimbaud. Arthur Rimbaud se tient debout, à gauche.

Sa santé recouvrée en mars 1880, Rimbaud rejoint de nouveau Alexandrie. Ne trouvant pas d'emploi, il débarque à Chypre. Ses anciens employeurs ont fait faillite ; il réussit à décrocher un travail de surveillant sur un chantier de construction. Il s'agit de la future résidence d'été du gouverneur anglais, que l'on bâtit au sommet des monts Tróodos,.
À la fin du mois de juin, Arthur Rimbaud quitte l'île « après des disputes […] avec le payeur général et [son] ingénieur ». Rendu dans le port d'Alexandrie, il n'envisage plus de retour en France.
Après avoir navigué le long du canal de Suez jusqu'en mer Rouge, il cherche du travail dans différents ports : Djeddah, Souakim, Massaouah… À Hodeidah, au Yémen, où il tombe à nouveau malade, il rencontre Trébuchet, un représentant d'une agence marseillaise importatrice de café. Constatant qu'il connaît suffisamment la langue arabe, ce dernier lui conseille de se rendre à Aden et le recommande à P. Dubar, un agent de la maison Mazeran, Viannay, Bardey et Cie. (L'exportation de café connaissait alors un commerce florissant, grâce à quoi le port de transit de Moka avait connu son heure de gloire avant qu'il fût supplanté par Hodeidah.)
Après avoir débarqué à Steamer Point, le port franc anglais d'Aden, Arthur Rimbaud entre en contact avec Dubar, adjoint d'Alfred Bardey (parti explorer le continent africain pour implanter une succursale). Après quelques jours d'essai, il est embauché le 15 août 1880 comme surveillant du tri de café. « Aden est un roc affreux, sans un seul brin d'herbe ni une goutte d'eau bonne : on boit de l'eau distillée. La chaleur y est excessive. » Ayant le sentiment de se faire exploiter, Rimbaud compte partir à Zanzibar ou sur les côtes d'Abyssinie après avoir gagné suffisamment d'argent. Revenu en octobre, Alfred Bardey lui propose de seconder Pinchard, l'agent du comptoir qu'il vient d'établir au Harar, une région d'Éthiopie colonisée par les Égyptiens. Un contrat de trois ans (1880-1883) est signé le 10 novembre. Accompagné du Grec Constantin Rhigas, un employé de Bardey, il effectue la traversée du golfe d'Aden les jours suivants.

#### Premier séjour au Harar (1880-1881)

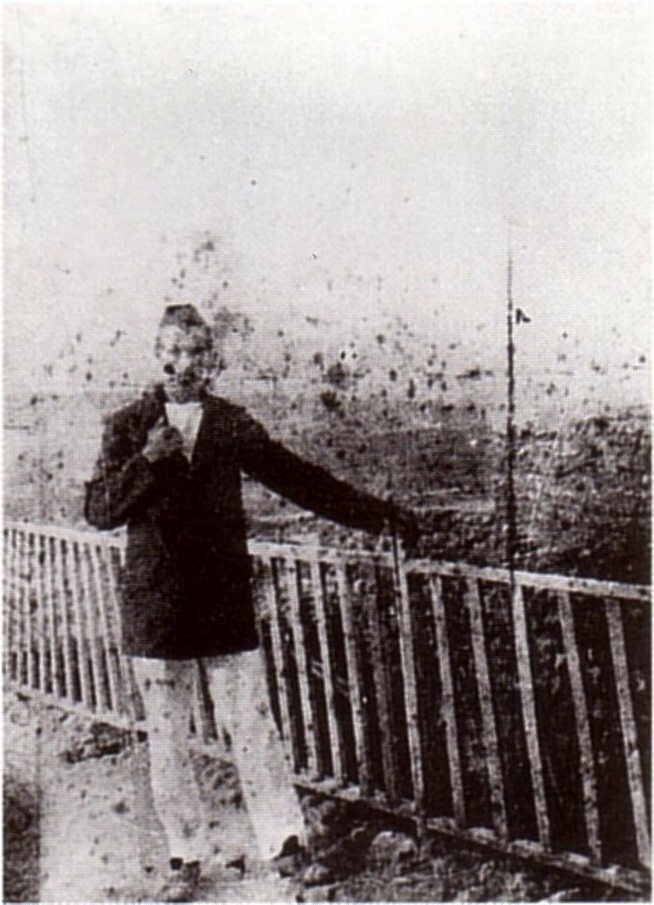
Autoportrait photographique d'Arthur Rimbaud à Harar, envoyé dans une lettre à sa mère, 1883, musée Arthur Rimbaud

En terres africaines, Rimbaud et son acolyte forment une caravane pour transporter des marchandises pour le Harar. Ils doivent parcourir trois cent cinquante kilomètres : traverser le territoire des Issas — réputés belliqueux — puis entrer dans celui des Gallas où les attaques ne seront plus à craindre. Les portes de la cité fortifiée de Harar sont franchies en décembre « après vingt jours de cheval à travers le désert somali » ; ils sont accueillis dans l'agence Bardey par l'agent Pinchard et un autre employé grec, Constantin Sotiro. La tenue des comptes et la paie des démarcheurs lui sont imparties. Le 15 février 1881, il relate aux siens en quoi consiste le commerce : « [des] peaux […], du café, de l'ivoire, de l'or, des parfums, encens, musc, etc. » ; leur fait part de ses déceptions : « je n'ai pas trouvé ce que je présumais […] Je compte trouver mieux un peu plus loin » ; se plaint aussi d'une maladie qu'il aurait « pincée »[réf. nécessaire].
En mars 1881, Pinchard, atteint de paludisme, s'en va. Rimbaud assure l'intérim du comptoir jusqu'à l'arrivée d'Alfred Bardey. Bardey arrive avec l'idée d'ouvrir un magasin de produits manufacturés. Ainsi, les indigènes venant vendre leur récolte de café dépensent leur argent en achetant toutes sortes d'ustensiles. Parmi la poignée d'occidentaux sur place, il eut son rôle à jouer dans l'adoption en Éthiopie d'un certain type de vaisselle (des récipients d'importation en métal et verre coloré, remplaçant les récipients traditionnels en ivoire et terre cuite), utilisée pour boire l'hydromel local, ou l'eau-de-vie plus tardivement, d'abord parmi l'élite (à la table de Ménélik II, Joseph Vitalien, etc.) ; des usages qui préfigurent l'ouverture des premiers débits de boisson (« bistrots ») destinés à la population…
Arthur Rimbaud ayant toujours des velléités de fuite (Zanzibar, Panama), son patron l'envoie faire des expéditions commerciales à partir du mois de mai. Ces campagnes pour des trocs de cotonnades et bibelots contre peaux ou autres, s'avèrent risquées et peu rentables. Revenant épuisé à chaque fois, Rimbaud est à nouveau frappé de fièvre tout l'été.
De son côté, Alfred Bardey part pour le siège lyonnais de la société vers le début octobre. Le frère de celui-ci devant venir le remplacer, Rimbaud gère à nouveau le comptoir en l'attendant. Pierre Bardey arrivé, Rimbaud quitte le Harar en décembre 1881.

#### Deuxième séjour à Aden (1882-1883)
Après le retour d'Arthur Rimbaud à la factorerie de café d'Aden, c'est au tour d'Alfred Bardey de revenir en février 1882 à la suite du départ de P. Dubar pour la France (Lyon). Rimbaud en vient donc à seconder son patron durant toute l'année. En septembre, il commande tout le matériel nécessaire pour faire des photographies, car il compte partir pour le Choa, en Abyssinie, afin de réaliser un ouvrage sur cette contrée inconnue, avec cartes, gravures et photographies, et le soumettre à la Société de géographie de Paris, dont Alfred Bardey est membre. Ce projet d'expédition photographique ne verra pas le jour, car, le 3 novembre 1882, il annonce à sa famille son retour à Harar, prévu pour janvier 1883.
Le début de l'année 1883 est marqué par une rixe entre Rimbaud et un magasinier indigène qui lui manque de respect. Ce dernier porte alors plainte pour coups et blessures. Rimbaud évite la condamnation grâce à l'intervention du vice-consul, auquel il écrit aussitôt (le 28 janvier 1883) pour résumer les faits et solliciter sa protection. De plus, son patron se porte garant de son comportement à venir. Son contrat — finissant en novembre 1883 — est renouvelé jusqu'à fin décembre 1885 et son prochain départ pour Zeilah en Somalie est fixé au 22 mars 1883.

#### Deuxième séjour au Harar (1883 à 1885)

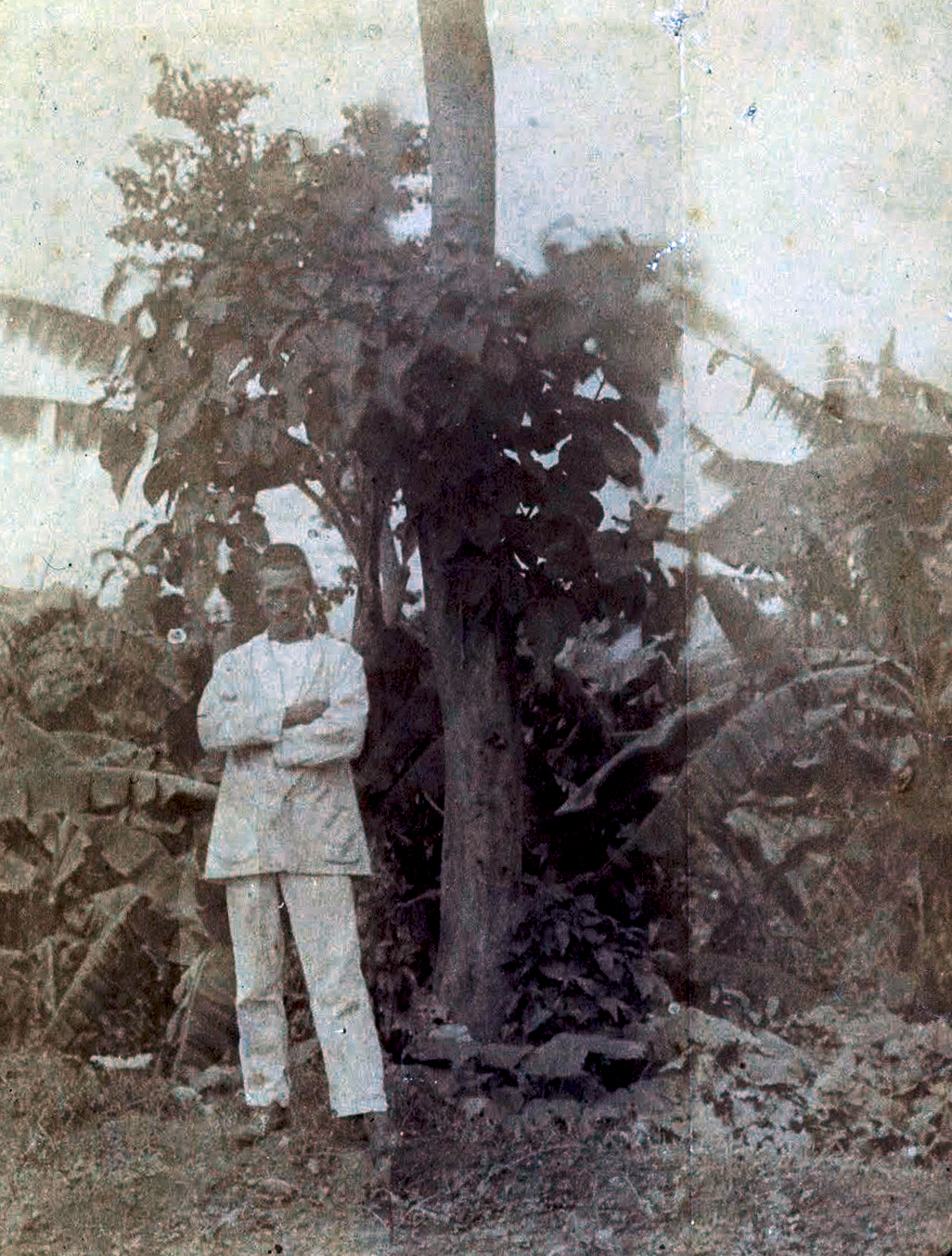
Arthur Rimbaud au Harar, « dans un jardin de bananes », en 1883, Bibliothèque Nationale de France.

Arrivé à Harar en avril 1883, Rimbaud remplace Pierre Bardey, destiné à succéder à son frère à Aden.
Dans une lettre écrite le 6 mai 1883 à sa famille, il formule quelques réflexions sur sa vie actuelle, son avenir. Il songe à se marier, à avoir un fils. Il joint aussi ses premiers travaux photographiques : trois portraits en pied de lui-même (respectivement, 1. aux bras croisés, 2. sur une terrasse et 3. devant des caféiers). Secondé par Constantin Sotiro (Sotiros Konstantinescu Chryseus, alias Adji-Abdallah), Rimbaud prend l'initiative de l'envoyer explorer l'Ogadine ; à son retour (en août) il transcrit ses notes pour en rédiger un texte descriptif que Bardey expédie à la Société de géographie de Paris. Intitulé Rapport sur l'Ogadine, par M. Arthur Rimbaud, agent de MM. Mazeran, Viannay et Bardey, à Harar (Afrique orientale), ce mémoire, dans lequel les mérites de Sotiro sont quelque peu occultés, est publié par la Société de géographie en février 1884 et est apprécié par les géographes français et étrangers. Quant à Sotiro, Rimbaud exécute son portrait photographique, en tenue de chasseur parmi des bananiers. En tout, on possède actuellement de cette période huit photographies authentiquement prises par Rimbaud : sept sont conservées à la bibliothèque de Charleville-Mézières, une autre à la BnF (depuis 1969).
À Paris, pendant ce temps, Verlaine publie une étude accompagnée de poèmes sur le poète Rimbaud, dans la revue Lutèce du 5 octobre au 17 novembre 1883. Cette étude paraît l'année suivante dans l'ouvrage Les Poètes maudits.

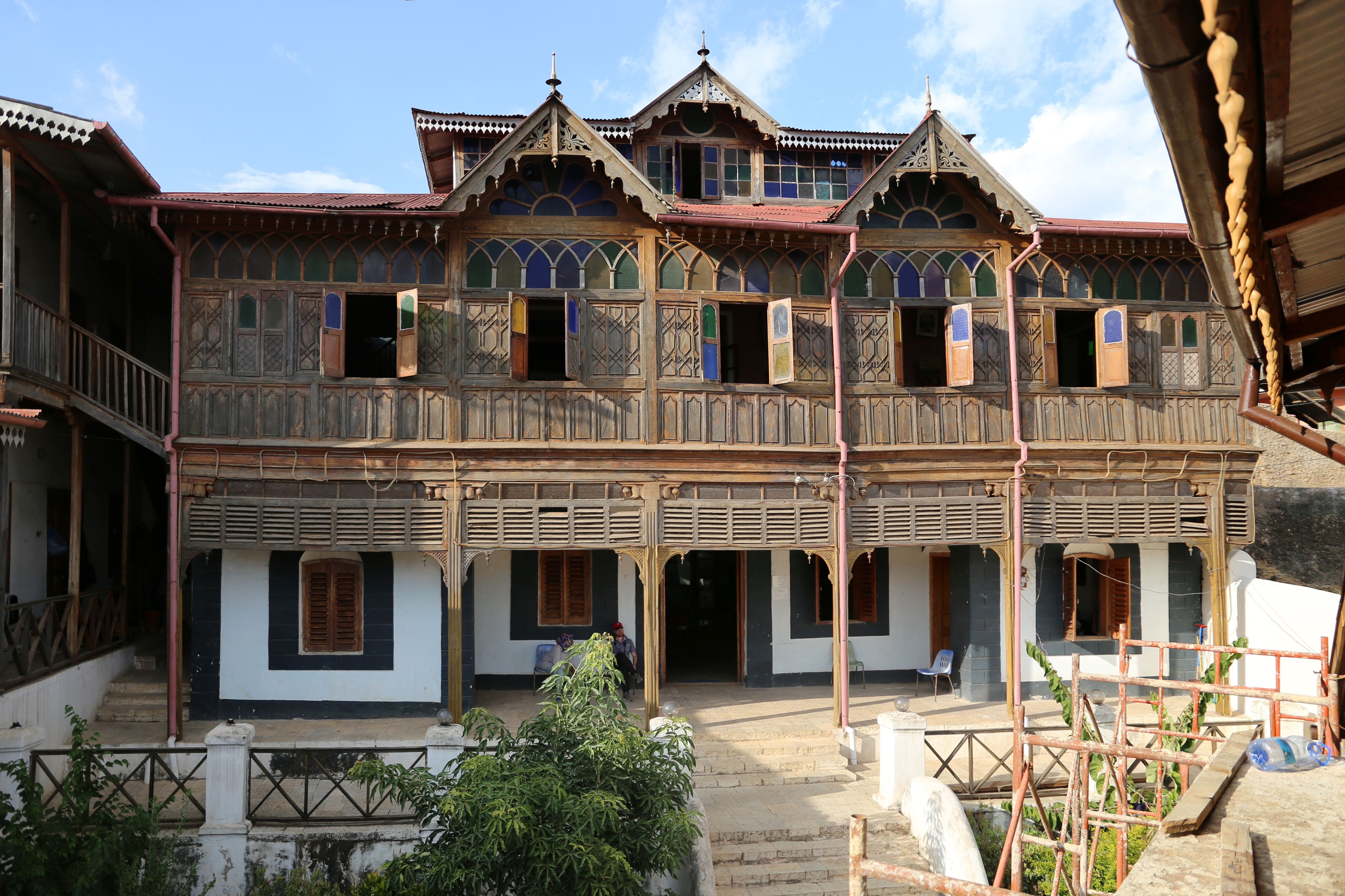
Maison Rimbaud à Harar en Éthiopie. En réalité, Rimbaud n'y a pas habité.

Au Harar, plusieurs caravanes de marchandises sont organisées jusqu'au moment où les répercussions de la guerre des mahdistes contre les occupants égyptiens et les Anglais obligent la société à abandonner le comptoir de Harar. L'évacuation de la cité est organisée par le gouverneur d'Aden, le major Frederick Mercer Hunter, arrivé en mars, à la tête d'une colonne d'une quinzaine de soldats. L'officier britannique, insatisfait de l'hébergement offert par le pacha d'Égypte, provoque un scandale en préférant loger dans la maison de Rimbaud. Le retour pour Aden se fait en compagnie de Djami Wadaï, son jeune domestique abyssin, et de Constantin Sotiro.
À la suite de la faillite de la société Mazeran, Viannay, Bardey et Cie, Rimbaud est licencié et se retrouve sans travail. Cependant, « selon les termes de [son] contrat, [il a] reçu une indemnité de trois mois d'appointements, jusqu'à fin juillet » et espère la réussite de Bardey, parti en France « pour rechercher de nouveaux fonds pour continuer les affaires ». Pendant cette période de désœuvrement, il vit avec une Abyssine chrétienne, prénommée Mariam. C'est la seule liaison connue entre Rimbaud et une femme.
Le 1er juillet 1884, il est engagé jusqu'au 31 décembre 1884 dans la nouvelle société créée par les frères Bardey, « aux mêmes conditions ». Les mois passent et les affaires ne sont pas brillantes — ruinées par la politique menée par les Britanniques. Arthur Rimbaud va avoir vingt-neuf ans et sent qu'il se fait « très vieux, très vite, dans ces métiers idiots ». Aussi cherche-t-il une occasion pour changer d'emploi.
Faute de mieux, le 10 janvier 1885, il se rengage pour un an avec la maison Bardey. Malgré la poursuite de l'offensive anglo-égyptienne au Soudan, Rimbaud continue donc à s'occuper des achats et des expéditions du moka. Sans aucun jour de congé, il endure à nouveau la chaleur étouffante de l'endroit et souffre de fièvre gastrique.

#### «Trafic» d'armes au Choa (1885 à 1887)
En septembre 1885, Arthur Rimbaud se voit proposer un marché par le Français Pierre Labatut, un trafiquant établi au Choa, royaume abyssin de Menelik, négus du Shewa (Choa) jusqu'en 1889 et futur Roi des Rois (Negusä nägäst ou Negusse Negest) d'Éthiopie. Voyant là l'opportunité de faire une bonne affaire, et de changer le cours de sa vie tout en ayant un rôle géopolitique à jouer, Rimbaud n'hésite pas à s'associer avec Labatut pour acheter en Europe des armes (passablement obsolètes) et des munitions. Ainsi, ils comptent réaliser de substantiels bénéfices en satisfaisant une commande du négus du Shewa, qu'ils auront de cette façon contribué à établir comme unificateur de la région, et comme opposant aux harcèlements de l'armée italienne. L'intégrité du pays sera établie lors de la décisive bataille d'Adoua deux décennies plus tard. Après avoir conclu cet accord, qui sera payé ensuite par le père du futur Haïlé Sélassié, Arthur rompt brutalement le contrat qui le lie avec la maison Bardey. Quant à Mariam, elle est renvoyée dans son pays avec quelques thalers en poche.

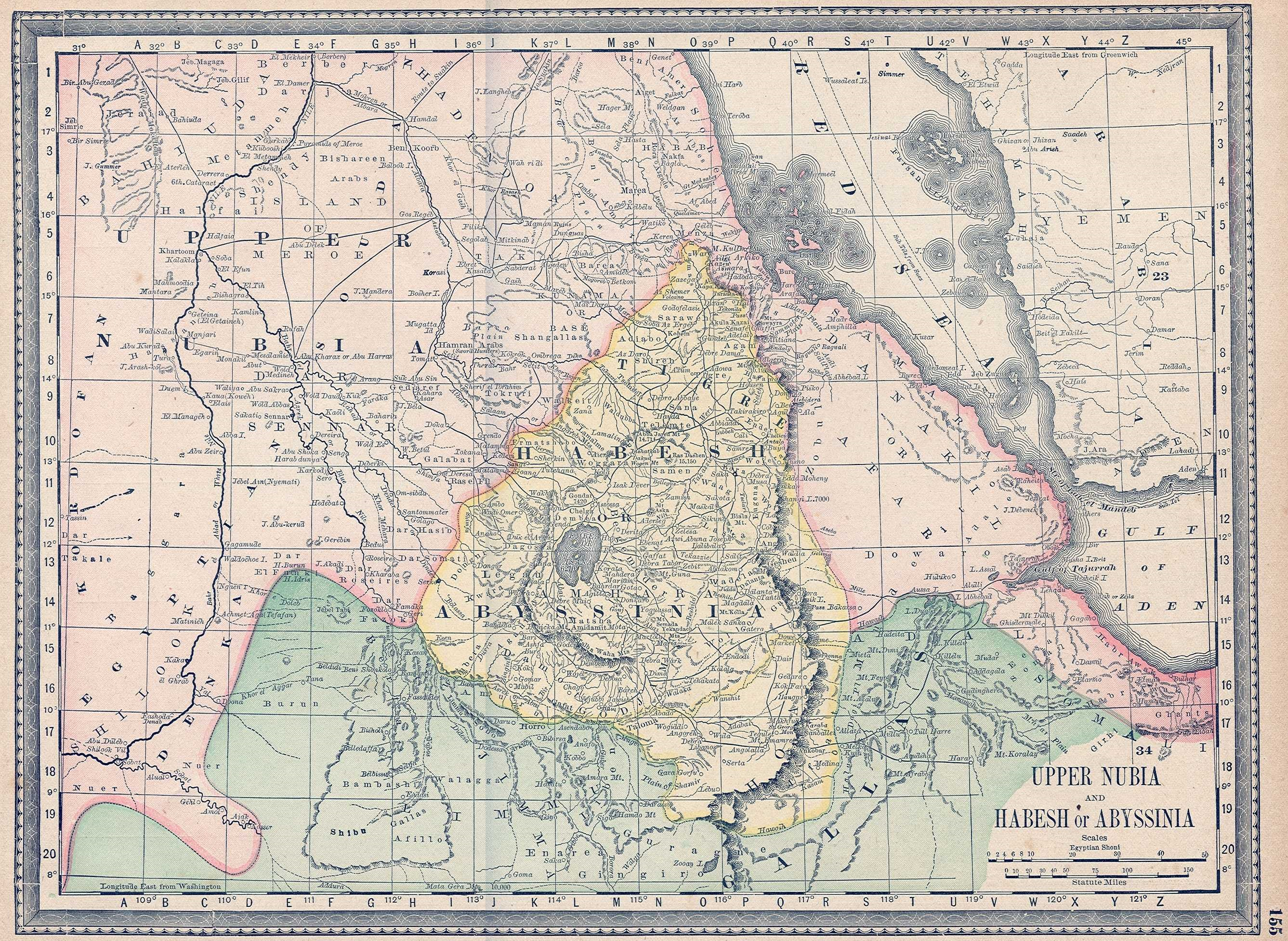
Abyssinie : les itinéraires de Tadjourah à Ankober et d'Ankober à Harar sont visibles dans la partie inférieure droite (carte de 1882).

Fin novembre 1885, Rimbaud débarque dans le petit port de Tadjourah, en terre dankalie, pour monter une caravane en attendant que les armes soient réceptionnées à Aden par Labatut. Lorsque ce dernier arrive fin janvier 1886 avec le chargement (deux mille quarante fusils et soixante mille cartouches), l'organisation de la caravane rencontre des difficultés. D'abord entravés par les exigences financières du sultan qui tire profit de tous convois en partance, les voilà empêchés d'entamer leur expédition à la mi-avril : l'interdiction d'importer des armes vient d'être signée entre Anglais et Français. Les deux associés écrivent alors au ministre des Affaires étrangères le 15 avril pour se sortir de cette impasse. Ils obtiennent gain de cause, mais tout est remis en question quand Labatut, atteint d'un cancer, est obligé de rentrer en France (il mourra en octobre suivant). L'explorateur Ugo Ferrandi (it) rencontre Arthur Rimbaud à ce moment et le décrit ainsi : « Grand, décharné, les cheveux grisonnants sur les tempes, vêtu à l'européenne […] avec des pantalons plutôt larges, un tricot, une veste ample couleur kaki, il ne portait sur la tête qu'une petite calotte également grise et bravait le soleil torride comme un indigène. ».
En France, Illuminations et Une saison en enfer sont parus dans les numéros de mai à juin et de septembre 1886 de la revue symboliste La Vogue, sans que l'auteur en ait connaissance.
Se retrouvant seul, Rimbaud part en octobre 1886, à la tête de sa caravane composée d'une cinquantaine de chameaux et d'une trentaine d'hommes armés. La route pour le Choa est très longue : deux mois de marche jusqu'à Ankober. Après avoir traversé les terres arides des tribus danakils sous une chaleur implacable, le convoi franchit la frontière du Choa sans avoir été attaqué par les pillards. Et c'est dans un environnement verdoyant que la caravane atteint Ankober le 6 février 1887. Rimbaud y trouve l'explorateur Jules Borelli.
Borelli le décrit ainsi :

« M. Rimbaud, négociant français, arrive de Toudjourrah, avec sa caravane. Les ennuis ne lui ont pas été épargnés en route. Toujours le même programme : mauvaise conduite, cupidité et trahison des hommes ; tracasseries et guet-apens des Adal ; privation d'eau ; exploitation par les chameliers...

Notre compatriote a habité le Harar. Il sait l'arabe et parle l'amharigna et l'oromo. Il est infatigable. Son aptitude pour les langues, une grande force de volonté et une patience à toute épreuve, le classent parmi les voyageurs accomplis. »

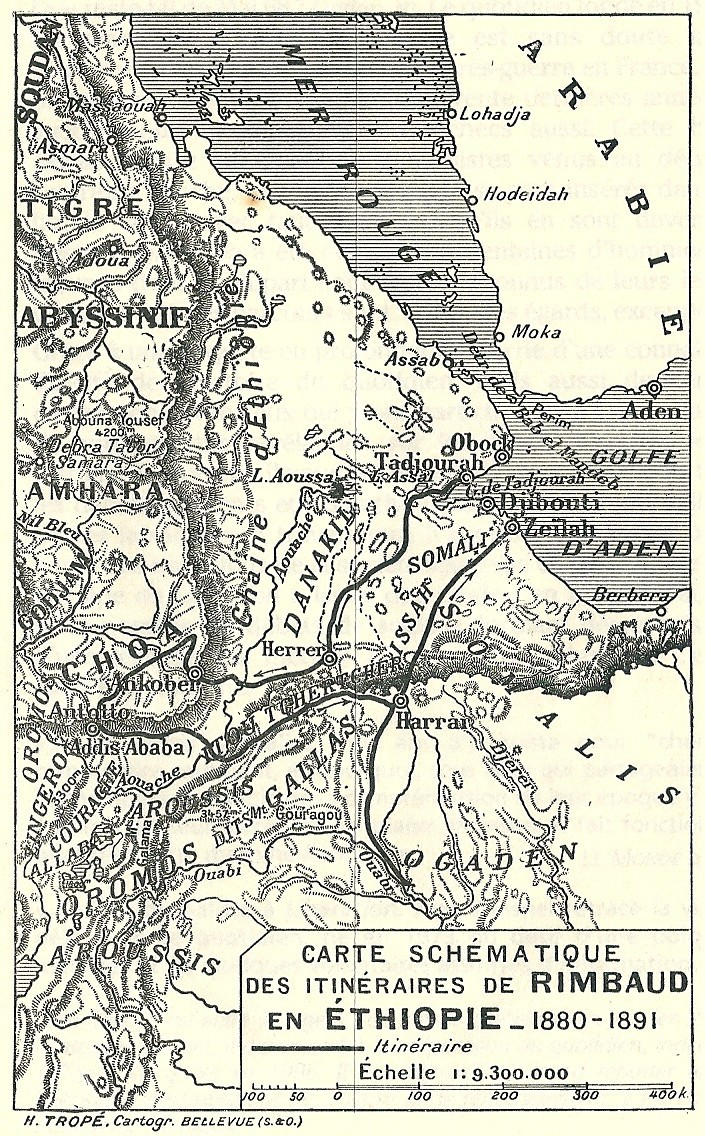
Carte schématique (au 1:9.300.000) des itinéraires de Rimbaud en Éthiopie de 1880 à 1891 (carte publiée en 1926)

Ménélik est absent, étant parti combattre l'émir Abdullaï pour s'emparer d'Harar. Rimbaud aussitôt arrivé, les chameliers, un créancier de Labatut et la veuve abyssinienne de ce dernier viennent lui réclamer avec insistance ce qui leur est soi-disant dû. Agacé par leur rapacité, il refuse de céder à leurs demandes. Ils s'en plaignent auprès de l'intendant du roi qui abonde en leur sens et le condamne à verser les sommes demandées. Au lieu d'Ankober, Ménélik va revenir en vainqueur à Entoto. Rimbaud se rend là-bas avec Borelli. Sur place, en attendant l'arrivée du roi, Rimbaud entre en contact avec son conseiller, un ingénieur suisse nommé Alfred Ilg avec qui il entretient de bons rapports. Suivi de sa colonne armée, Ménélik arrive triomphalement le 5 mars 1887. Il n'a plus vraiment besoin d'armes ni de munitions, car il en ramène en grande quantité. Il accepte néanmoins de négocier le stock à un prix très inférieur à celui escompté. De surcroît, il ne se prive pas d'exploiter la disparition de Labatut, à qui il avait passé commande, pour retrancher du prix la somme de quelques dettes supposées. Suivant cet exemple, « toute une horde de créanciers » (réels ou opportunistes) de Labatut viennent harceler Rimbaud pour être remboursés à leur tour. Ménélik n'ayant pas d'argent pour le payer, Rimbaud est contraint d'accepter un bon de paiement devant lui être réglé à Harar par le ras Makonnen, cousin du roi.

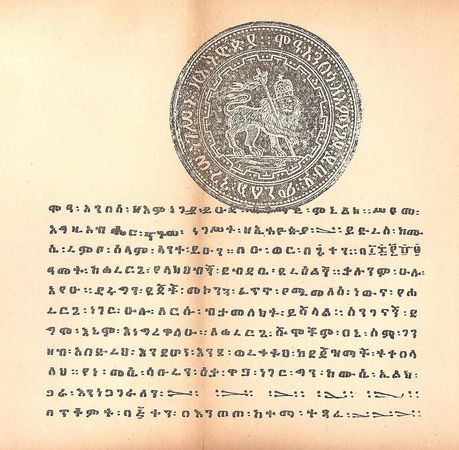
Fac-similé de la lettre de Ménélik II écrite en juin 1887 à Arthur Rimbaud.

Pour qu'il aille au plus court pour toucher son argent, Ménélik lui donne l'autorisation de prendre la route qu'il a ouverte à travers le pays des Itous. Cette route étant inexplorée, Borelli demande au roi la permission de l'emprunter. Rimbaud quitte donc Entoto le 1er mai 1887, en compagnie de Borelli. L'itinéraire traverse des régions inexplorées : ils furent ainsi les premiers européens à explorer l'Ogaden dans l'Éthiopie. Leurs observations et descriptions sont scrupuleusement relevées et consignées à chaque étape. Jules Borelli les retranscrit dans son journal de voyage. Rimbaud, pour sa part, transmet ses notes à Alfred Bardey qui les communiquera à la Société de géographie. Au bout de trois semaines, la caravane arrive à Harar. Borelli retourne à Entoto quinze jours après. Rimbaud, quant à lui, doit attendre pour se faire payer, mais le ras Makonnen n'a pas d'argent et transforme son bon de paiement en deux traites payables à Massaoua. Après avoir repris la route en direction de Zeilah, Rimbaud regagne Aden le 25 juillet 1887. Le 30 juillet, il fait un compte-rendu détaillé de la liquidation de sa caravane au vice-consul de France, Émile de Gaspary. Résultat de « cette misérable affaire » : une perte de 60 % sur son capital, « sans compter vingt et un mois de fatigues atroces ».
Avec l'intention de prendre un peu de repos en Égypte, Rimbaud embarque avec son domestique au début du mois d'août 1887 pour encaisser ses traites à Massaouah. Lorsqu'il est arrêté à son arrivée le 5 août 1887 pour défaut de passeport, l'intervention de Gaspary est nécessaire pour lui permettre de poursuivre sa route. Il est alors nanti d'un passeport, de l'argent de ses traites et d'une recommandation du consul de France de Massaouah à l'attention d'un avocat du Caire. Il débarque à Suez pour se rendre en train jusqu'à la capitale, où il arrive le 20 août 1887. Dans une lettre aux siens du 23 août, il se plaint de rhumatismes à l'épaule droite, au bas du dos, à la cuisse et au genou gauche.
Rimbaud entre en relation avec Borelli Bey (Octave Borelli), frère aîné de Jules Borelli et directeur du journal Le Bosphore égyptien. Il lui adresse les notes de son expédition du Choa, publiées dans ce journal les 25 et 27 août 1887,.
Après avoir placé sa fortune dans une succursale du Crédit lyonnais, Rimbaud ne sait où aller pour travailler à nouveau ; il pense à Zanzibar et à Madagascar. Il sollicite une mission en Afrique à la Société de géographie à Paris, sans succès. Il retourne à Aden début d'octobre 1887. Dans cette ville, les déconvenues de sa livraison d'armes le poursuivent. Il doit encore justifier le paiement d'une dette de Pierre Labatut à un certain A. Deschamps (l'affaire sera soldée le 19 février 1891, après d'interminables échanges de courriers). Il souffre toujours de douleurs au genou gauche.[réf. nécessaire]

#### Dernier séjour au Harar (1888 à 1890)
En décembre 1887, malgré divers contacts entrepris, Rimbaud est toujours sans travail. Il revoit Alfred Ilg, de passage à Aden avant de se rendre à Zurich (à la suite de quoi ils correspondront fréquemment). Par ailleurs, le stock d'armes de Paul Soleillet, resté à Tadjourah après sa mort, a été racheté par Armand Savouré. Malgré l'embargo sur ce commerce, celui-ci compte les livrer au roi Ménélik. Pour former sa caravane, il propose à Rimbaud de tenter de se procurer des chameaux auprès du ras de Harar. Pour cela, Arthur retourne sur les terres africaines mi-février 1888, de la côte à Harar ; mais, n'ayant pu convaincre le ras Makonnen, il en revient bredouille un mois plus tard, le 14 mars 1888.

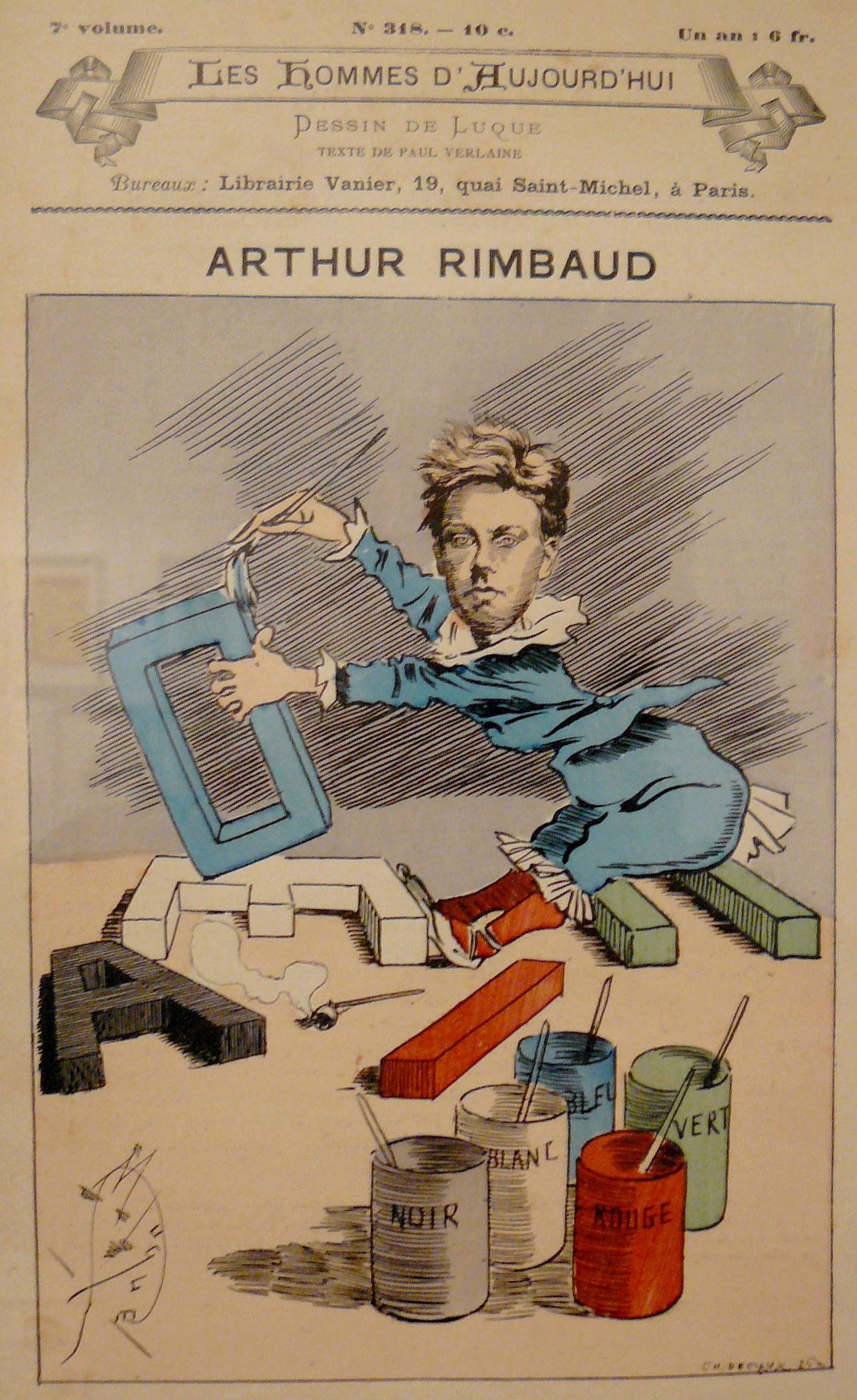
no 318 de la série Les Hommes d'aujourd'hui, publié en janvier 1888 (caricature de Luque), texte de Paul Verlaine.

Dans le milieu littéraire parisien, le silence et la disparition inexpliqués du poète Jean-Arthur Rimbaud entourent son nom de mystère et les interrogations qu'il suscite donnent libre cours à toutes sortes de fables — en 1887 on l'a dit mort, ce qui inspire Paul Verlaine pour écrire Laeti et errabundi. En janvier 1888, le même publie à nouveau une étude biographique dans un numéro de la revue Les Hommes d'aujourd'hui consacré au poète disparu.
La route d'Entoto à Harar étant maintenant ouverte, la cité harari devient une étape obligée pour commercer avec le royaume du Choa. Rimbaud est déterminé à s'y installer pour se consacrer à un commerce plus orthodoxe (café, gomme, peaux de bêtes, musc (de civette), cotonnade, ivoire, or, ustensiles manufacturés, et fournisseur de chameaux pour caravanes). Il contacte César Tian, un important exportateur de café d'Aden, pour le représenter à Harar ; offre sa collaboration à Alfred Bardey à Aden ; à Alfred Ilg au Choa ; et à Constantin Sotiro, son ancien assistant, qui s'est établi à Zeilah en Somalie. Ces accords conclus, il part édifier son comptoir : départ le 13 avril 1888 pour Zeliah, arrivée à Harar le 3 mai 1888 ; il ouvre alors un commerce à son nom.
Les années 1888, 1889 et 1890 sont consacrées à l'exploitation de sa factorerie à Harar. Après la satisfaction des débuts, l'humeur devient maussade. Rimbaud s'ennuie, ainsi qu'il l'écrit à sa famille dans une lettre datée du 4 août 1888 : « Je m'ennuie beaucoup, toujours ; […] n'est-ce pas misérable, cette existence sans famille, sans occupation intellectuelle […] ? » Le 25 septembre 1888, il offre l'hospitalité à l'explorateur Jules Borelli qui, venant du Choa, fait une halte d'une semaine avant de regagner le port de Zeilah. Rimbaud lui obtient des chameaux. Quelques semaines après, c'est au tour d'Armand Savouré, qui a enfin réussi à livrer son stock d'armes au négus du Shewa, Ménélik. Dans leurs témoignages, tous deux décriront Rimbaud comme un être intelligent, peu causant, sarcastique, ne livrant rien sur sa vie antérieure, vivant très simplement, s'occupant de ses affaires avec précision, honnêteté et fermeté.
De retour de Zurich, Alfred Ilg est hébergé par Rimbaud du 23 décembre 1888 au 5 février 1889, le temps d'attendre la fin des affrontements entre Issas et Gallas pour transporter en toute sécurité ses marchandises et celles de son hôte jusqu'à Entoto. Les affaires avec le conseiller du roi marcheront en bonne entente jusqu'au bout. Une autre visite est celle d'Édouard Joseph Bidault de Glatigné (1850-1925), photographe-reporter dans la région, qui séjourne fin 1888, début 1889 dans la maison de Rimbaud située juste à côté de la Factorerie ; il écrit sur ce séjour à la Société de géographie de Paris, y joignant un cliché.

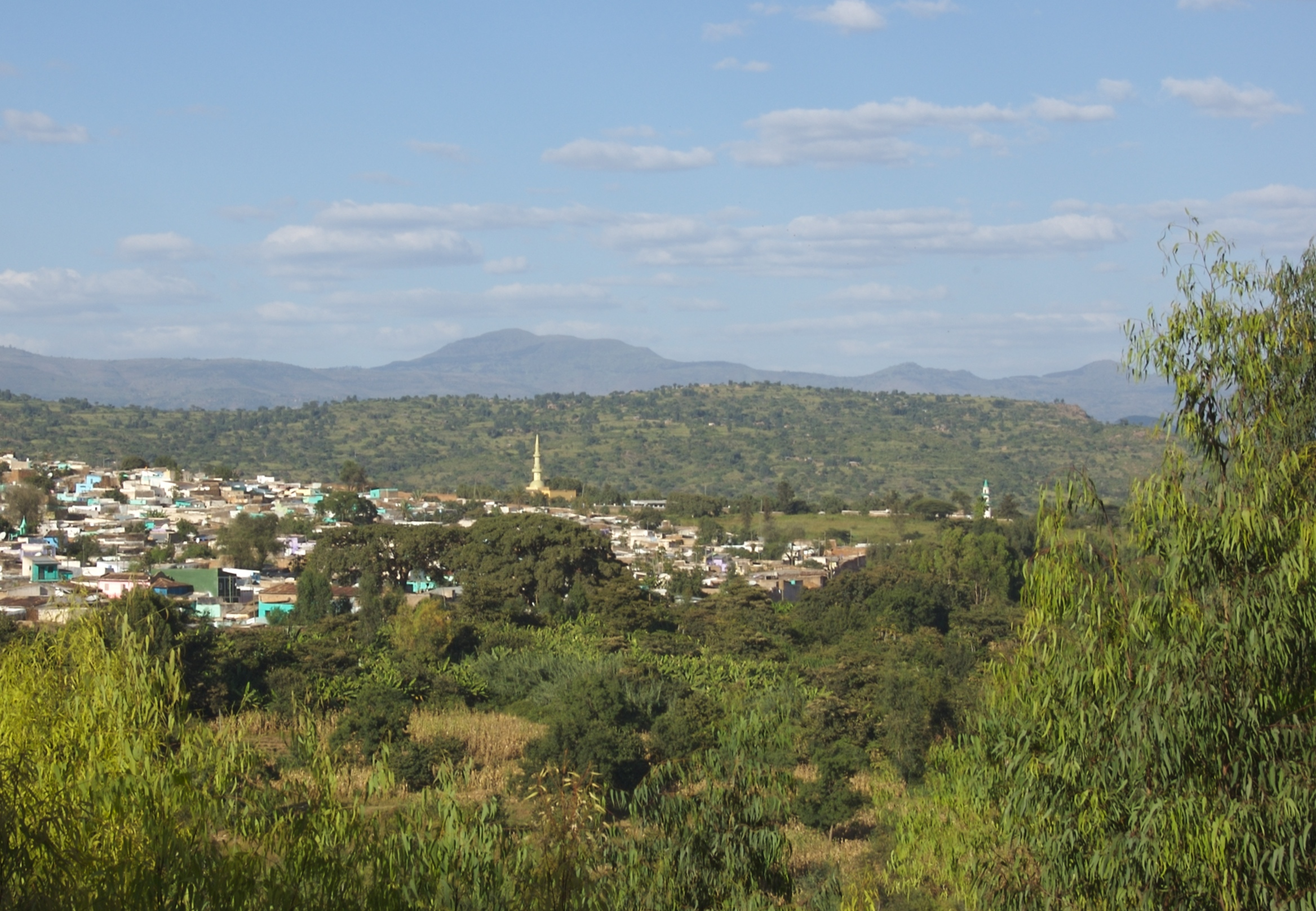
Une vue de la ville de Harar en Éthiopie.

Le ras Makonnen quitte la ville en novembre 1888 pour rejoindre son cousin le roi qui se prépare à entrer en guerre contre l'empereur Johannès IV. Cette guerre n'aura pas lieu, car au mois de mars 1889, l'empereur « eut l'idée d'aller d'abord flanquer une raclée aux mahdistes du côté de Metemma. Il y est resté, que le Diable l'emporte ! » L'empereur Jean (Johannès IV) est assassiné en mars 1889. Le 3 novembre 1889, Ménélik devient Negusä nägäst (Roi des Rois) d'Éthiopie sous le nom de Ménélik II.
À la veille de Noël 1889, une caravane est attaquée par une tribu sur la route somalienne de Zeilah à Harar. Deux missionnaires et une grande partie des chameliers sont assassinés. À la suite des représailles qui se soldent par des pertes importantes dans les rangs anglais, les routes commerciales sont coupées jusqu'à la mi-mars 1890. Le manque à gagner que cela occasionne est sujet de conflit avec César Tian.

#### Liquidation du comptoir et retour en France (fin 1890 - début 1891)
En 1890, Rimbaud songe à se rendre à Aden pour liquider ses affaires avec César Tian. Ensuite, il se rendrait en France dans l'espoir de se marier. À Paris, Anatole Baju, rédacteur en chef de la revue Le Décadent, divulgue des renseignements reçus sur Arthur Rimbaud : il est vivant et vit à Aden. Le 17 juillet 1890, Laurent de Gavoty, directeur de la revue littéraire marseillaise La France moderne, lui écrit par le biais du consul de France à Aden pour dire qu'il a lu ses « beaux vers » et qu'il serait « heureux et fier de voir le chef de l'école décadente et symboliste » collaborer pour sa publication. Edmond de Goncourt note dans son journal, à la date du 8 février 1891 : « Darzens nous apprend que Rimbaud est maintenant établi marchand à Aden et que dans les lettres qu'il lui écrivait il parlait de son passé comme d'une énorme fumisterie. »

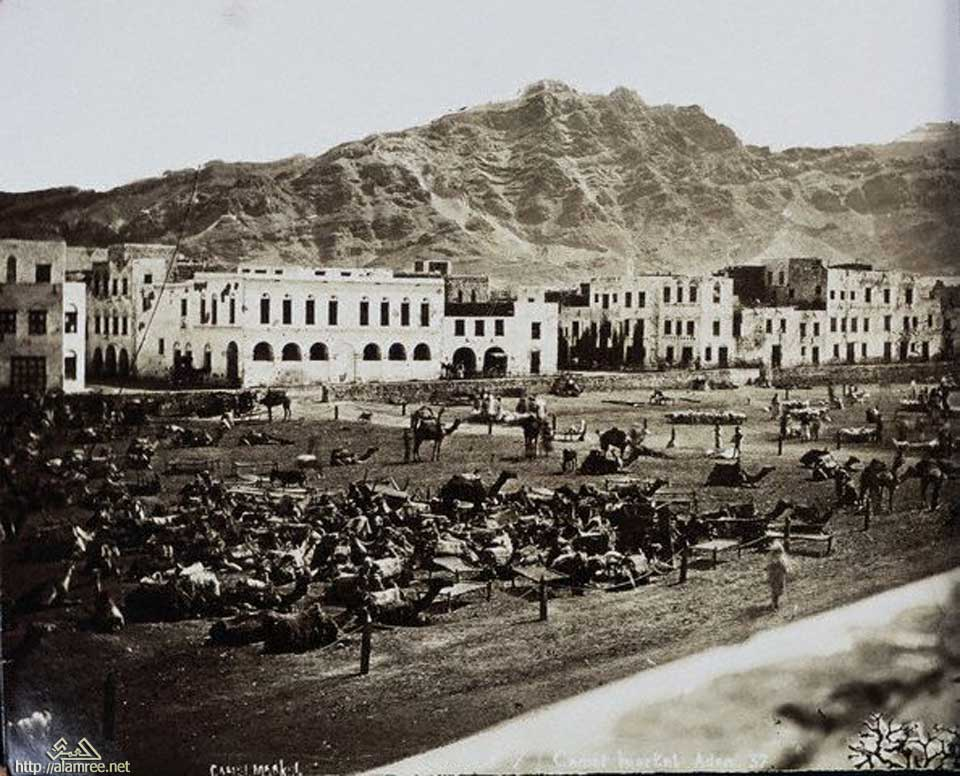
Vue d'Aden en 1920.

Dans une lettre écrite le 20 février 1891, Arthur Rimbaud demande à sa mère de lui faire parvenir un bas à varices, car il en souffre à la jambe droite depuis plusieurs semaines. Il lui signale aussi une « douleur rhumatismale » au genou droit. Il pense que cette infirmité lui a été causée « par de trop grands efforts à cheval, et aussi par des marches fatigantes ». Un médecin, consulté un mois plus tard, lui conseille d'aller se faire soigner en Europe le plus rapidement possible. Bientôt, ne pouvant plus se déplacer, il dirige ses affaires en position allongée. Au vu de l'aggravation rapide de son mal de genou et de l'état de raideur de sa jambe, il liquide à la hâte toutes ses marchandises pour quitter le pays. Il est transporté par des porteurs sur une civière construite selon ses plans ; la caravane prend le départ au matin du 7 avril 1891. Djami, son domestique, est du voyage. Malgré les souffrances, accentuées par l'inconfort, les intempéries et la longueur du déplacement, il note les faits marquants de chaque étape jusqu'à son arrivée au port de Zeïlah, le 18 avril. Débarqué à Steamer Point trois jours après, Rimbaud est hébergé chez César Tian, le temps pour eux de régler leurs comptes. Il est hospitalisé aussitôt après ; les médecins lui diagnostiquent une synovite à un stade si avancé qu'une amputation semble inévitable. Cependant, on lui accorde quelques jours de repos pour en mesurer les éventuels bienfaits. Devant le peu d'amélioration, il lui est conseillé de rentrer en France. Le 9 mai, on l'embarque sur l'Amazone, un trois-mâts goélette à vapeur des Messageries maritimes, à destination de Marseille.

#### Rimbaud et l'islam
Selon l'explorateur Ugo Ferrandi qui le voyait régulièrement, ses propos ayant été repris par Alain Borer dans son ouvrage Rimbaud en Abyssinie, Arthur Rimbaud possédait un Coran annoté par son père, et un second acheté chez Hachette en 1883. Afin de se fondre dans la population et d'être mieux perçu, il adoptait les us et coutumes du pays où il séjournait et n'hésitait pas à revêtir le costume d'un marchand arabe. Mais Borer nie que Rimbaud se soit jamais converti à l'islam. Le Dictionnaire Rimbaud, de même, ajoute en se fondant sur les propos de Ferrandi que Rimbaud donnait des conférences sur le Coran, qu'il était un « arabisant érudit », mais n'affirme pas que Rimbaud se serait converti à l'islam.
Par ailleurs, selon Savouré, cité par Alain Borer dans sa biographie, Rimbaud « est parti vers 1886-1887, prêchant le Coran comme moyen de pénétrer dans des régions alors inconnues de l'Afrique ». Cela lui valut d'être battu, une fois, du fait de ses interprétations personnelles. Selon Ines Horchani, ce qui est remarquable dans le lien qu'entretient Rimbaud avec l'islam, c'est son intérêt constant pour le Coran dans ses deux vies — sa vie de poète et sa vie de négociant — et dans ses deux œuvres — ses poésies de jeunesse et ses correspondances de voyage. Ines Horchani montre que ce qui paraît avoir guidé les lectures que fait Rimbaud du Coran, à quinze ans comme à plus de trente ans, c’est sa quête de sagesse. Et étonnamment, ce qui le déçoit à quinze ans dans le texte sacré des musulmans semble l’aider à vivre les années sombres qui précèdent sa mort. À quinze ans, dans Une saison en enfer, il parle de la « sagesse bâtarde du Coran ». Et plus tard dans sa vie, il écrit aux siens du Harar en 1883, « Comme les musulmans, je sais que ce qui arrive arrive, et c’est tout » ou encore depuis Aden en 1885 : « Enfin, comme disent les musulmans : C’est écrit ! – C’est la vie. ».
Sa sœur, Isabelle Rimbaud, rapporte de son côté les délires mystiques d'Arthur sur son lit de mort : il se serait écrié à maintes reprises « Allah Kérim » (« Dieu est généreux » ou « c'est la volonté de Dieu »). En se fondant sur ses dires, le poète Malcolm de Chazal affirme, contrairement à Alain Borer, que « Rimbaud au Harrar s'était converti à la foi musulmane et pratiquait ». C'est aussi ce qu'affirme le cheikh Si Hamza Boubakeur (orthographié à tort « Borbakeur » par Borer), dans la présentation de sa traduction du Coran.

### Mai à août 1891: convalescence et opération
Arthur Rimbaud est débarqué à Marseille le 20 mai 1891. « Me trouvant par trop faible à l'arrivée ici, et saisi par le froid, j'ai dû entrer ici à l'hôpital de la Conception […]. Je suis très mal, très mal, je suis réduit à l'état de squelette par cette maladie de ma jambe droite, qui est devenue à présent énorme… » Les médecins diagnostiquent un néoplasme de la cuisse. Le 22, on lui annonce qu'il va falloir l'amputer. Il envoie immédiatement un télégramme à sa famille pour que l'une ou l'autre vienne à Marseille régler ses affaires. Sa mère lui répond aussitôt en lui annonçant son arrivée pour le lendemain, 23 mai au soir.

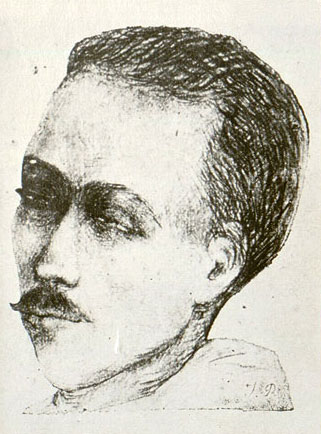
Arthur Rimbaud mourant, dessiné par sa sœur Isabelle.

Après l'opération, le lundi 25 mai 1891, Rimbaud reçoit des lettres de sympathie de Constantin Sotiro et César Tian[Qui ?]. Le 8 juin, madame Rimbaud écrit à sa fille pour lui annoncer son nécessaire retour à la ferme de Roche malgré les supplications de son fils pour qu'elle reste auprès de lui. La cicatrisation faite, il ne subsiste qu'une douleur localisée. Le 24 juin, il s'exerce à se déplacer avec des béquilles. Le 2 juillet, il écrit qu'il a commandé une jambe de bois. D'autre part, maintenant qu'il se trouve en France, il s'inquiète inconsidérément, malgré son état, concernant sa période d'instruction militaire à laquelle il a réussi à se soustraire jusqu'à présent. Craignant de se faire piéger en retournant auprès des siens, il les charge de faire le nécessaire pour éclaircir sa situation. Le 8 juillet, sa sœur l'informe qu'il peut obtenir son congé définitif comme réformé en se présentant devant les autorités militaires de Marseille ou de Mézières. En juillet, Rimbaud ne peut se servir de sa jambe artificielle, car elle enflamme le moignon. En attendant qu'il se renforce, il continue à « béquiller », mais, à la longue, cela lui occasionne de fortes névralgies dans le bras et l'épaule droite ainsi que dans sa jambe valide[réf. nécessaire].
Le 23 juillet, suivant le conseil de son médecin, il quitte l'hôpital. Arrivé le lendemain en gare de Voncq, il se fait conduire à la ferme de Roche. Ni ses anciens amis ni son frère ne sont avertis de son retour. Au lieu de s'améliorer, son état empire. Les insomnies et le manque d'appétit le reprennent. Les douleurs occasionnées par les béquilles, la jambe de bois ou les promenades en carriole le contraignent bientôt à l'inactivité. Le médecin constate une augmentation de volume du moignon et une rigidité du bras droit. Mais, ne renonçant pas à retourner au Harar, il prend la résolution de retourner se faire soigner à Marseille, ainsi il serait « à portée de se faire embarquer pour Aden, au premier mieux senti ». Le 23 août, il reprend le train pour Marseille accompagné de sa sœur Isabelle. Après le calvaire subi tout au long du voyage, il est admis à l'hospice de la Conception le lendemain soir.

### Septembre à novembre 1891: maladie et mort à Marseille
« Mais la noire alchimie et les saintes études
Répugnent au blessé, sombre savant d'orgueil ;
Il sent marcher sur lui d'atroces solitudes.
Alors, et toujours beau, sans dégoût du cercueil,
Qu'il croie aux vastes fins, Rêves ou Promenades
Immenses, à travers les nuits de Vérité
Et t'appelle en son âme et ses membres malades
Ô Mort mystérieuse, ô sœur de charité. »

— « Les Sœurs de Charité », 1871

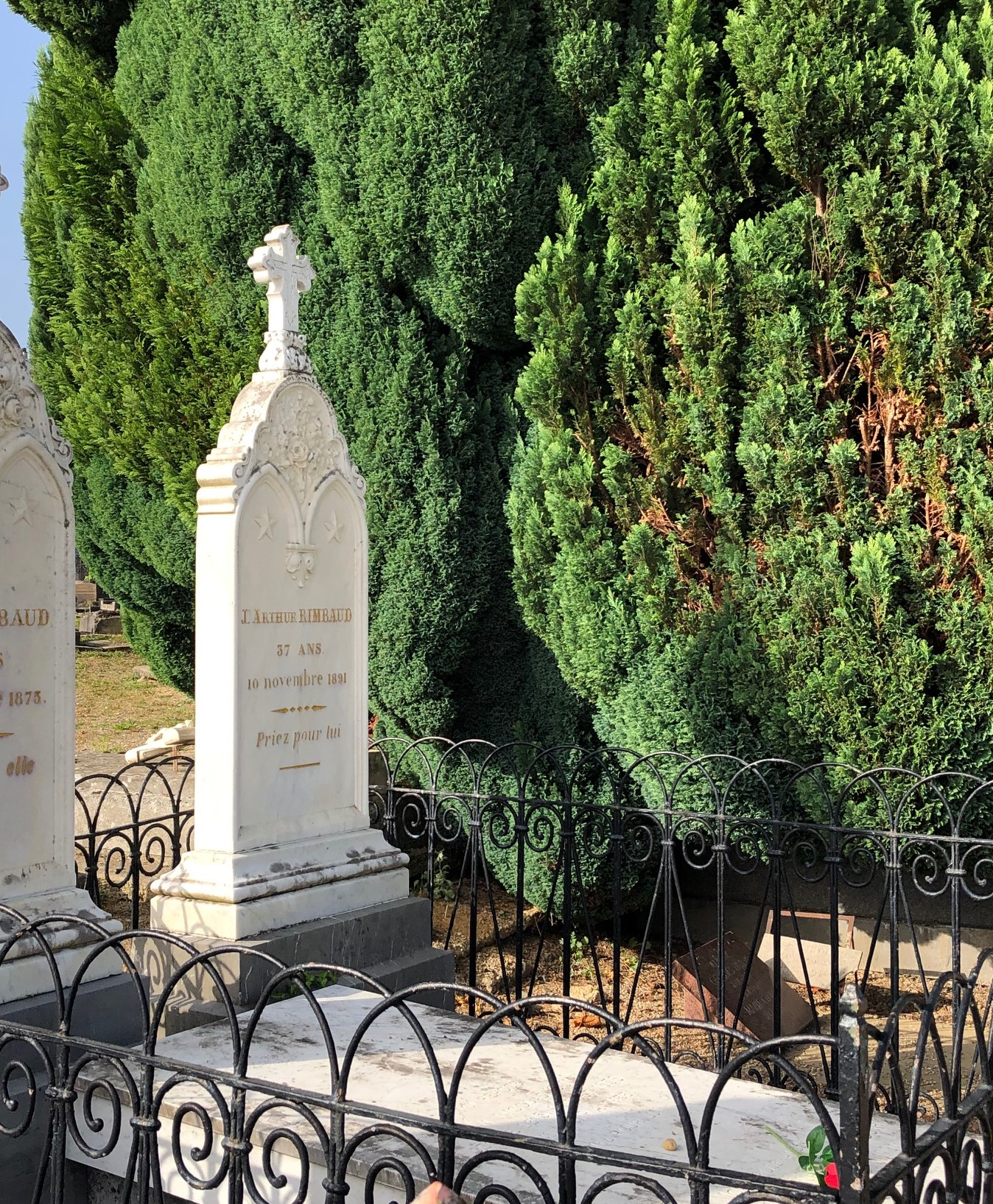
Tombe d'Arthur Rimbaud à Charleville-Mézières.

Isabelle Rimbaud, qui loge en ville, se rend tous les jours à son chevet. Un mois plus tard, elle rapporte à sa mère les réponses faites à ses questions par les médecins : « Sa vie est une question de jours, de quelques mois peut-être ». Le 20 octobre 1891, il a trente-sept ans. Selon la lettre exaltée qu'Isabelle écrit huit jours après à sa mère, son frère aurait manifesté une ferveur mystique exacerbée durant cette épreuve. Arthur Rimbaud va alors à une messe et se confesse. Isabelle Rimbaud décrit : « Quand le prêtre est sorti, il m'a dit en me regardant d'un air troublé, un air étrange : « Votre frère a la foi, mon enfant. Que nous disiez-vous donc ? Il a la foi, et je n'ai même jamais vu de foi de cette qualité » »,. Dans sa lettre, Isabelle décrit aussi la progression du cancer : son bras droit enflé, le gauche à moitié paralysé, son corps en proie à de vives douleurs, sa maigreur. Elle raconte ses délires, lors desquels il l'appelle parfois Djami.
Le 9 novembre, il dicte à sa sœur un message sibyllin, débutant par un inventaire obscur évoquant des « lots » de « dents » (dont on peut supposer qu'il s'agit en fait de défenses en ivoire) : « M. le Directeur, […] envoyez-moi donc le prix des services d'Aphinar à Suez. Je suis complètement paralysé donc je désire me trouver de bonne heure à bord. Dites-moi à quelle heure je dois être transporté à bord... » Il meurt le lendemain, mardi 10 novembre — à dix heures du matin selon l'état civil, deux heures de l'après-midi selon sa sœur —, d'une « carcinose généralisée ». Son corps est ramené à Charleville, où les obsèques se déroulent le 14 novembre dans l'intimité la plus restreinte,. Seul un article du journal L'Écho de Paris fera état de son décès, dans sa rubrique nécrologique du 6 décembre 1891.
Arthur Rimbaud est inhumé dans le caveau familial auprès de son grand-père, Jean Nicolas Cuif, et de sa sœur Vitalie. En 1907, sa mère, morte à Roche le 1er août, à l'âge de 82 ans, les y rejoint. Son frère Frédéric meurt à 58 ans des suites d'une fracture d'une jambe, le 30 juin 1911, à Vouziers. Sa sœur Isabelle se marie en 1897 avec Paterne Berrichon — tous deux se voudront les gardiens de la mémoire du poète ; elle meurt à 57 ans d'un cancer, le 20 juin 1917, à Neuilly-sur-Seine.

## Œuvres

### Premières éditions des œuvres poétiques et de la correspondance

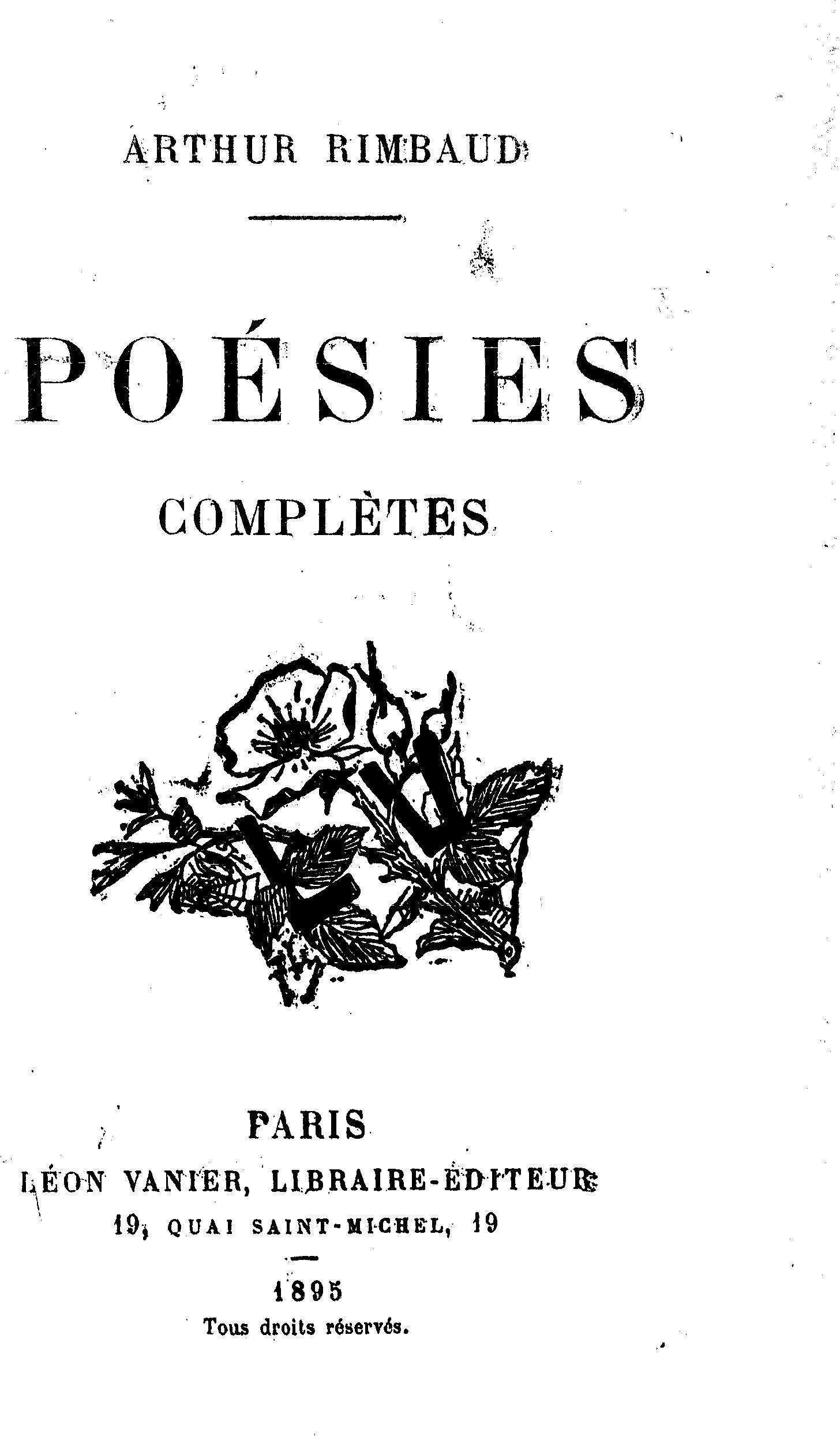
Couverture de la 1re édition des « Poésies complètes » de Rimbaud.

- Une saison en enfer, Alliance typographique (M.-J. Poot et Cie), Bruxelles, 1873[141].
- Paul Verlaine, Les Poètes maudits : Tristan Corbière, Arthur Rimbaud (Voyelles, Oraison du soir, Les Assis, Les Effarés, Les Chercheuses de poux, Le Bateau ivre) et Stéphane Mallarmé, illustré de trois gravures de Thomas Blanchet, Léon Vanier libraire-éditeur, Paris, 1884, 56 p[142].
- « Le Dormeur du val », in Anthologie des poètes français, tome IV, Lemerre, 1888.
- Reliquaire - Poésies, préface de Rodolphe Darzens, L. Genonceaux éd., Paris, 1891.
- Poésies complètes, préface de Paul Verlaine, Léon Vanier libraire-éd., Paris, 1895.
- Lettres de Jean-Arthur Rimbaud – Égypte, Arabie, Éthiopie, avec une introduction et des notes par Paterne Berrichon, Société du Mercure de France, Paris, 1899.
- Œuvres, vers et proses, Mercure de France, préface de Paul Claudel, notes de Paterne Berrichon, 1912.
- « Les Mains de Jeanne-Marie », dans la revue surréaliste, Littérature, numéro de juin 1919.
- Stupra : « Ange ou Pource », « Nos fesses ne sont pas les leurs », « L'Idole - Sonnet du trou du cul, dans la revue Littérature, numéro de mai 1922.
- « Un cœur sous une soutane », préfaces de Louis Aragon et André Breton, dans la revue Littérature, numéro de juin 1924.

### Éditions récentes des poèmes et de la correspondance
: document utilisé comme source pour la rédaction de cet article.
- Rimbaud-Oeuvres complètes, introduction de Tristan Tzara. Lausanne. H.Kayser. 1948. 2 tomes 370 et 363 p. 2000 ex.
- Rimbaud - Œuvres complètes, édition établie, présentée et annotée par Antoine Adam, NRF/Gallimard, coll. Bibliothèque de la Pléiade, Paris, 1972, 1 250 p. La première édition des Œuvres complètes dans la Pléiade, texte établi et annoté par André Rolland de René-ville et Jules Mouquet, date de 1946.
- Rimbaud - Œuvres complètes, édition établie, présentée et annotée par André Guyaux avec la collaboration d'Aurélia Cervoni, NRF/Gallimard, coll. Bibliothèque de la Pléiade, Paris, 2009, 1 152 p.  (ISBN 9782070116010).
- Rimbaud, Œuvres complètes, édition établie par Pierre Brunel, Le Livre de poche, coll. « La Pochotèque », 2004 (1re éd. 1960, présenté par Paul Claudel), 1040 p.  (ISBN 978-2-253-13121-2).
- Arthur Rimbaud - Œuvre-vie, édition du centenaire établie par Alain Borer, Arléa/Le Seuil, Paris, 1991, 1 338 p.  (ISBN 978-2-86959-118-9).
- Arthur Rimbaud - Œuvres complètes - correspondance, édition établie par Louis Forestier, Robert Laffont, coll. « Bouquins », Paris, 2009 (1re éd. 1992), 608 p.  (ISBN 978-2-221-11517-6).
- Les Poètes maudits de Paul Verlaine, introduction et notes de Michel Décaudin, éd. CDU SEDES, 1995, 76 p.  (ISBN 2-718-10554-2).
- Rimbaud – L’œuvre intégrale manuscrite, édition établie et commentée par Claude Jeancolas, Textuel/Le Seuil, 1997, 681 p. (3 cahiers)  (ISBN 978-2-909317-27-4).
- Les Lettres manuscrites de Rimbaud, d’Europe, d’Afrique et d’Arabie + commentaires, transcriptions et cheminements, édition établie et commentée par Claude Jeancolas, Textuel/Le Seuil, 1997, 544 p. (4 cahiers)  (ISBN 978-2-909317-44-1).
- Arthur Rimbaud - Correspondance, édition établie par Jean-Jacques Lefrère, Fayard, Paris, 2007, 1 020 p.  (ISBN 978-2-213-63391-6).

## Regards sur l'œuvre

### «Le Bateau ivre»

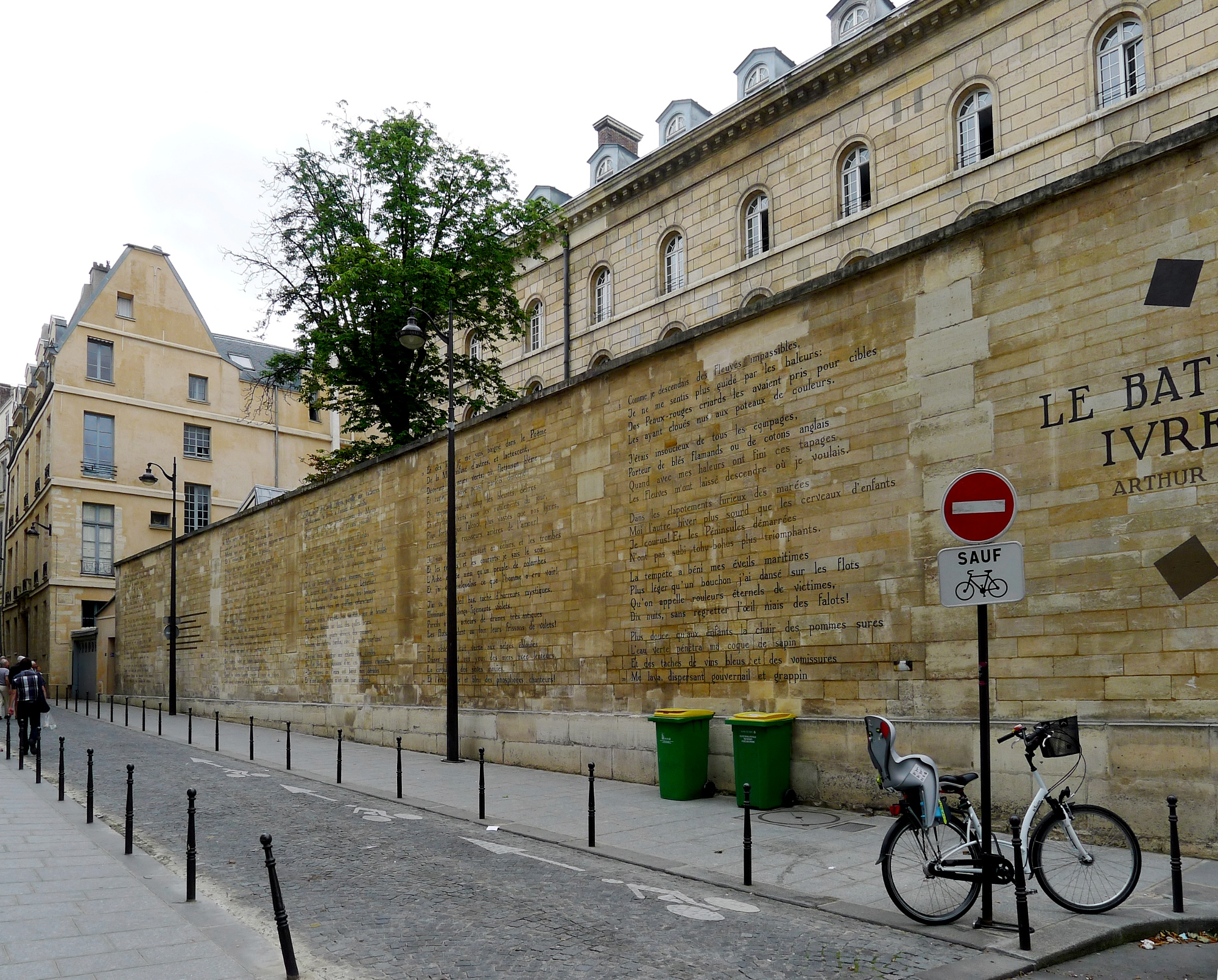
« Le Bateau ivre » rue Férou à Paris.

Le poème a probablement été composé dans les Ardennes, avant le départ de Rimbaud pour Paris en septembre 1871. Il est vraisemblable qu'il ait voulu présenter aux poètes établis qu'il allait y rencontrer une œuvre qui fût l'aboutissement de sa période d'initiation, à la manière des apprentis présentant leur chef-d'œuvre. Il aurait lu ce poème au dîner des Vilains Bonshommes le 30 septembre 1871. Une copie en a été faite par Verlaine durant ce séjour parisien.
De nombreuses œuvres ont été citées comme ayant pu influencer ce texte mystérieux de Rimbaud, dont Les Aventures d'Arthur Gordon Pym d'Edgar Allan Poe, « Le Voyage » de Charles Baudelaire, ou encore Vingt mille lieues sous les mers de Jules Verne. Les mots « Moi, l'autre hiver… » peuvent être une allusion à son propre parcours, et à cet hiver difficile entre 1870 et 1871, durant lequel il a rompu les amarres avec les études et la vie carolopolitaine.

### Une saison en enfer
Ce recueil présente la particularité d'être le seul dont Rimbaud ait lui-même géré la publication, se mettant, pour cela, en relation avec un éditeur de Bruxelles en août ou septembre 1873, pour une édition à compte d'auteur, grâce à une avance de fonds de sa mère,. Verlaine y voit une « prodigieuse autobiographie spirituelle » de Rimbaud. C'est une succession de proses, en apparence différentes dans leurs thèmes et leurs intentions, où il retrace à sa manière cette période de septembre 1871 à juillet 1873, durant laquelle il a finalement frôlé la mort, lors du « drame de Bruxelles » entre lui et Verlaine. Le texte a été daté par lui en fin de manuscrit : « avril-août, 1873 ».
Dans « Mauvais Sang », il évoque l'être primitif qui l'habite, refusant les valeurs de la société. Il se dit marqué par son hérédité qui l'écarte de la voie menant au bonheur. Dans « Nuit de l'enfer », il décrit les hallucinations et la tentation du mysticisme. L'écriture chaotique est sans cesse traversée par une multiplicité de voix intérieures. « Délires » est un point culminant du recueil ; traversé par des cris de révolte contre la société du XIXe siècle qui enferme l'individu, Rimbaud fait part au lecteur de ses échecs : échec amoureux — et l'on peut penser à sa relation avec Verlaine, mais aussi au fait que pour lui, « l'amour est à réinventer » ; échec aussi de sa démarche de Voyant : c'est un être qui, seul, a voulu se damner pour retrouver le vrai sens de la poésie, l'Alchimie du verbe.

### Les Illuminations
Il reste des zones d'ombre sur ce que Verlaine a appelé « de superbes fragments », édités sous le titre Illuminations. Ces textes auraient été composés entre 1872 et 1875, selon le récit de Verlaine, mais il n'y a pas de manuscrit proprement dit : uniquement des feuillets détachés, sans pagination, réunis à l'occasion de la publication dans un ordre non défini par l'auteur.

### Apport poétique

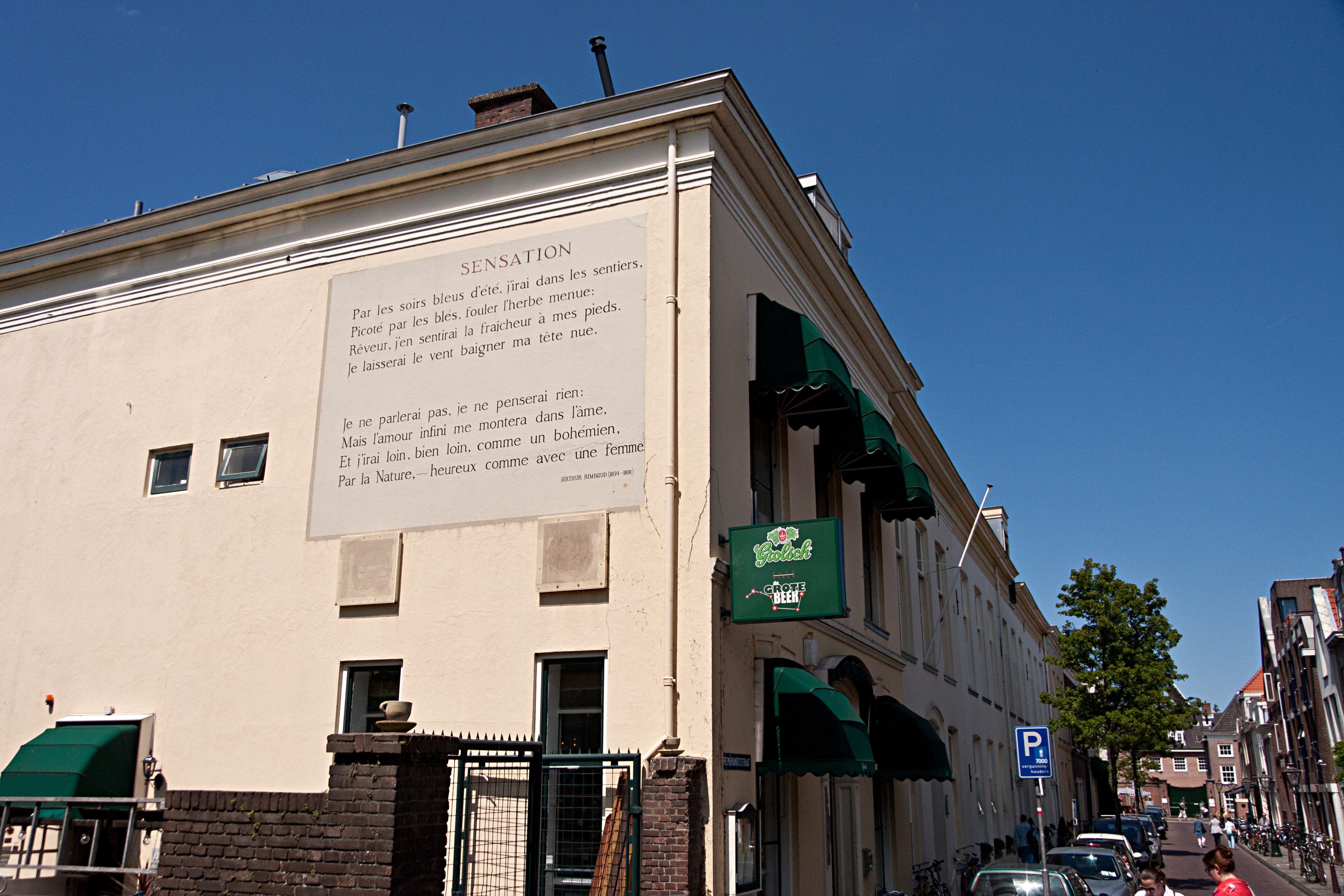
« Sensation »
(poème mural à Leyde).

Sur le plan de la forme, Arthur Rimbaud, d'abord imitateur doué, a pratiqué une versification de plus en plus ambitieuse, évoluant très rapidement, jusqu'à « déglinguer » littéralement la mécanique ancienne du vers, autour de 1872, dans les trois quatrains de « Tête de faune » puis dans un ensemble de compositions souvent réunies sous le titre apocryphe de Derniers vers, ou encore de Vers nouveaux et chansons (selon son ami Ernest Delahaye, il aurait rêvé d'un recueil intitulé Études néantes).
Avec un penchant pour l'hermétisme qu'il partage avec d'autres poètes contemporains, ou quasi contemporains, comme Gérard de Nerval, Stéphane Mallarmé, et quelquefois Paul Verlaine, Rimbaud a le génie des images saisissantes, et des associations surprenantes. Outre les propos des deux lettres dites « du voyant », les poèmes souvent cités à cet égard sont « Le Bateau ivre » et « Voyelles », ainsi que les proses des Illuminations. Il y a une grande hétérogénéité de forme dans son œuvre, et des ruptures. Influencé initialement par les parnassiens, il n'hésite pas, par la suite, à casser une forme lyrique trop littéraire à ses yeux, à recourir à un langage technique ou populaire, voire grossier, à employer la dérision. Puis, il invente le vers libre en France avec deux poèmes des Illuminations : « Marine » et « Mouvement ». Certains symbolistes, comme Gustave Kahn, se sont attribué « l'invention » du vers libre, mais ce dernier avait justement contribué en 1886 à la première publication des Illuminations (dont les textes sont antérieurs à cette publication d'au moins une dizaine d'années) et aucune production significative de poème en vers libre non rimbaldien n'a été attestée à une date antérieure. Rimbaud a donné ses lettres de noblesse à un type de poème en prose distinct d'expériences plus prosaïques du type du Spleen de Paris de Baudelaire. Les ressources poétiques de la langue sont encore exploitées sous un jour différent dans le recueil en prose pseudo-autobiographique Une saison en enfer.
Ainsi, son œuvre a considérablement influencé la poésie du XXe siècle. De nombreux auteurs s'en sont réclamés, tels Alfred Jarry, Antonin Artaud, Roger Vitrac, René Char, et tous les surréalistes, sans oublier les poètes de la revue Le Grand Jeu comme René Daumal et Roger Gilbert-Lecomte, ou encore Henri Michaux. Dans la culture populaire, certains artistes-interprètes du rock à partir du milieu des années 1960, notamment aux États-Unis Bob Dylan, Jim Morrison et Patti Smith (cf. l'album Radio Ethiopia dédié à Rimbaud ou encore les paroles de la chanson « Land » sur l'album Horses), ainsi que des artistes d'autres domaines[précision nécessaire], se sont déclarés influencés aussi bien par sa poésie que par son parcours.

### Néologismes
- « abracadabrantesque » (« Le Cœur volé »)
- « pioupiesque » (« Le Cœur volé »)
- « bleuïtés » (« Le Bateau ivre »)
- « nacreux » (« Le Bateau ivre »)
- « bombiner » (« Voyelles »)
- « robinsonner » (« Roman »)
- « percaliser » (« Les Assis »)
- « boulus » (« Les Assis »)
- « hargnosités » (« Les Assis »)
- « s'illuner » (« Les Poètes de sept ans »)
- « La Daromphe » (dans ses lettres, surnom donné à sa mère, forgé à partir de daronne)

## Iconographie

### Portraits de Rimbaud par ses contemporains
Source : Jean-Jacques Lefrère, Face à Rimbaud, éd. Phébus, 2006.

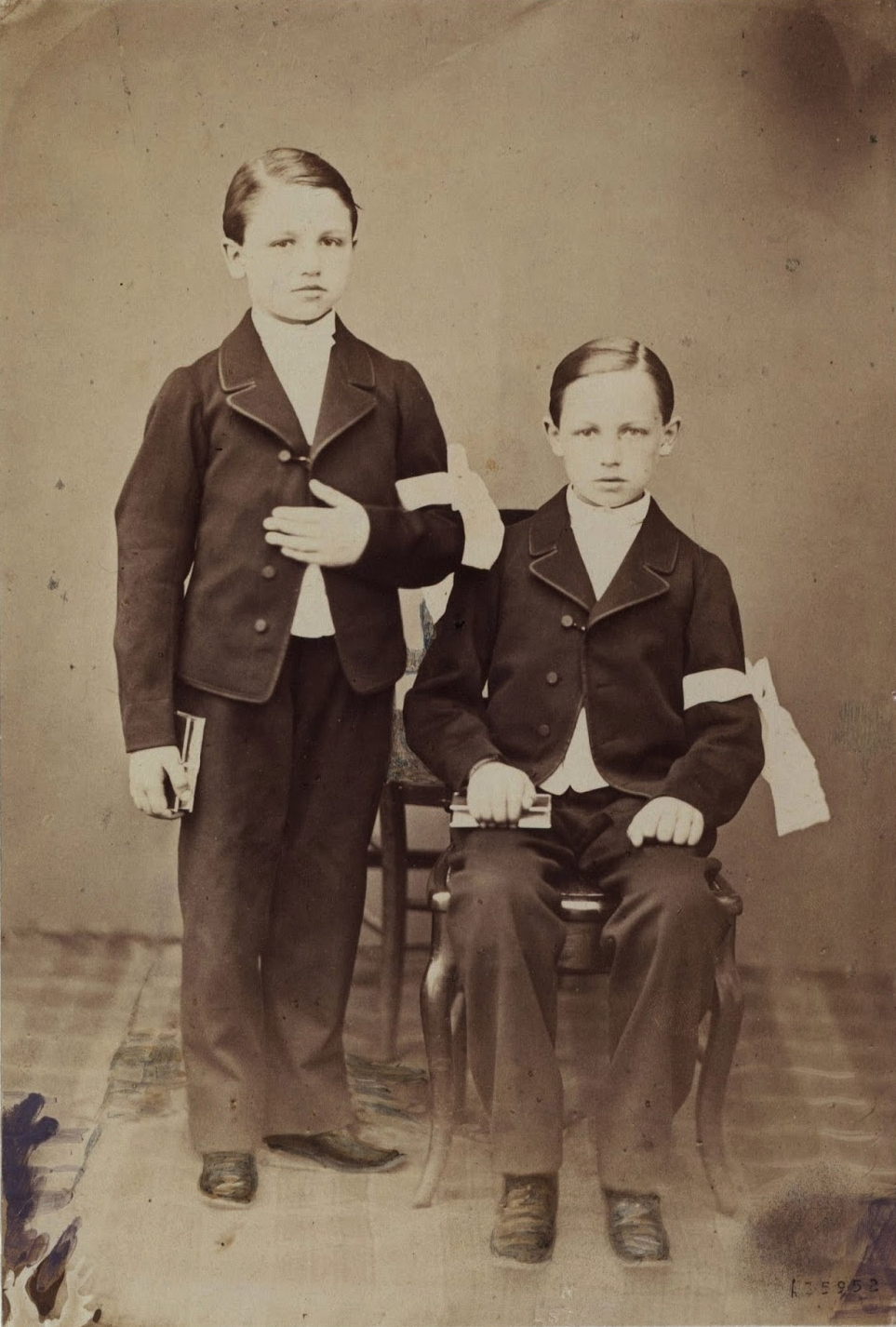
Louis Eugène Vassogne : Frédéric et Arthur Rimbaud en 1866, Bibliothèque nationale de France
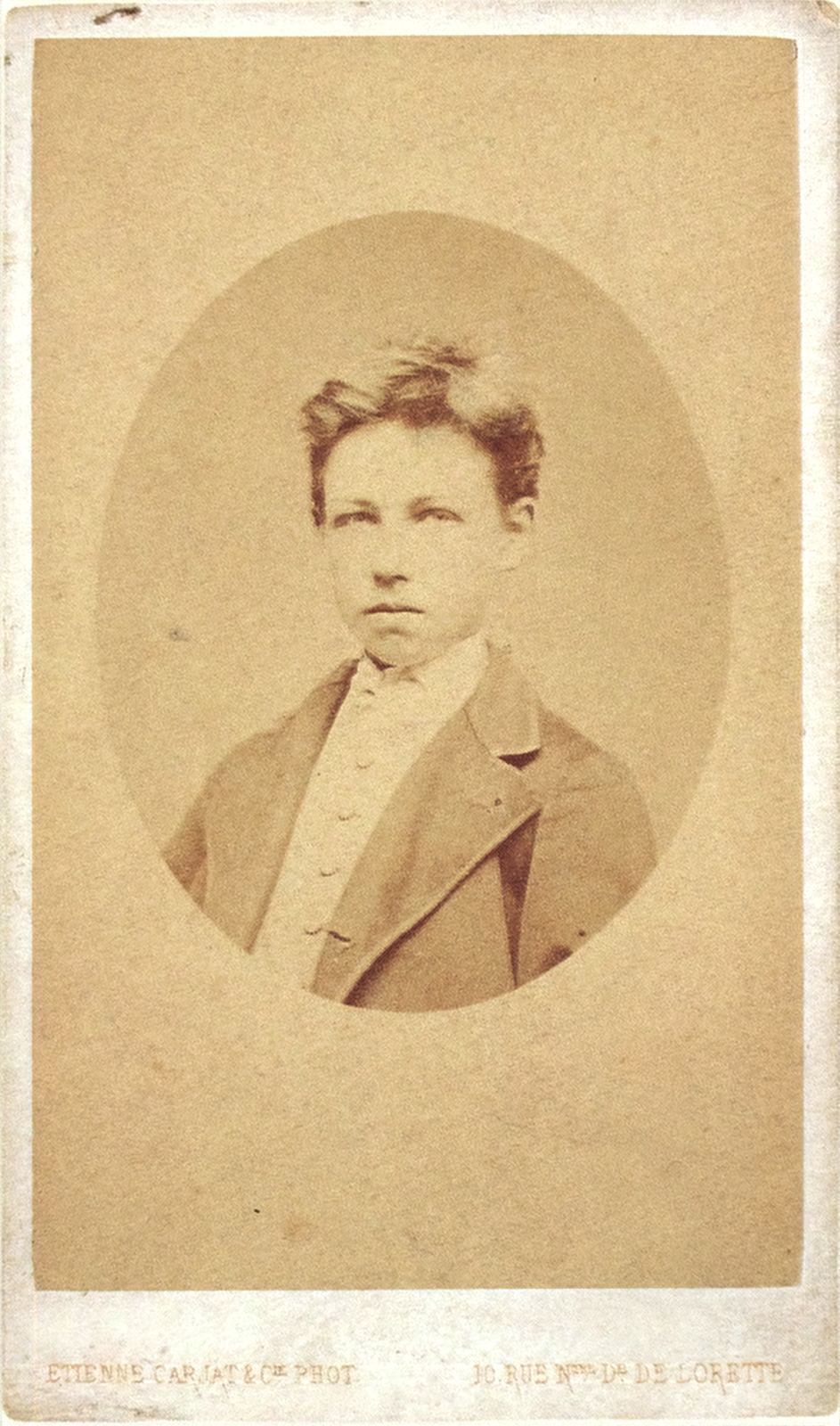
Rimbaud en 1870 ou 1871, photo-carte de visite, musée Arthur Rimbaud
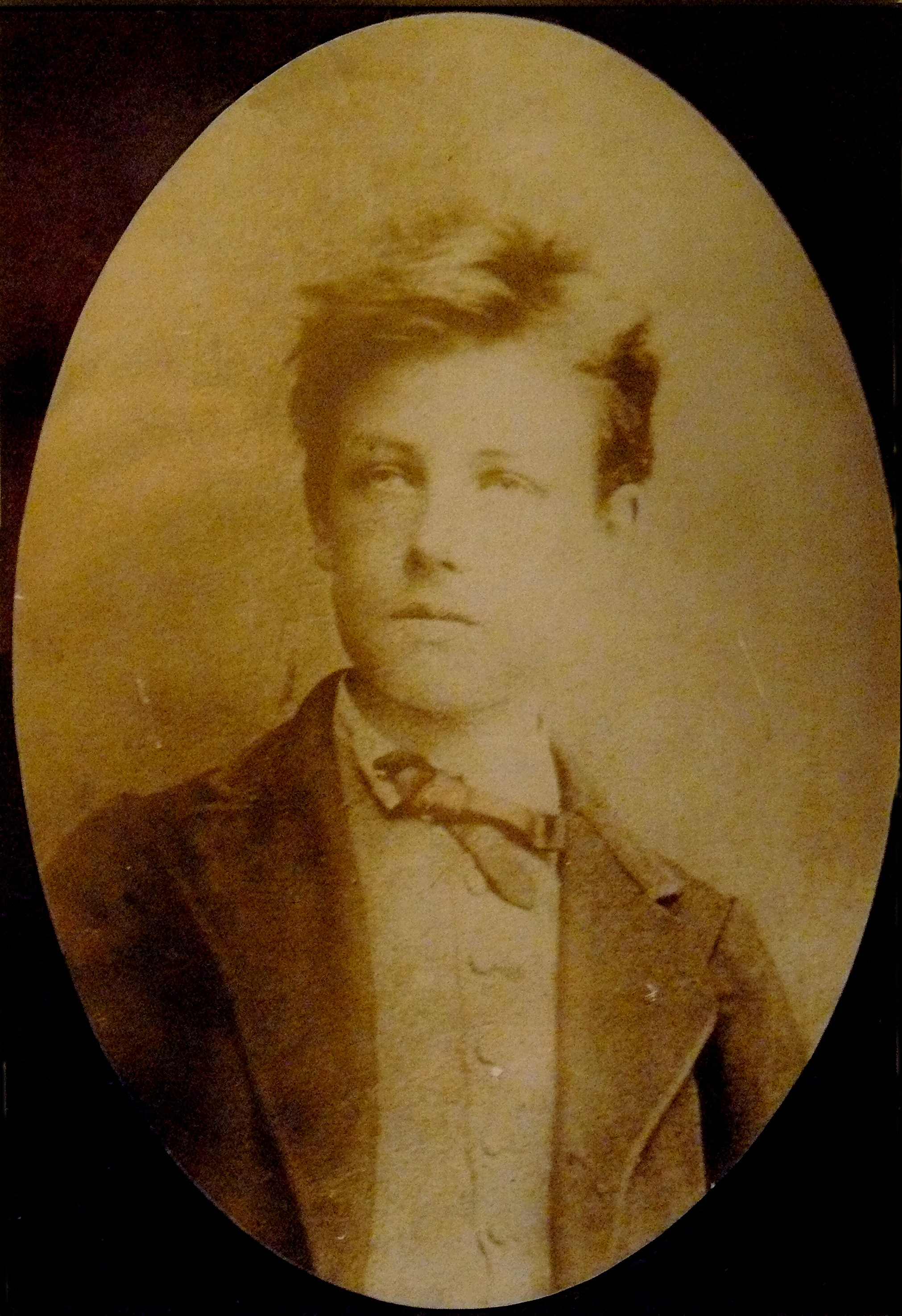
Étienne Carjat : Arthur Rimbaud en octobre 1871. Il existe plusieurs tirages de cette photographie, conservés à la Bibliothèque nationale de France et au musée Arthur Rimbaud.
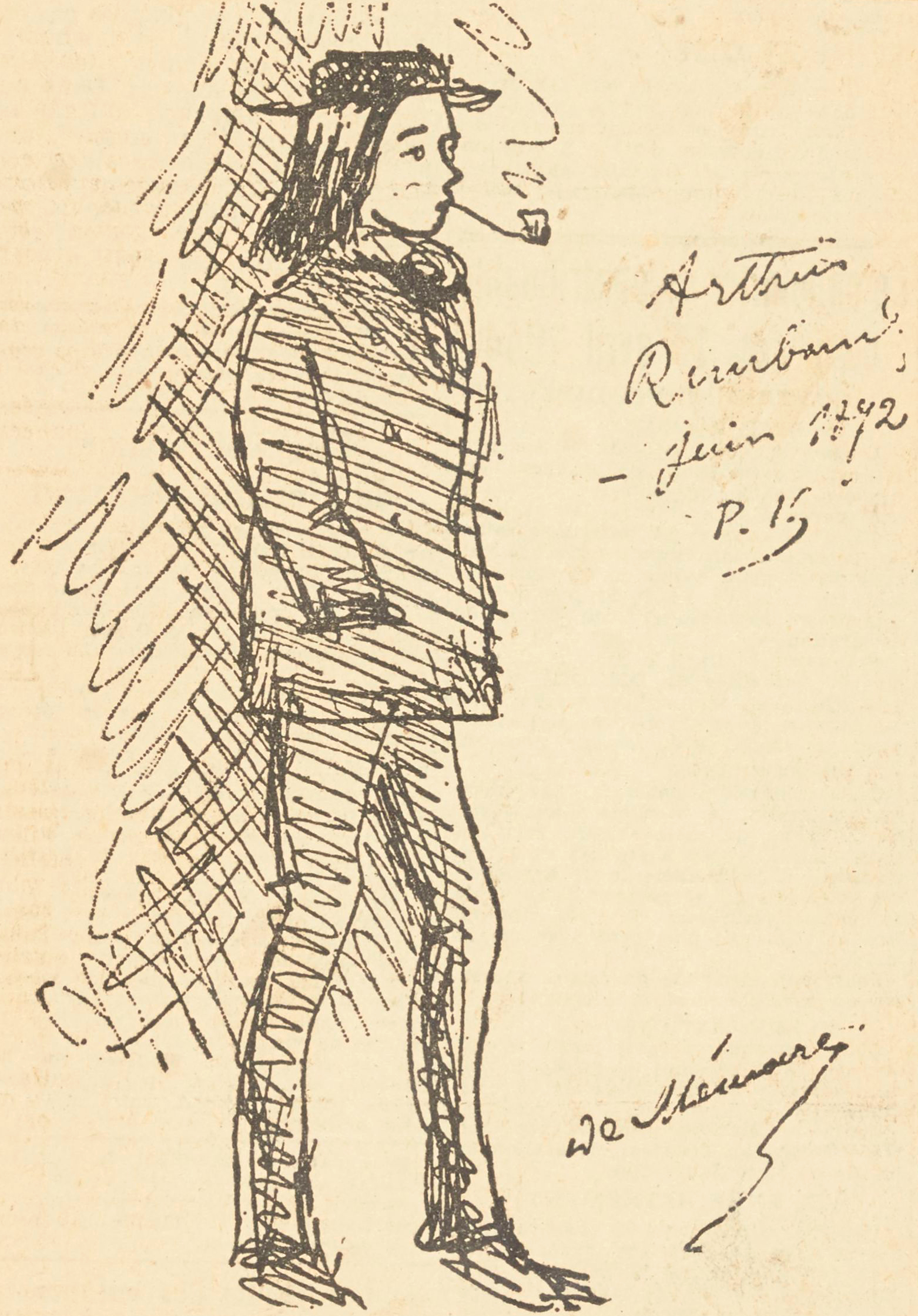
Paul Verlaine : Arthur Rimbaud croqué de mémoire en juin 1872.
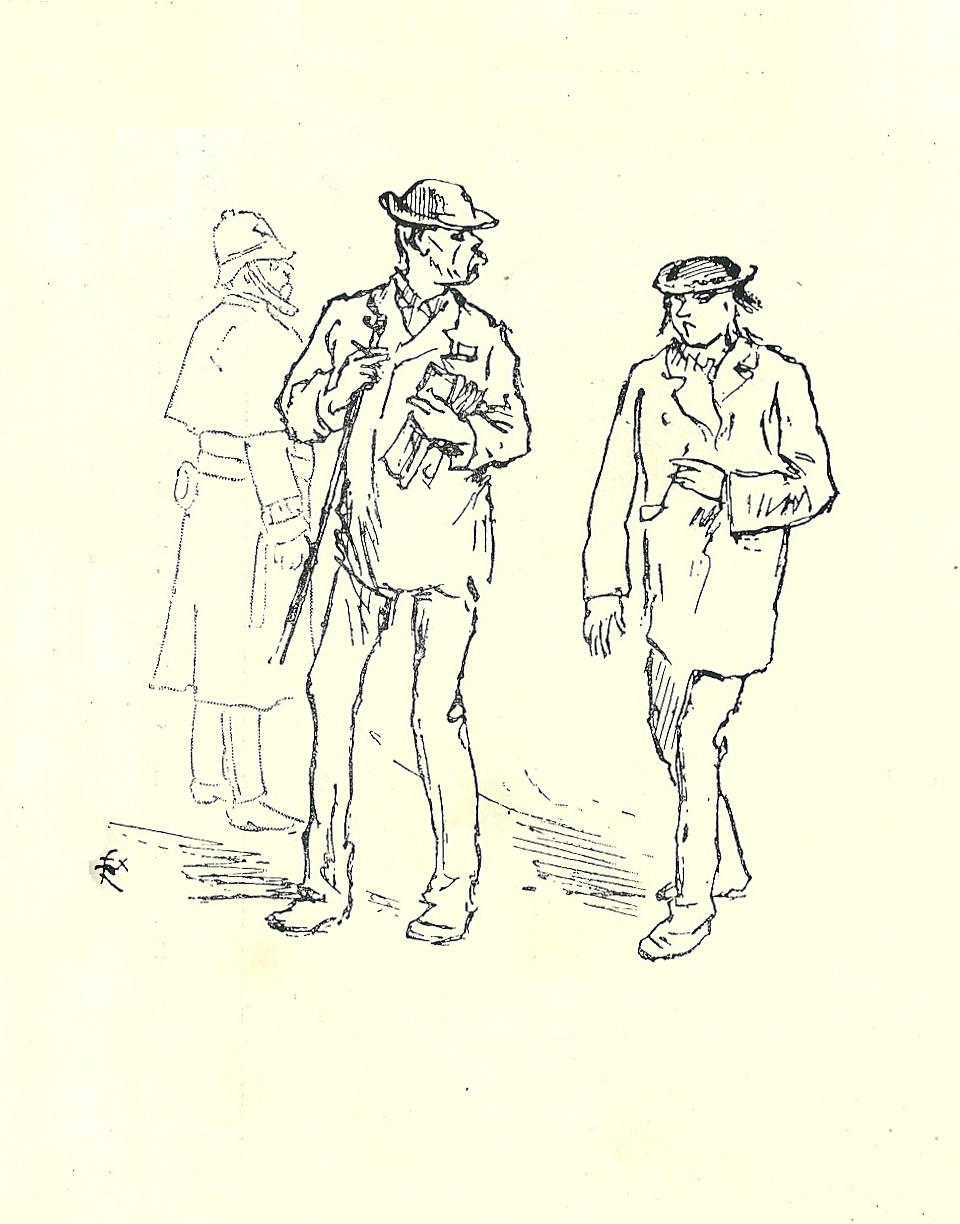
Félix Régamey : Rimbaud et Verlaine à Londres en 1872.
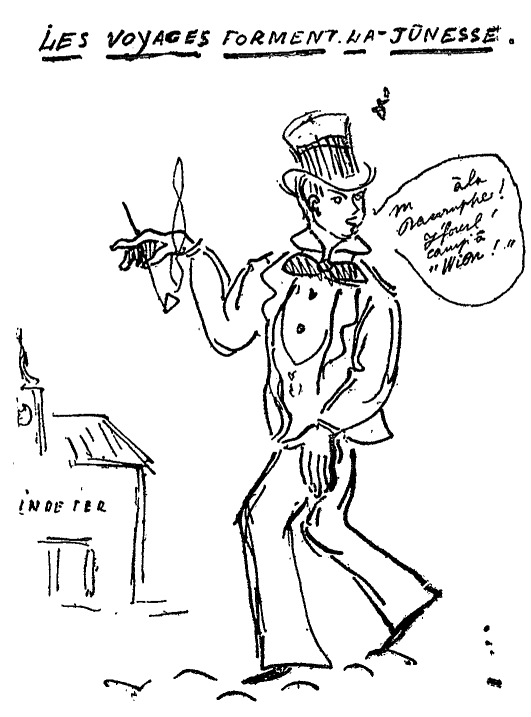
Paul Verlaine : Rimbaud dessiné en 1876. Publié dans La Revue blanche du 15 avril 1897.
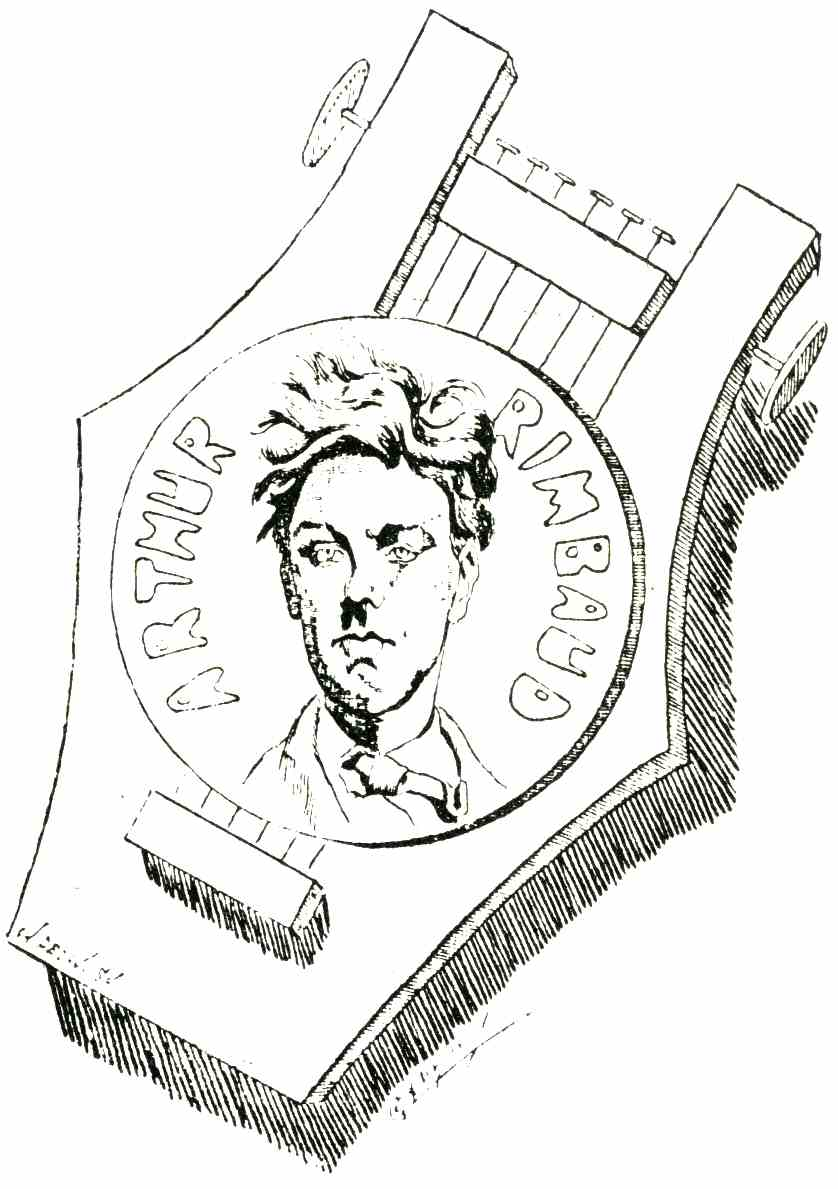
Luque : vignette publiée dans la 3e édition des Poètes maudits en 1888.

### Arthur Rimbaud, photographe
Comptant partir pour le continent africain, Arthur Rimbaud écrit à sa famille le 28 septembre 1882 pour leur annoncer qu'il a commandé au colonel P. Dubar, à Lyon tout le matériel photographique nécessaire afin d'en tirer « une petite fortune, en peu de temps, […] les reproductions de ces contrées ignorées et des types singuliers qu'elles renferment devant se vendre en France ». Il reçoit enfin son appareil en mars 1883.
Installé dans la succursale de Harar, en avril, Rimbaud fait parvenir trois photographies à sa famille : « …de moi-même par moi-même. […] Ceci est seulement pour rappeler ma figure, et vous donner une idée des paysages d'ici… » Le 20 mai, il leur écrit : « La photographie marche bien. C'est une bonne idée que j'ai eue. Je vous enverrai bientôt des choses réussies. » Le 26 août 1883, Rimbaud écrit à Bardey qui est à Vichy : « J'avais lâché ce travail [de photographe] à cause des pluies… Je vais le reprendre avec le beau temps et je pourrais vous envoyer des choses vraiment curieuses. »
De retour à Aden, en janvier 1885 : « Je ne vous envoie pas ma photographie ; j'évite avec soin tous les frais inutiles. » Et le 14 avril 1885 : « L'appareil photographique, à mon grand regret, je l'ai vendu, mais sans perte. »
Nous ignorons le nombre de photographies faites par Rimbaud. Il s'agit d'épreuves d'époque au citrate réalisés par contact à partir de négatifs sur plaque de verre d'un format 13 × 18 cm avec émulsion de gélatine et bromure d'argent.
Voici les seules qui nous sont parvenues identifiées :
- Autoportrait, « …debout sur une terrasse de la maison[181] [Mazeran, Viannay et Bardey de Harar]… » (18 × 13 cm), 1883[183].
- Autoportrait, « …debout dans un jardin de café[181] [au Harar]… » (18 × 13 cm), 1883[184].
- Autoportrait, « …les bras croisés dans un jardin de bananes[181] [au Harar] » (18 × 13 cm), 1883[185].
- Sotiro, l'adjoint de Rimbaud[187], en tenue de chasseur parmi des bananiers du « jardins de Raouf Pacha »[188].
- Cour intérieure de la maison Bardey (sur la gauche, on aperçoit la rampe de l'escalier qui mène à la terrasse où Rimbaud s'est photographié). Au verso de cette photographie, est inscrit : « Vue du magasin de manutention. Fabricant de daboulas (sac en cuir) à l'heure du Kât (Khat) »[189], (122 × 16 cm), 1883.
- La place du marché de Harar[190].
- La coupole du mausolée de Cheikh-Ubader, père protecteur de la ville de Harar ; lieu vénéré des Hararis (12 × 17 cm)[190].

Une huitième photographie serait, selon Serge Plantureux, mentionnée dans une lettre d'Alfred Bardey, au catalogue de la bibliothèque de Charleville-Mézières : Portrait de Ahmed Ouady, militaire égyptien.
En 2019, Hugues Fontaine découvre dans les fonds du Weltmuseum de Vienne (Autriche) trois photographies prises par Arthur Rimbaud en Afrique vers 1887. Celles-ci font partie des archives de l'explorateur autrichien Philipp Paulitschke, qui précise dans son registre que les clichés auraient été pris par Rimbaud. Ces trois photographies représentent un guerrier éthiopien se faisant laver les pieds par un enfant, la Katama (citadelle) de Ras Darghé, et enfin deux enfants autour d'une table. Le musée Arthur Rimbaud a dédié en 2019 une exposition à « Rimbaud photographe », qui dévoilait notamment ces trois photographies.

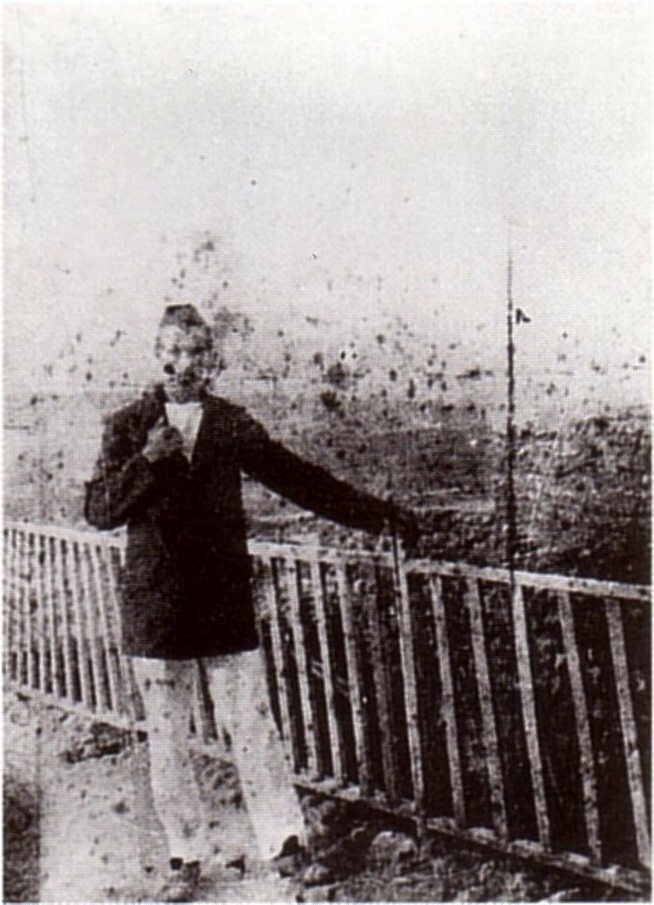
« Sur la terrasse de la maison Bardey », 1883, musée Arthur Rimbaud
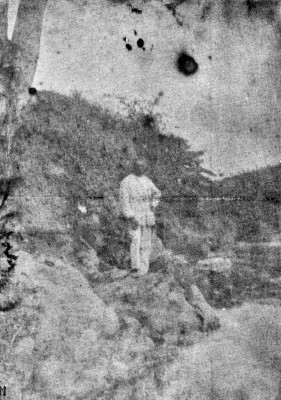
« Dans un jardin de café », 1883, musée Arthur Rimbaud
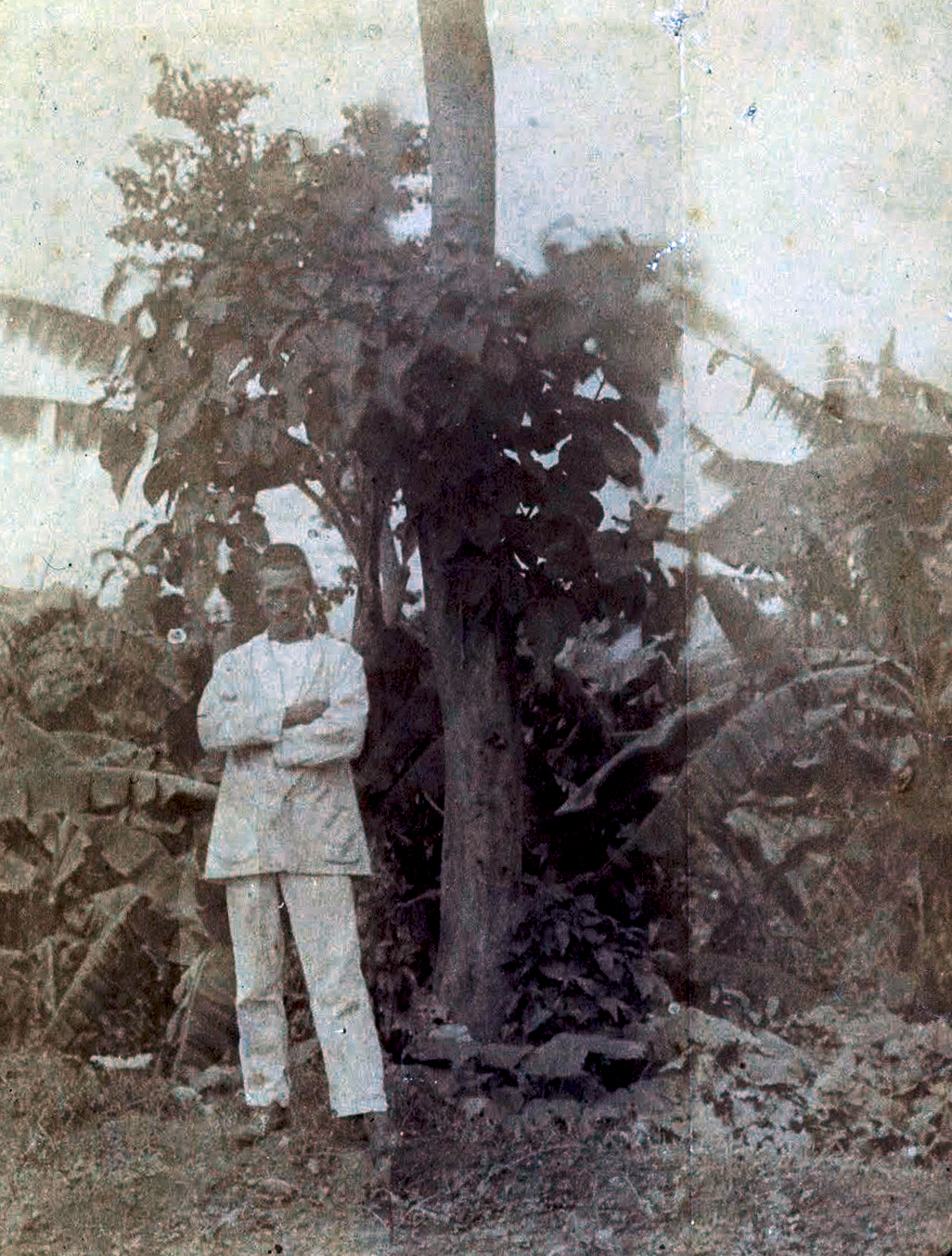
« Les bras croisés dans un jardin de bananes », 1883, Bibliothèque nationale de France
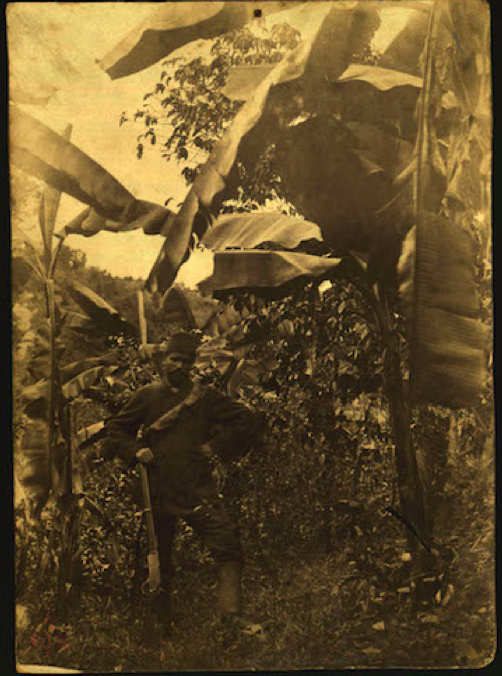
Sotiro, l'adjoint de Rimbaud, en tenue de chasseur parmi des bananiers, musée Arthur Rimbaud
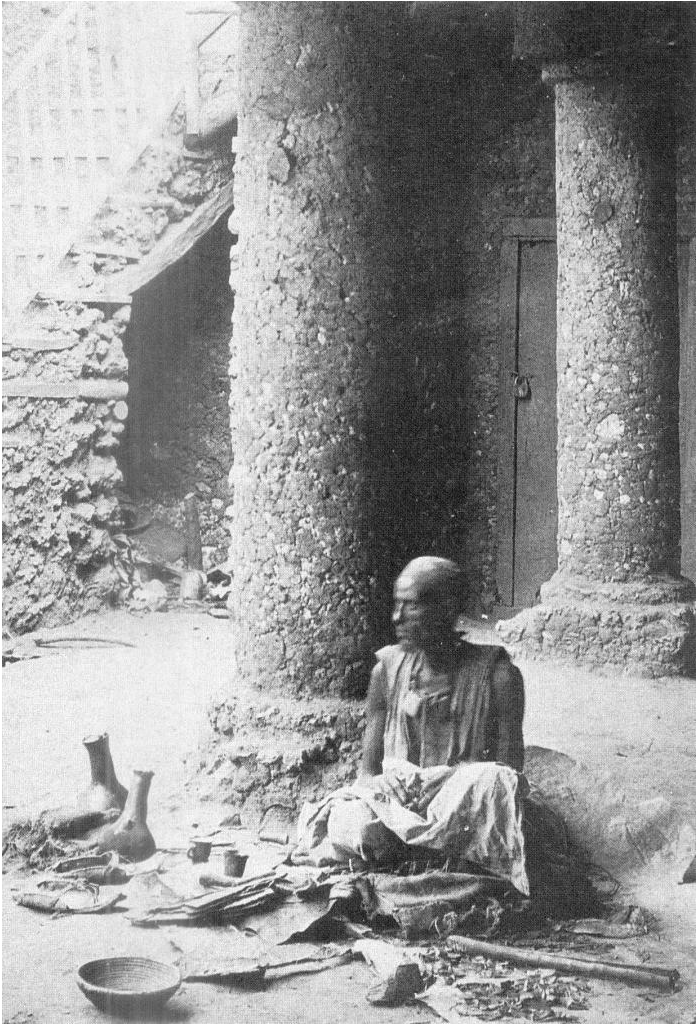
Cour intérieure de la maison Bardey : artisan, 1883, musée Arthur Rimbaud
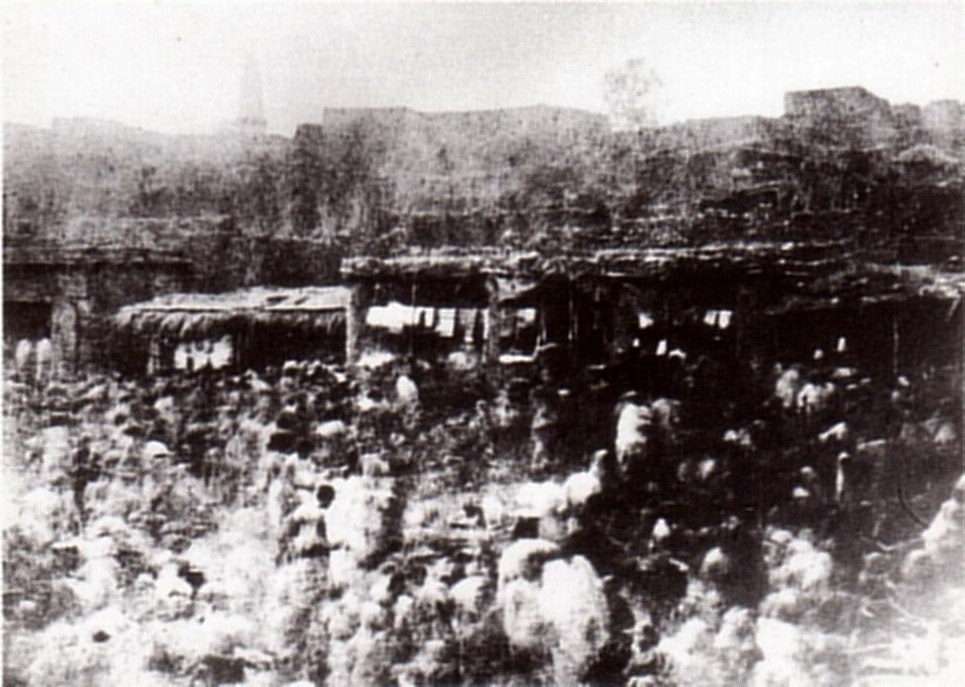
La place du marché de Harar.
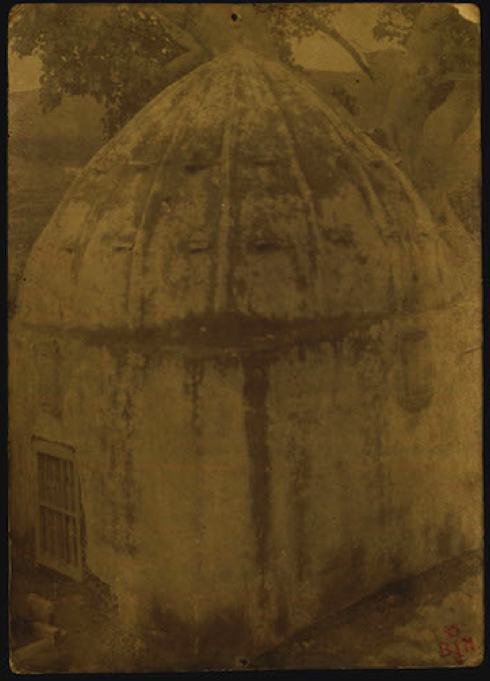
La coupole du mausolée de Cheikh-Ubader, 1883, musée Arthur Rimbaud

### La photographie de "L'Hôtel de l'Univers" à Aden
Une querelle d’experts,  anime le monde des admirateurs d’Arthur Rimbaud depuis la découverte dans des conditions restées obscures d’une photographie en 2008, censée représenter le poète assis sur la terrasse de l’Hôtel de L’Univers à Aden (Yemen), en 1879 ou 1880.
Cette photographie représente un groupe de personnages, dont le propriétaire de l’hôtel, un « monsieur Jules Suel », le voyageur belge Pierre Joseph Dutrieux et Arthur Rimbaud, portant une fine moustache et l’air vaguement inquiet.
Toutefois, l’identification formelle de ce dernier personnage n’a jamais été totalement effectuée, et spécialistes littéraires, historiens et experts en médecine légale et anthropologie anatomique continuent de débattre.

### Portraits posthumes

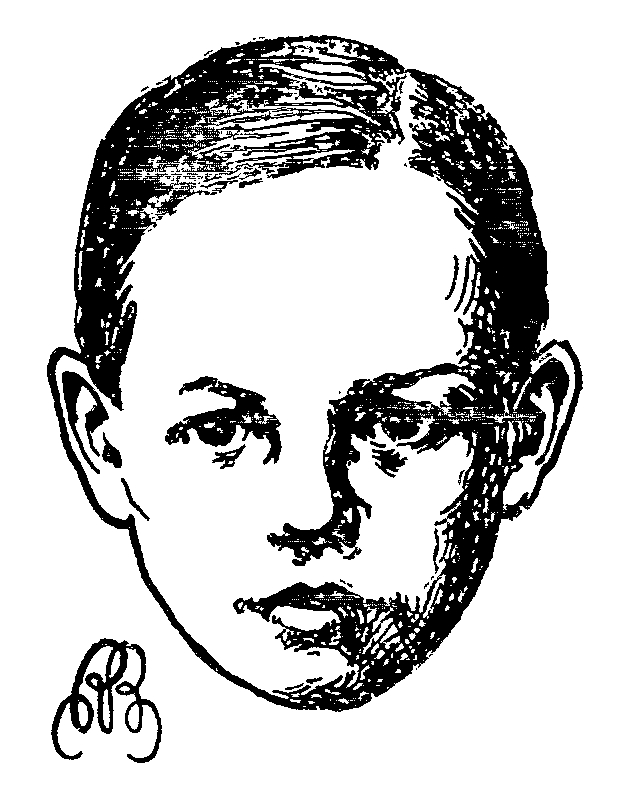
Paterne Berrichon : Arthur à 12 ans. Dessin paru dans La Revue blanche en 1897.
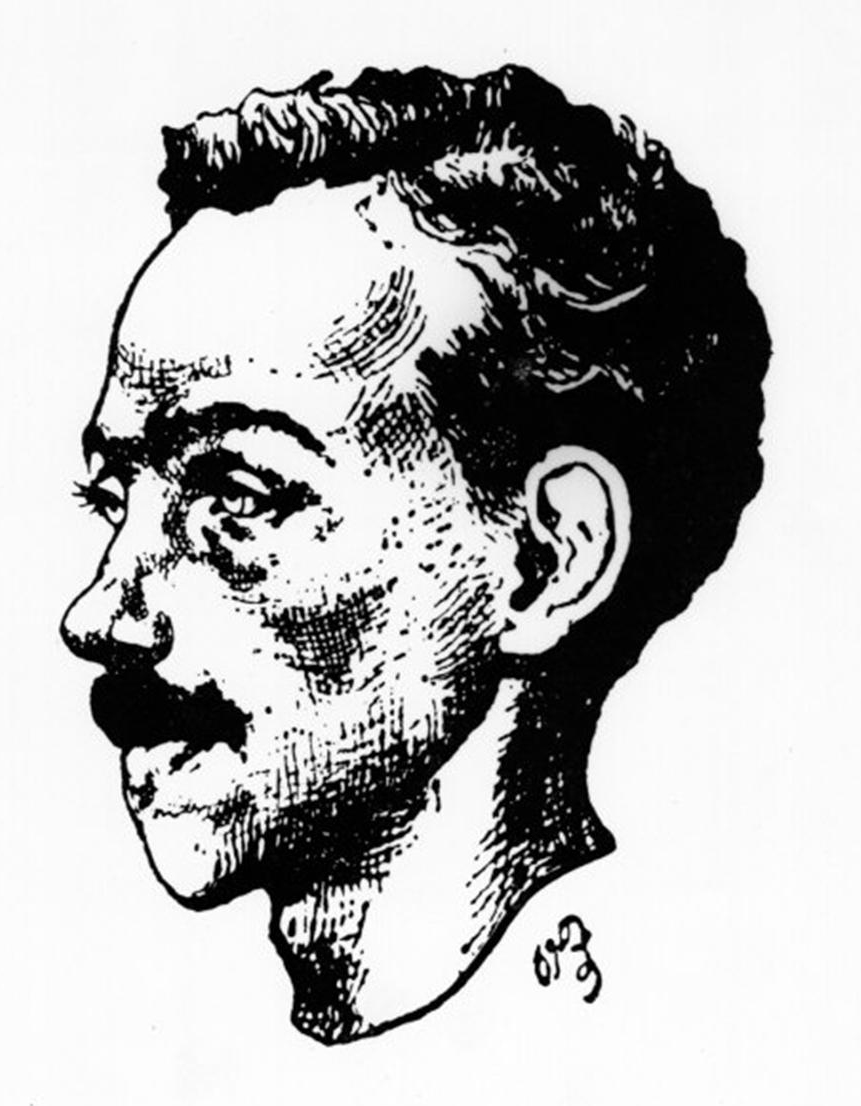
Paterne Berrichon : Rimbaud vers 30 ans. D'après un dessin d'Isabelle Rimbaud.
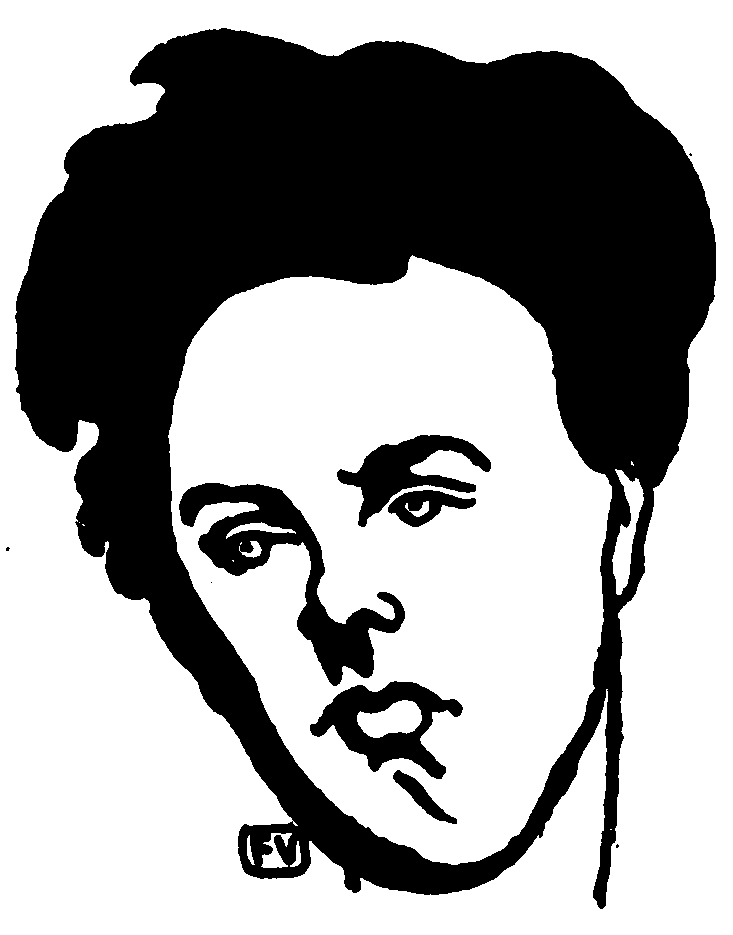
Félix Vallotton : gravure sur bois, parue dans Le Livre des masques de Remy de Gourmont, en 1896.
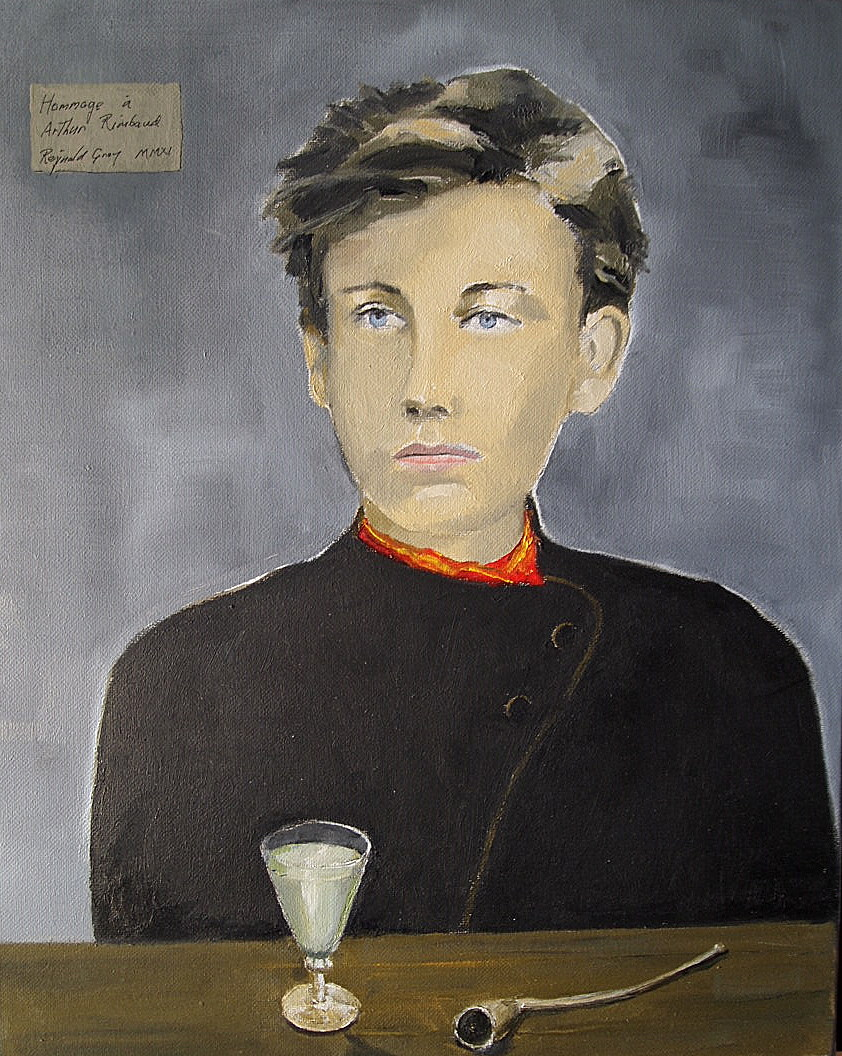
par Reginald Gray.
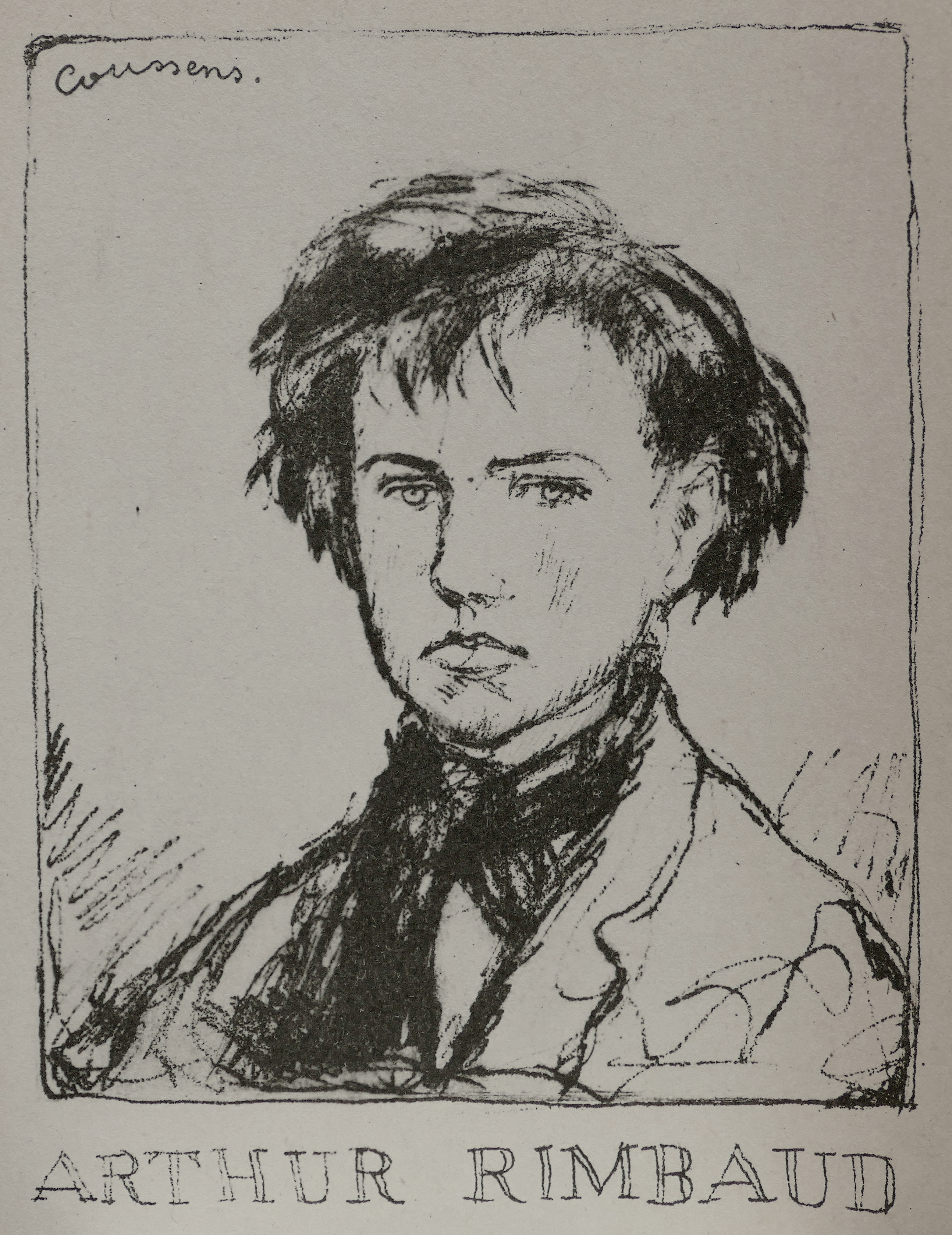
Armand Coussens, eau-forte, 1923.

## Adaptations musicales de l’œuvre

### Opéras
- Lorenzo Ferrero : Rimbaud, ou Le Fils du soleil, opéra en trois actes, 1978.
- Matthias Pintscher : L'Espace dernier, « théâtre musical en quatre parties sur des textes et images autour de l'œuvre et de la vie d'Arthur Rimbaud », 2004 (créé à l'Opéra-Bastille).

## Hommages

### Musées
- 1994 : inauguration du musée Rimbaud, quai Arthur-Rimbaud, à Charleville-Mézières, dans l'ancien moulin ducal de Charles de Gonzague.
- 4 février 2000 : inauguration de la « maison Rimbaud », à Harar. Malgré le nom qui lui a été attribuée, cette vaste et luxueuse bâtisse en bois à étages d'inspiration indienne, ne fut pas habitée par Arthur Rimbaud, car construite après sa mort.
- 20 octobre 2004 : jour anniversaire des 150 ans de sa naissance : inauguration de la Maison des Ailleurs, 7 quai Arthur-Rimbaud, à Charleville-Mézières. La famille Rimbaud l'habita de 1869 à 1875.

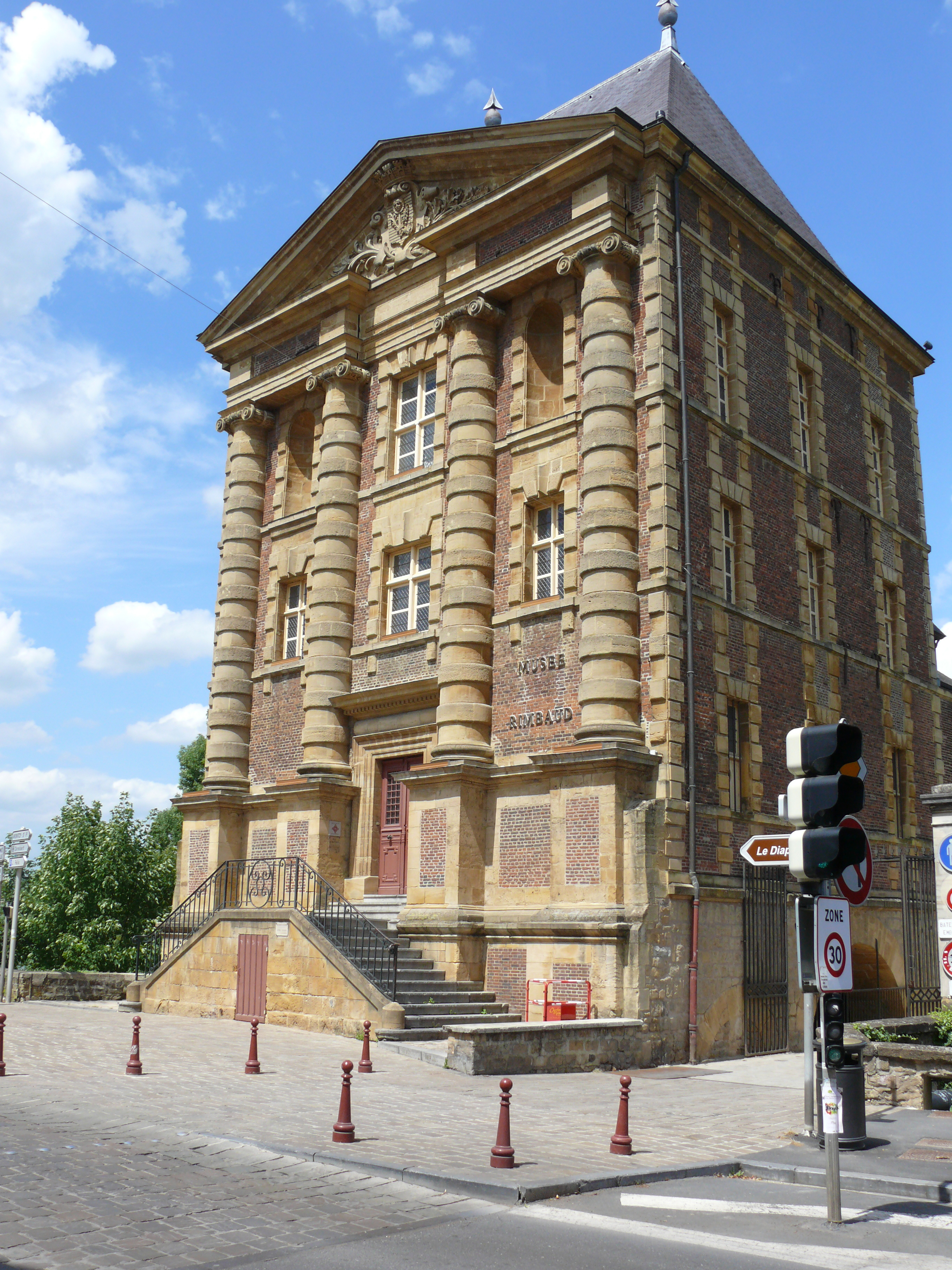
Musée Rimbaud, quai Arthur-Rimbaud, Charleville-Mézières.
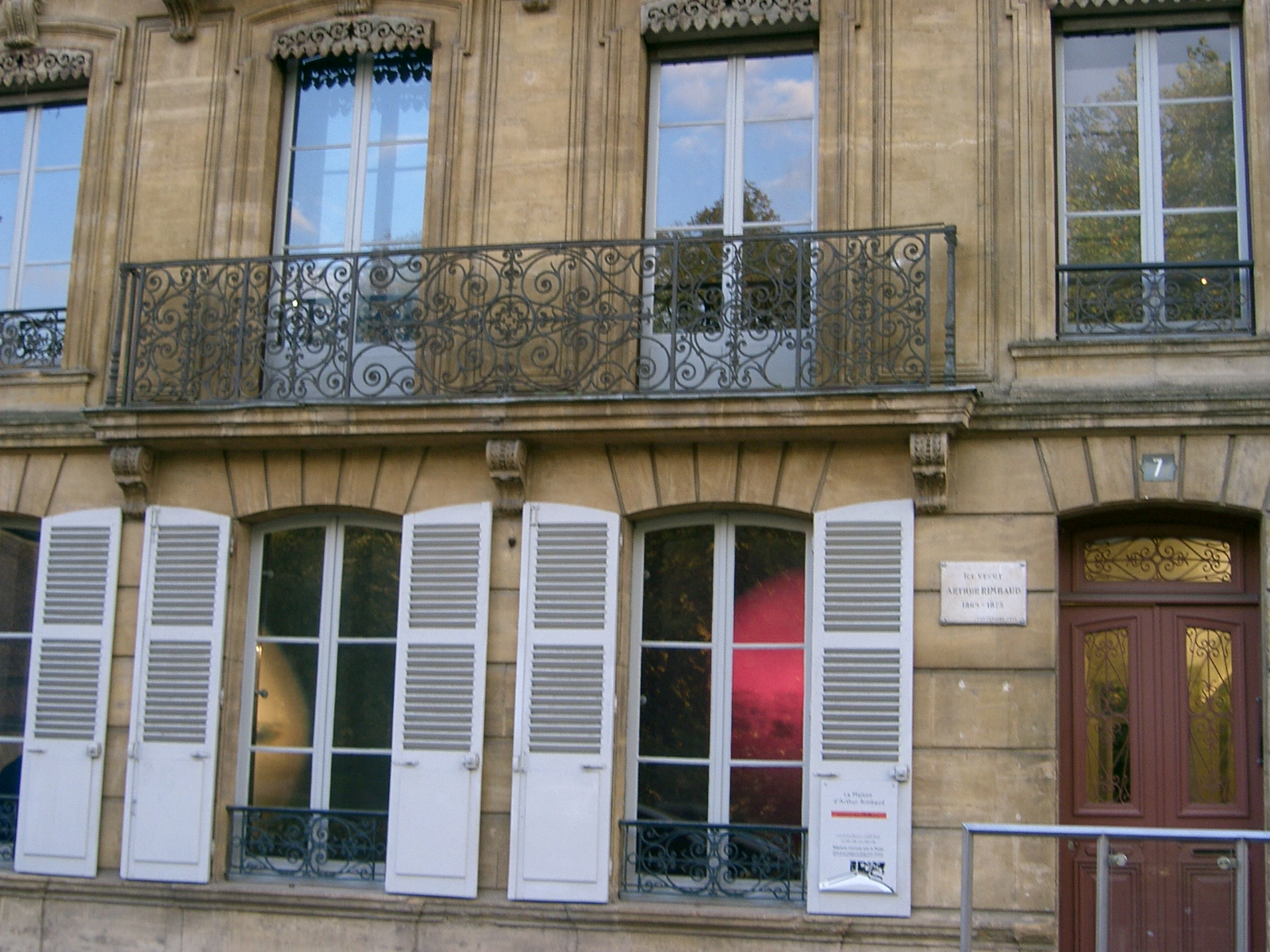
La Maison des Ailleurs, 7, quai Arthur-Rimbaud, Charleville-Mézières.
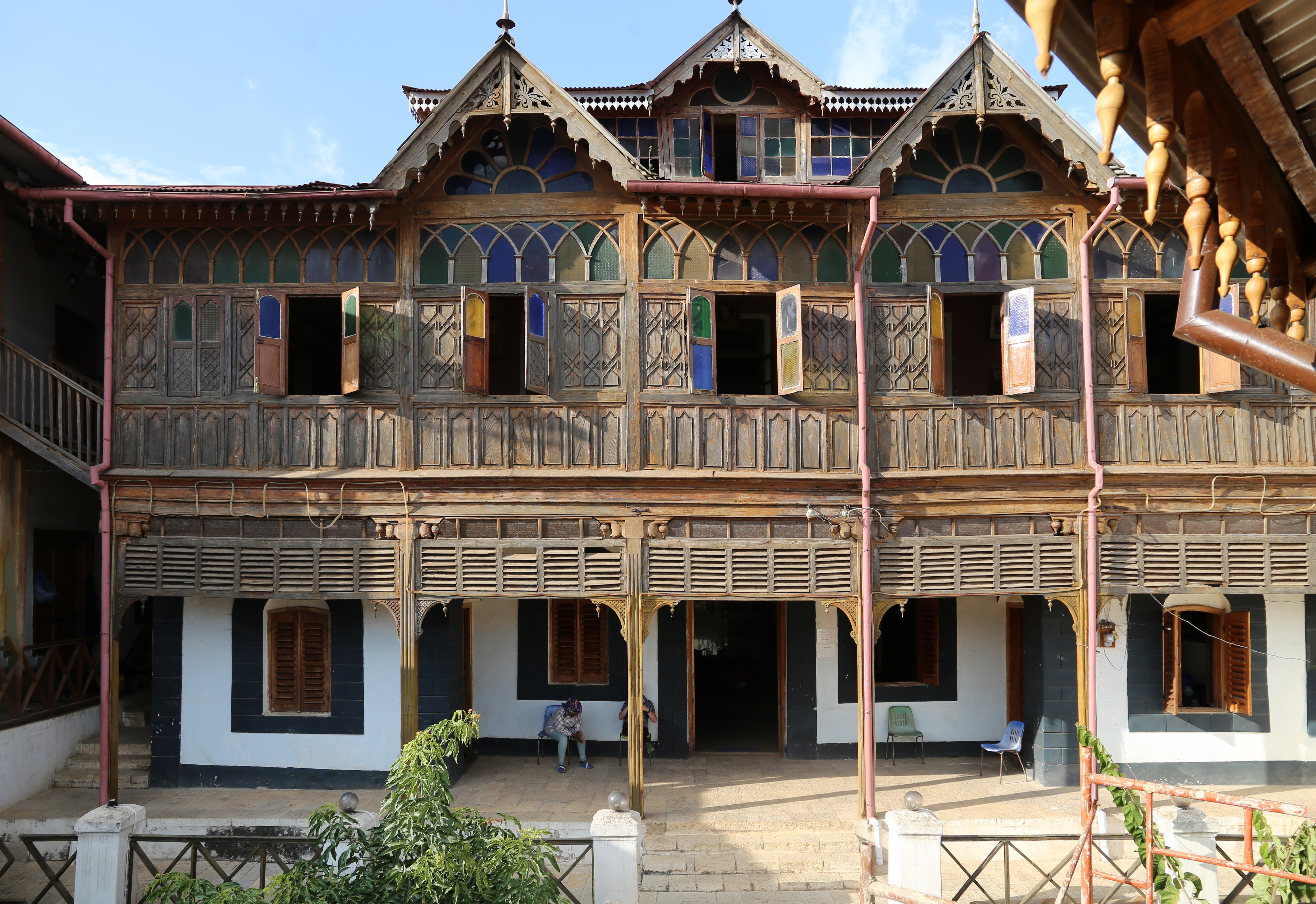
Maison et Musée Rimbaud à Harar

### Monuments

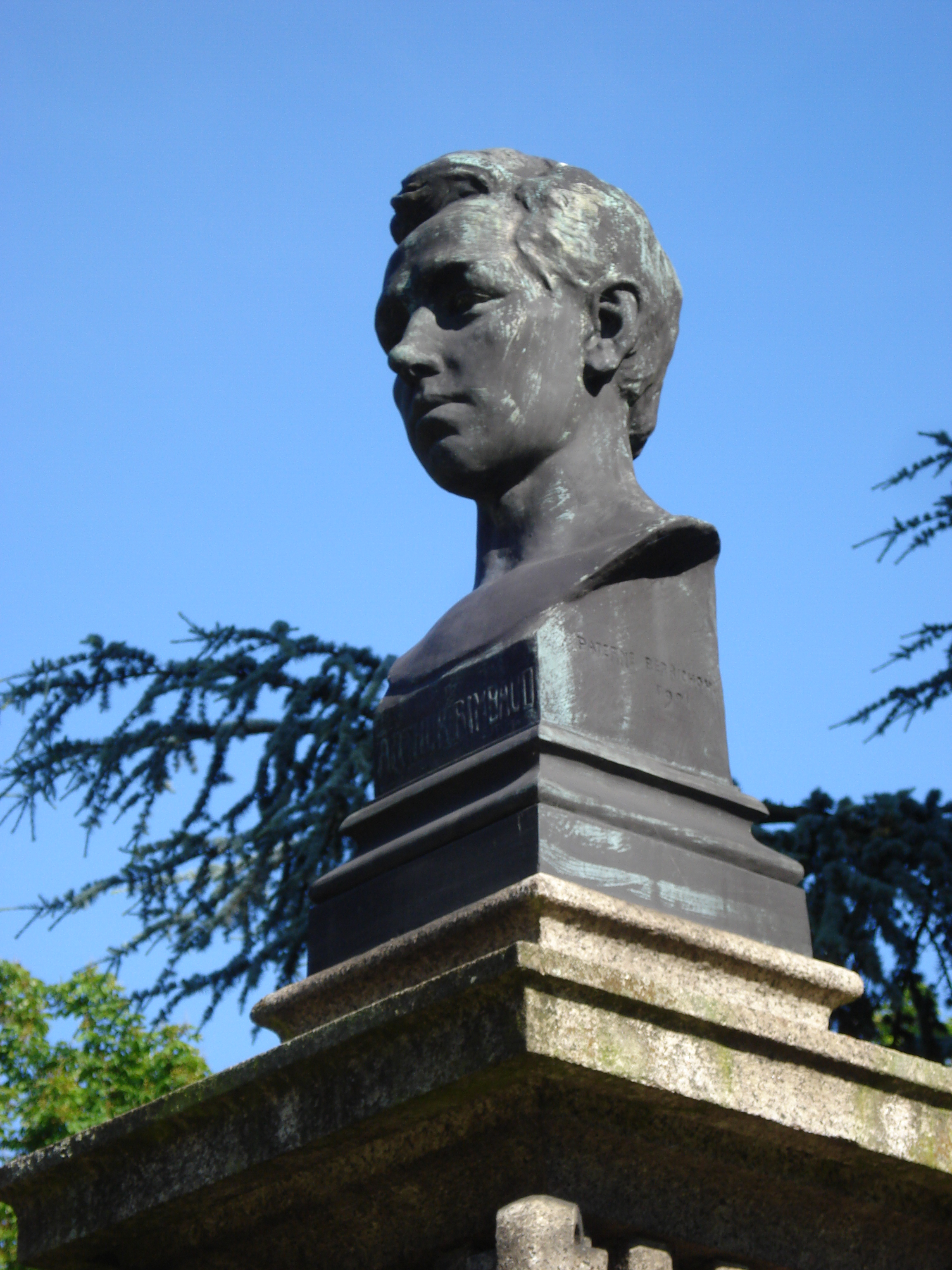
Square de la gare, Charleville-Mézières.
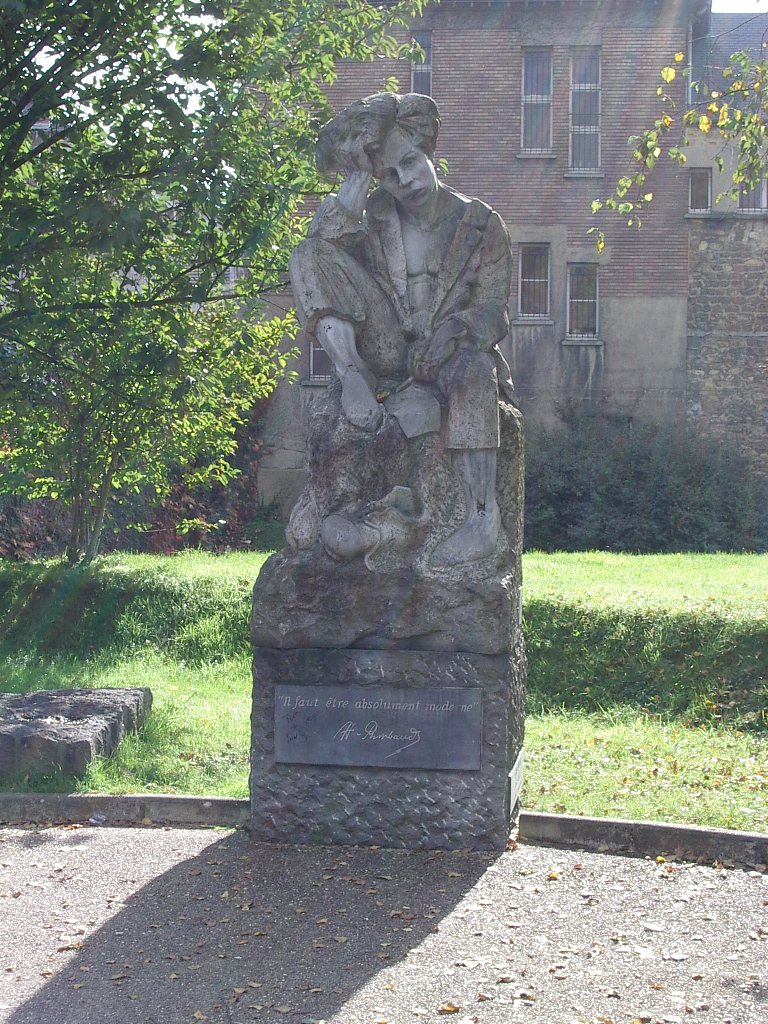
Place J. Félix, Charleville-Mézières.

### Plaques commémoratives

Plaques commémoratives
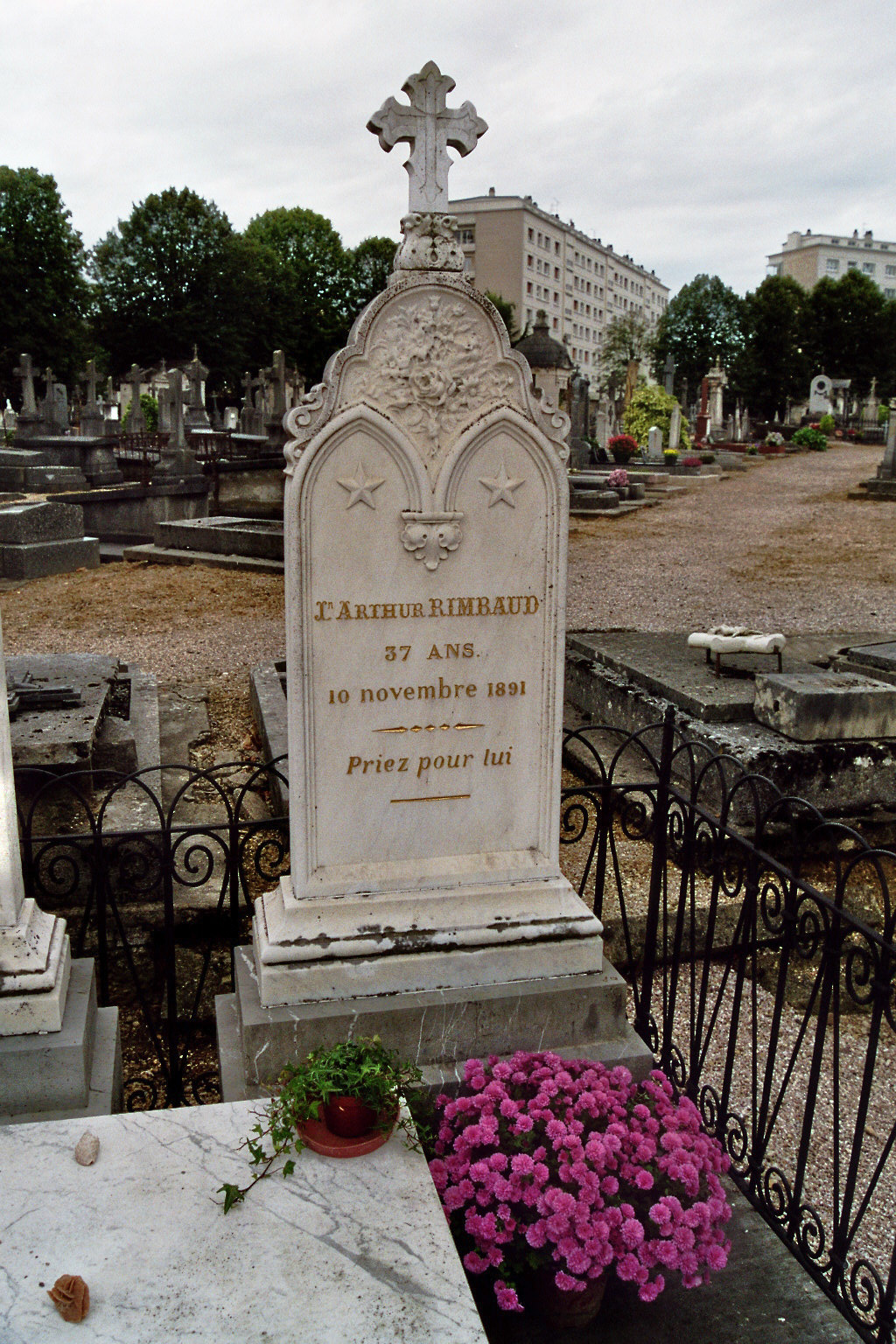
Tombe, 124, avenue Charles-Boutet, Charleville-Mézières.
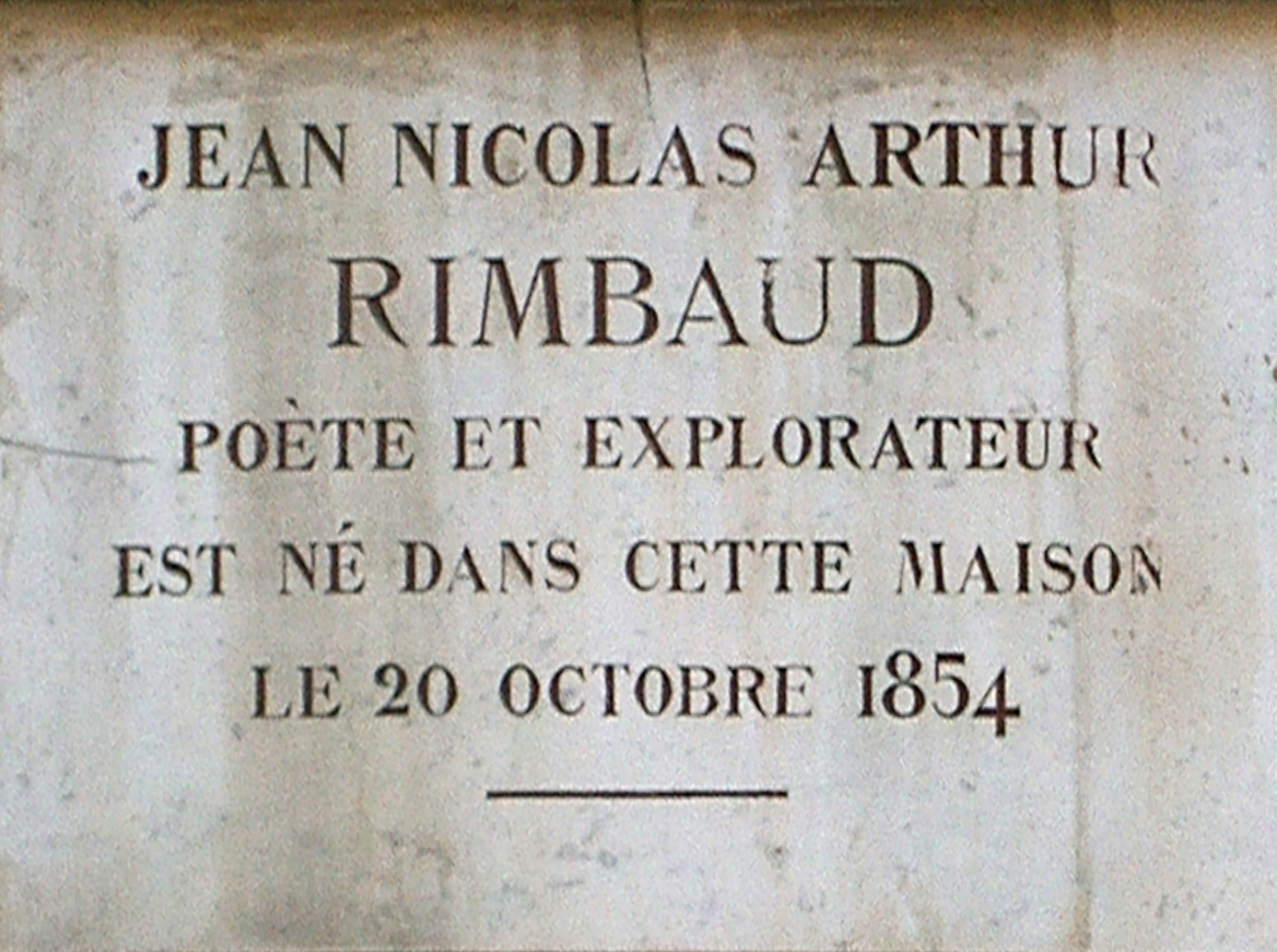
12, rue Pierre-Bérégovoy, Charleville-Mézières.
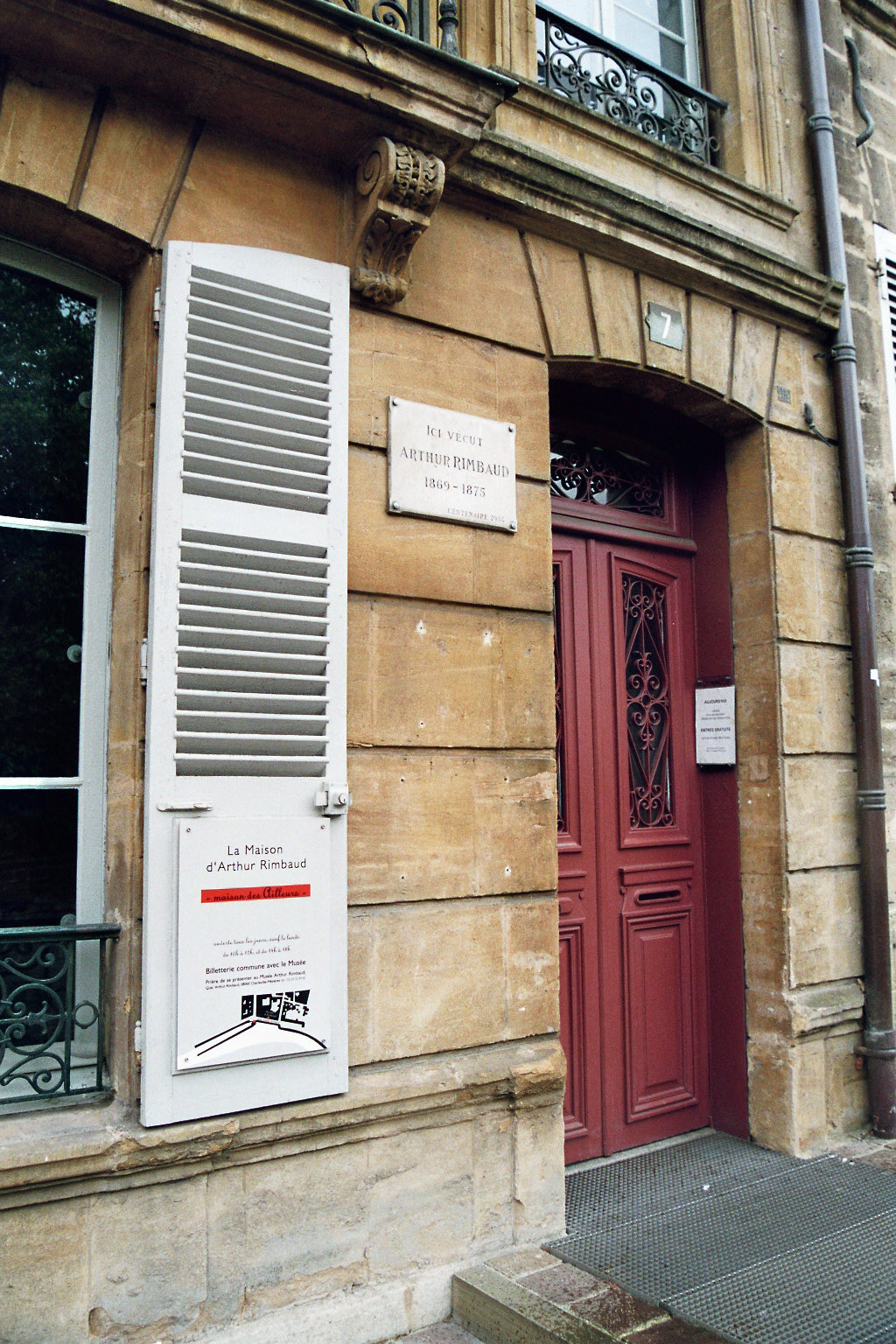
7, quai Arthur-Rimbaud, Charleville-Mézières.
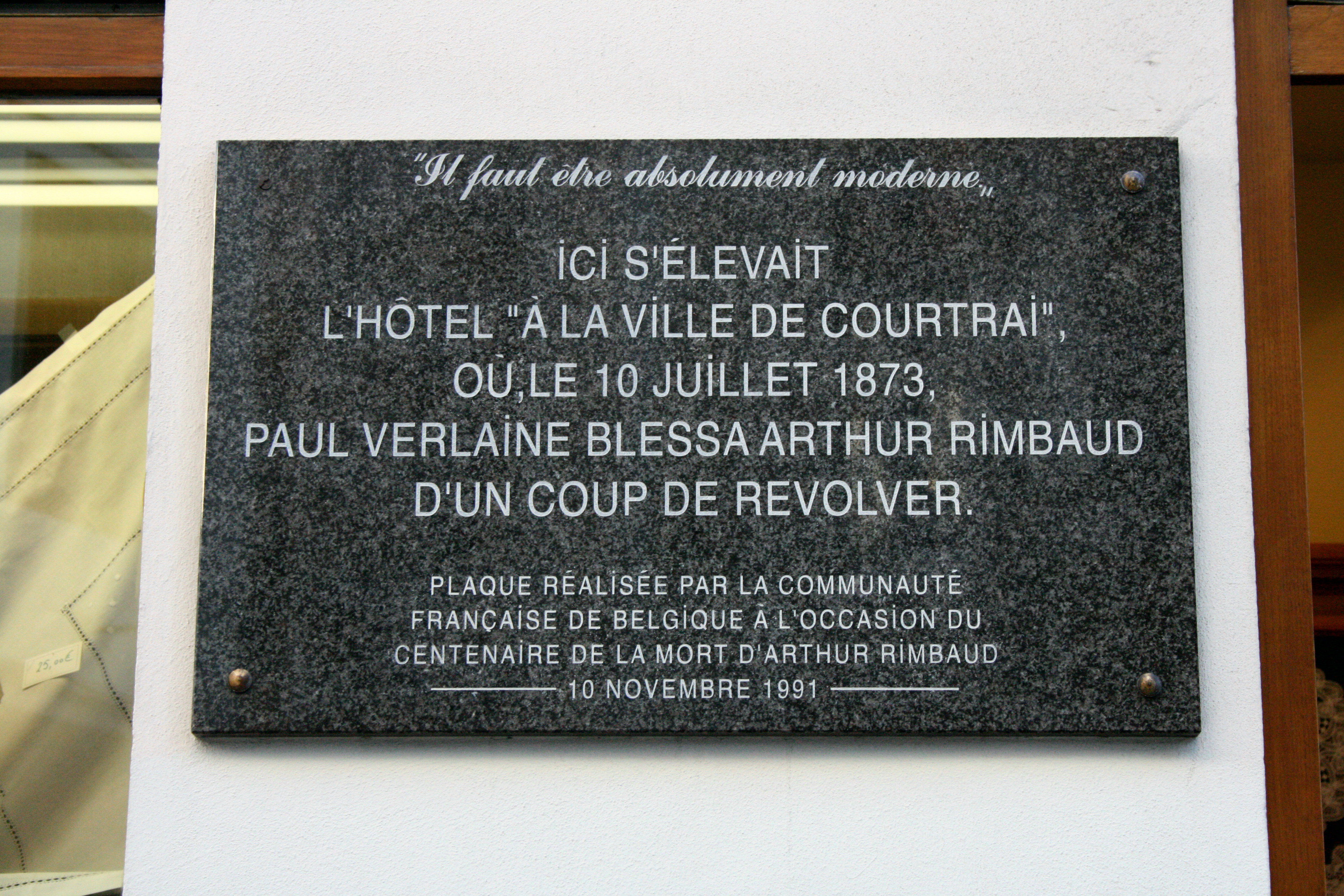
1, rue des Brasseurs, Bruxelles.
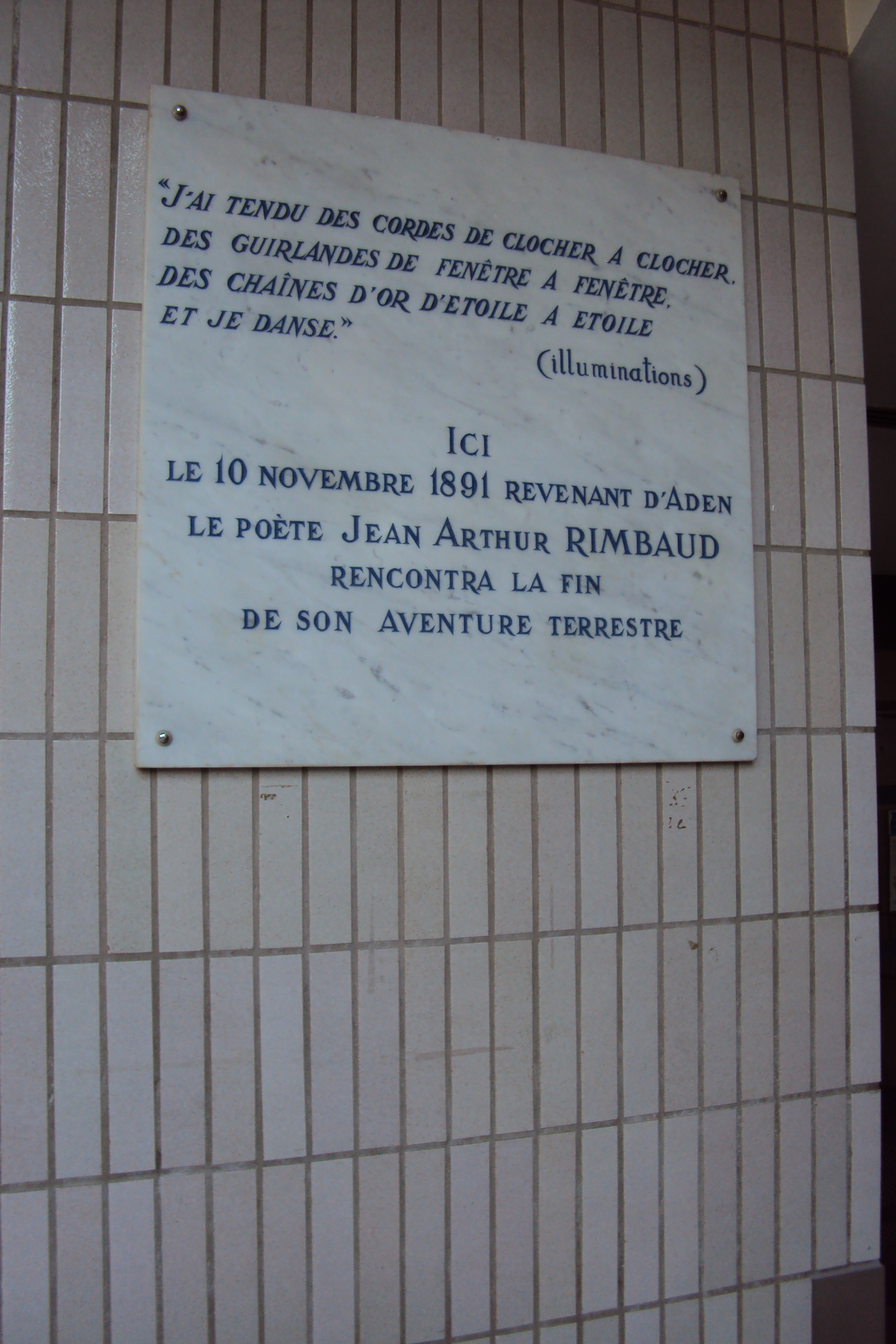
147, boulevard Baille, Marseille, 5e.

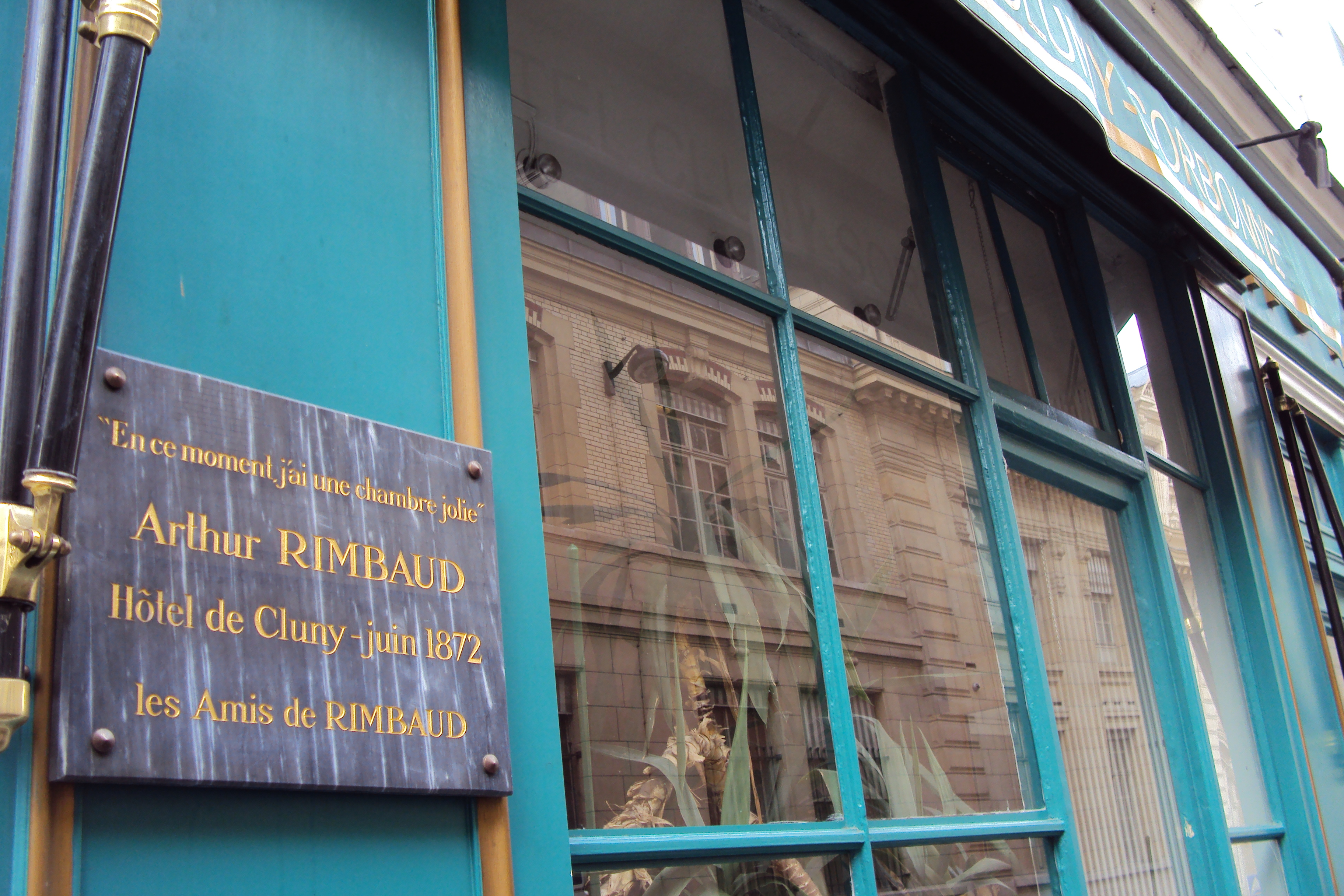
8, rue Victor-Cousin, Paris, 5e.
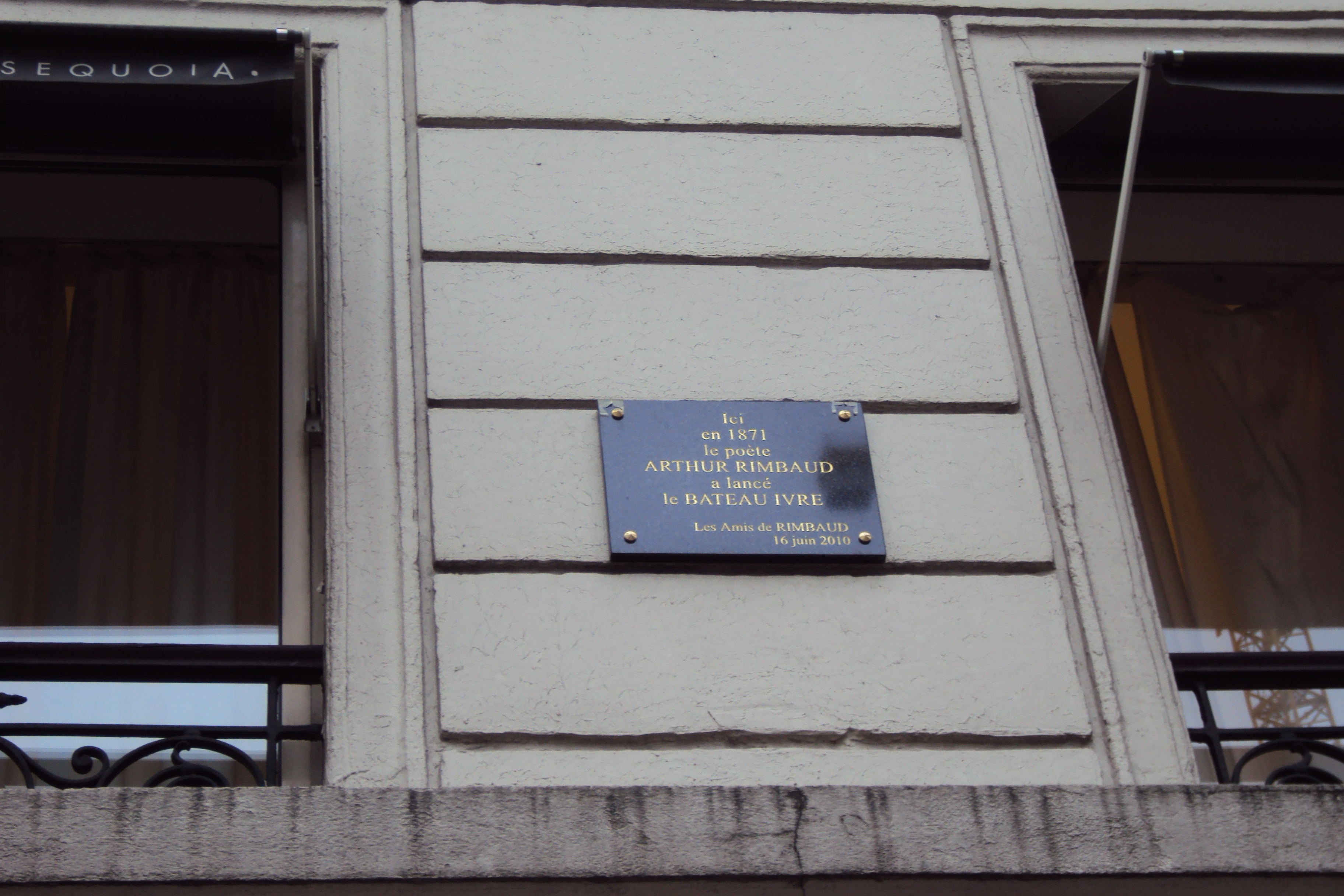
Angle des rues du Vieux-Colombier et Bonaparte, Paris, 6e.
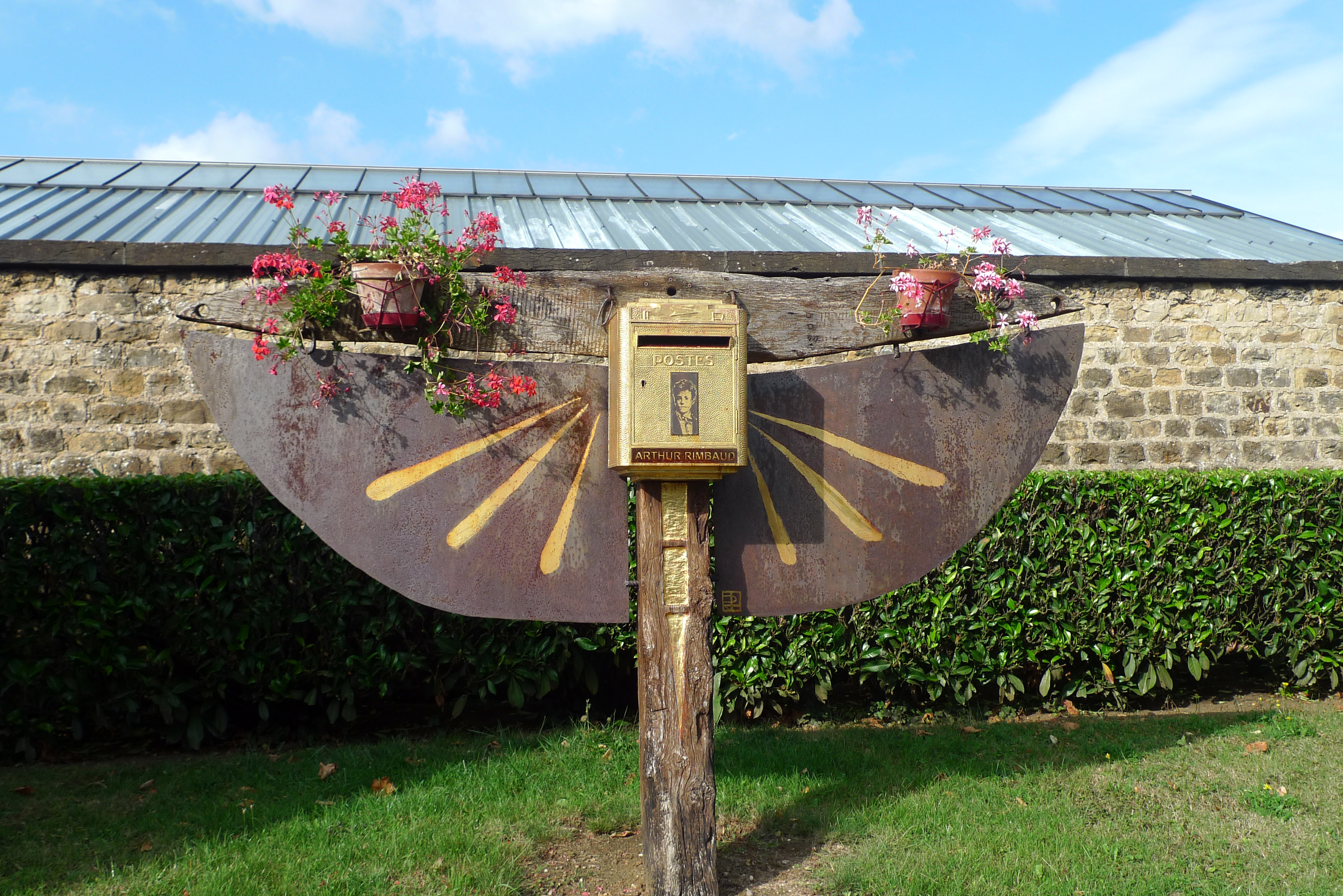
Boîte aux lettres d'Arthur Rimbaud, à l'entrée du cimetière, 124, avenue Boutet, Charleville-Mézières

### Parcours Rimbaud à Charleville-Mézières
Depuis 2015, la ville de Charleville-Mézières fait réaliser des fresques monumentales réinterprétant les poèmes d'Arthur Rimbaud par le street art, afin de permettre aux promeneurs de lire sa poésie directement depuis l'espace public.

### Pièces de théâtre
- Et Dieu créa Rimbaud, pièce écrite par Michael Zolciak, avec Vincent Marbeau et Jonathan Kerr, jouée en novembre et décembre 2015 : à la Comédie Saint-Michel à Paris.
- Une Saison en enfer, mise en scène et avec Carole Bouquet, théâtre Hébertot, 2017.
- Une Saison en enfer, mise en scène d'Ulysse Di Gregorio, avec Jean-Quentin Châtelain, théâtre du Lucernaire, 2017.

### Logiciel informatique
En 1991, année de célébration de la disparition du poète, est lancé le logiciel ARThur, conçu sur Amiga par Claude Douay et Michel Fages (pour Rimage) dans le but de mieux percevoir la pertinence visionnaire du poème « Voyelles », utilisé tel un algorithme informatique : il suffisait d'y rentrer un texte en ASCII ou de saisir un mot au clavier pour obtenir rapidement une palette, incrémentée par la présence des voyelles itérées pour l'occasion, et mise en œuvre dans des infographies abstraites (sur le modèle fractal) avec une genèse aussitôt perceptible à l'écran. Ce fut le premier logiciel bureautico-graphique « certifié rigoureusement inutile ».

### Horticulture
- Un cultivar de rosier a été baptisé de son nom par Meilland en 2008, la rose 'Arthur Rimbaud' de couleur rose saumoné.

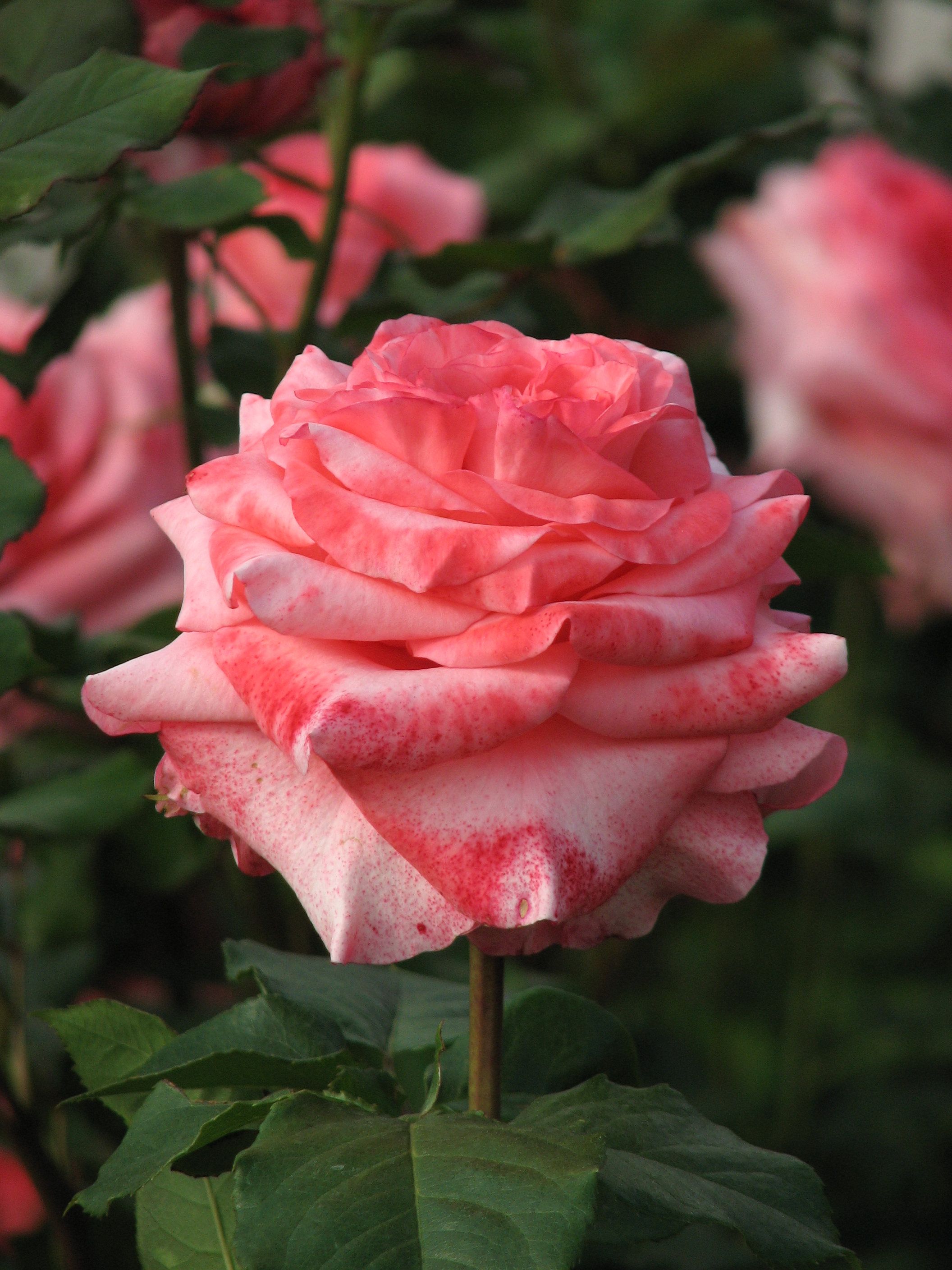
Rose 'Arthur Rimbaud'.

### Prix Arthur Rimbaud de la Maison de la Poésie de Paris
Le prix Arthur Rimbaud de la Maison de la Poésie de Paris est décerné chaque année par la Fondation Émile Blémont depuis 1928. L'objectif est d'attirer l’attention sur des recueils et divers livres de grande qualité littéraire. Le dernier lauréat en date en 2023 est Arthur Billerey.

### Festivals
Un Festival de cinéma indépendant porte son nom : Les Rimbaud du Cinéma.
Le Festival de musique « Le cabaret vert » qui a lieu chaque année à Charleville-Mézières, a pris cette dénomination en référence à un poème d'Arthur Rimbaud.

### Timbres
- En 1951, un timbre français, dessiné par Paul Lemagny et reprenant le portrait du Coin de table est émis en France (15 francs)[221], un des 3 timbres de la série Poètes symbolistes, avec Charles Baudelaire (8 francs) et Paul Verlaine (12 francs). C'est le seul timbre français consacré au poète.
- La république de Djibouti a émis 3 timbres en hommage à Rimbaud, la Belgique et la Roumanie un timbre.

### Débat pour une entrée au Panthéon

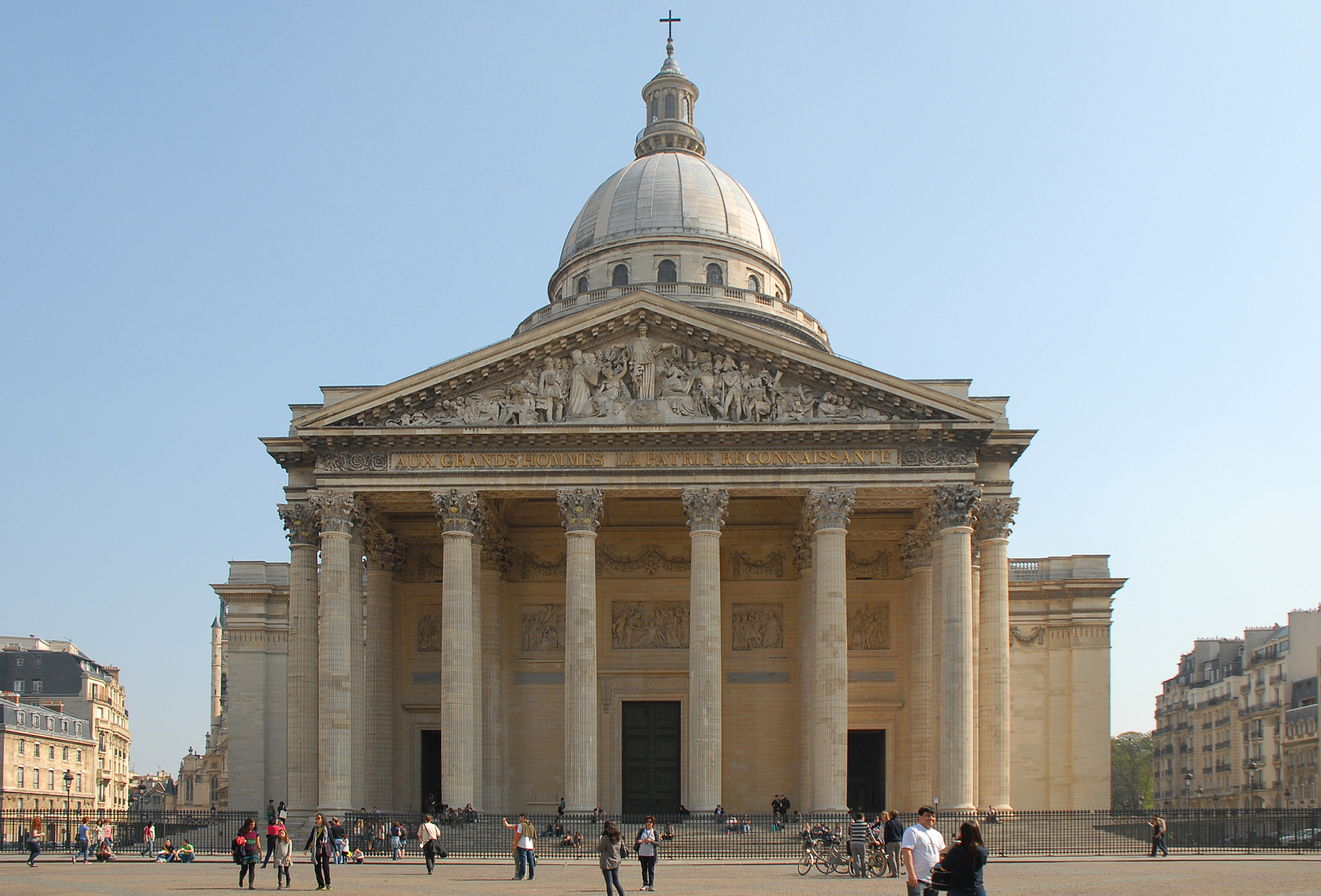
Le Panthéon, à Paris

En septembre 2020, une centaine d'intellectuels et écrivains, soutenus par neuf anciens ministres de la Culture et par la ministre en titre, Roselyne Bachelot, défendent l'entrée au Panthéon de Rimbaud « en même temps » que Paul Verlaine. Leur pétition, qui met en avant l'homosexualité des poètes (mais ne propose pas de les faire rentrer au Panthéon « en couple »), est signée par plus de 5 000 personnes et les 2 000 membres de la fondation Verlaine et Rimbaud,. Elle suscite immédiatement un vif débat. L'arrière-arrière petite-nièce de Rimbaud s'oppose à cette « panthéonisation », mais sans en avoir le droit moral ni juridique. D'autres écrivains et universitaires expriment également leur désapprobation à travers plusieurs appels et textes. Dans le monde politique et en opposition très forte aux anciens ministres signataires, Dominique de Villepin, auteur de plusieurs essais sur la poésie, signe lui aussi une tribune dans Le Monde pour s'insurger contre ce projet qui « serait trahir ces esprits rebelles » et « réduire leur œuvre respective à leur passion amoureuse ».
On relève notamment que la majorité des critiques reconnus ayant écrit de multiples essais sur Rimbaud, ou dirigé les éditions de son œuvre, tels Pierre Brunel, André Guyaux, Jean-Luc Steinmetz ou Steve Murphy, s'opposent tous à ce projet, qui leur semble une récupération et dénaturation de la révolte « libre » du poète. Et de même que les surréalistes s'élevèrent contre l'édification d'une statue de Rimbaud à Charleville en 1927, la plupart des écrivains et poètes vivants ayant écrit sur Rimbaud, s'opposent à cette célébration, comme Gérard Macé, Marcelin Pleynet, Alain Borer, Bernard Noël, Christian Prigent, Pierre Michon. Outre la récupération et la dénaturation, beaucoup d'opposants dénoncent une procédure institutionnelle incohérente par rapport à la personnalité du poète ainsi que la superficialité d'une association à une homosexualité qui ne reste pas avérée. Au-delà de la question du Panthéon, ce très vif débat confirme à la fois la place de « l'enjeu homosexuel » à travers cette commémoration et l'importance de Rimbaud dans l'imaginaire français.
Dans un courrier daté du 13 janvier 2021 adressé à l'avocat de la famille, le Président de la République française Emmanuel Macron rejette l'idée d'une entrée au Panthéon et adopte ainsi le souhait de la famille de conserver la sépulture du poète dans le caveau familial.

### Écoles
- Lycée Arthur-Rimbaud à Istres dans les Bouches-du-Rhône[232].
- Lycée Arthur-Rimbaud à Sin-Le-Noble dans les Hauts-de-France[233].

### Mémoire internationale
- Les artistes Jim Morrison et Patti Smith l'ont pris comme modèle[234];
- Le poète antifranquiste Félix Francisco Casanova (1956-1976), mort prématurément à l'âge de vingt ans, est surnommé Le Rimbaud espagnol[235].

#### Témoignages
- Paul Verlaine, Arthur Rimbaud, monographie publiée dans la revue Les Hommes d'aujourd'hui, no 318, vers janvier 1888 ; texte sur wikisource.
- Henri Peyre, Rimbaud vu par Verlaine (lettres échangées, articles, préfaces et poèmes de Verlaine relatifs à Rimbaud), Ėditions A.-G. Nizet, Paris, 1975, 221 p.
- Isabelle Rimbaud, Reliques (Rimbaud mourant, Mon frère Arthur, Le Dernier voyage de Rimbaud, Rimbaud catholique), Mercure de France, Paris, 1921, 215 p.
- Ernest Delahaye, Rimbaud - l’Artiste et l’être moral, éd. Cerf, coll. « Littérature », 2007 (1re éd. 1923), 115 p.  (ISBN 978-2-204-08344-7).
- Isabelle Rimbaud, Rimbaud mourant, éd. Manucius, coll. « Littéra », 2009, 130 p.  (ISBN 978-2-84578-104-7).
- Georges Izambard, Rimbaud tel que je l’ai connu, éd. La Part Commune, 2010 (1re éd. 1947 Mercure de France), 230 p.
- Ernest Delahaye, Mon ami Rimbaud, illustré par Jean-Michel Vecchiet, éd. Naïve, coll. « Livre d’heures », dirigée par Jean Rouaud, 2010, 48 p.  (ISBN 978-2-350-21215-9).
- Alfred Bardey, Barr-Adjam (préface de Claude Jeancolas), L’Archange Minotaure, 2010, 512 p.  (ISBN 978-2-35463-052-2).

#### Correspondance
- Arthur Rimbaud, Correspondance 1888-1891, échanges entre Rimbaud et Alfred Ilg, jeune ingénieur suisse établi en Abyssinie, préface et notes de Jean Voellmy, Nrf Gallimard, 1965.
- Rimbaud, Je ne suis pas venu ici pour être heureux, Correspondance, ensemble de quelque deux cent lettres choisies, présentée et annotées par Jean-Luc Steinmetz, Flammarion, Paris, 2015 ; rééd. 2021  (ISBN 978-2-0802-4428-4).
- Sur Arthur Rimbaud. Correspondance posthume,
  - 1891-1900, édition établie par Jean-Jacques Lefrère, Fayard, 2010, 1200 p.  (ISBN 978-2-213-63836-2).
  - 1901-1911, édition établie par Jean-Jacques Lefrère, Fayard, 2011, 1260 p.  (ISBN 978-2-213-63826-3).
  - 1912-1920, édition établie par Jean-Jacques Lefrère, Fayard, 2014, 1328 p.  (ISBN 978-2-213-66274-9).

#### Biographies
- Jean-Baptiste Baronian, Rimbaud, Paris, Gallimard, coll. « Folio Biographies », 2009, 285 p. (ISBN 978-2-07-035548-8, BNF 42086442).
- Jean-Marie Carré, La Vie aventureuse de Jean-Arthur Rimbaud, Paris, Librairie Plon, coll. « Le roman des grandes existences », 1926.
- Marcel Coulon, La Vie de Rimbaud et de son œuvre. Avec de nombreux documents inédits ou ignorés, Paris, Mercure de France, 1929.
- Claude Jeancolas, Rimbaud, Flammarion, coll. « Grandes biographies », 1999, 749 p. (ISBN 978-2-08-067374-9).
- Claude Jeancolas, Rimbaud l'Africain : 1880-1891, Paris, Textuel, 2014, 642 p. (ISBN 978-2-84597-492-0, BNF 44202062).
- Jean-Jacques Lefrère, Arthur Rimbaud, Fayard, 2001, 1242 p. (ISBN 2-213-60691-9). Réédition en collection Bouquins : Jean-Jacques Lefrère, Arthur Rimbaud, Robert Laffont, coll. « Bouquins », 2020, 1242 p. (ISBN 978-2-221-24708-2)
- Henri Matarasso et Pierre Petitfils, Vie d'Arthur Rimbaud, Hachette, 1962, 280 p. (ASIN B0014QQGHA).
- André Nolat, Trois poètes aux enfers (Baudelaire, Verlaine, Rimbaud), Vichy, Les Petits Livres Noirs, 2021,  (ISBN 979-10-343-8575-1)
- Pierre Petitfils, Rimbaud, Julliard, coll. « Les Vivants », dirigée par Camille Bourniquel, 1982, 444 p.  (ISBN 978-2-260-00298-7).
- Enid Starkie (trad. Alain Borer), Arthur Rimbaud, Flammarion, coll. « Grandes biographies », 1993 (1re éd. Faber & Faber, Londres, 1961), 720 p.  (ISBN 978-2-082-11802-6).
- Jean-Luc Steinmetz, Arthur Rimbaud - Une question de présence, Tallandier, coll. « Biographie », 2009 (1re éd. 1991), 486 p.  (ISBN 978-2-84734-586-5).
- Martine Marques Copeland, Rodolphe Darzens, en quête de Rimbaud, Paris, 2020, 251p p.   (ISBN 979-10-359-3857-4)

#### Dictionnaires
- Jean-Baptiste Baronian (dir.), Dictionnaire Rimbaud, Paris, Robert Laffont, coll. « Bouquins », 2014, 768 p. (ISBN 978-2-221-12442-0).
- Adrien Cavallaro, Yann Frémy, Alain Vaillant (dir.), Dictionnaire Rimbaud, Paris, Classiques Garnier, coll. « Dictionnaires et synthèses », 2021, 888 p.  (ISBN 978-2-406-10952-5).

#### Ouvrages iconographiques
- Rimbaud, documents iconographiques, collection Visages d'hommes célèbres dirigée par François Ruchon et Pierre Cailler, imprimé en Suisse, 212 pages, 1946.
- Album Rimbaud, iconographie réunie et commentée par Henri Matarasso et Pierre Petitfils, NRF/Gallimard, coll. « Bibliothèque de la Pléiade » no 6, 1967, 438 illustrations, 320 p.
- Ernest Pignon-Ernest, Arthur Rimbaud, préface de Jack Lang, Ministre de la Culture et de la Communication, L'Iconothèque, Ėditions J.C. Lattès, 1991, 126 p.
- Claude Jeancolas, Passion Rimbaud : l'Album d'une vie, Textuel, 1998, 216 p. (ISBN 978-2-909317-66-3).
- Claude Jeancolas, L’Afrique de Rimbaud, photographiée par ses amis, Textuel, 1999, 128 p.  (ISBN 978-2-909317-85-4).
- Jean-Hugues Berrou (photographies), Jean-Jacques Lefrère (texte), Pierre Leroy (texte) :
  - Rimbaud à Aden, Fayard, 2001, 168 p.  (ISBN 978-2-213-60853-2).
  - Rimbaud au Harar, Fayard, 2002, 320 p.  (ISBN 978-2-213-61181-5).
  - Rimbaud Ailleurs, Fayard, 2004, 304 p.  (ISBN 978-2-213-61182-2).
- Jean-Jacques Lefrère,
  - Rimbaud le disparu, Buchet-Chastel, 2004, 193 p.  (ISBN 978-2-283-02052-4).
  - Face à Rimbaud, Paris, Phébus, 2006, 184 p. (ISBN 978-2-7529-0217-7, BNF 40933894).
  - Les Dessins d'Arthur Rimbaud, Paris, Flammarion, 2009, 159 p. (ISBN 978-2-08-122463-6, BNF 42088696).
- Jacqueline Salmon (photographies), Jean-Christophe Bailly (texte), Rimbaud parti, Marval, 2006, 128 p.  (ISBN 978-2-862-34396-9).
- Claude Jeancolas, Le Regard bleu d'Arthur Rimbaud, Paris, FVW, 2007, 143 p. (ISBN 978-2-914304-24-5, BNF 41156277).
- Claude Jeancolas (préf. Edgar Morin), Rimbaudmania : Affections et Trahisons, 1891-2010, Paris, Les Éditions Textuel, 21 avril 2010, 320 p., 18 cm × 21 cm, couverture couleur/noir et blanc, relié (ISBN 978-2-84597-368-8, BNF 42189970, présentation en ligne)Coédition avec Paris Bibliothèques — Catalogue de l'exposition Rimbaudmania : L'Éternité d'une icône, la plus grande collection éphémère jamais réunie autour d'Arthur Rimbaud. Présentée à Paris à partir du 7 mai 2010, prolongée jusqu'au 28 août 2010, et à Charleville-Mézières du 25 octobre 2010 au 30 janvier 2011
- Hugues Fontaine, Arthur Rimbaud photographe, Les Éditions Textuel, 2019,  (ISBN 9782845977822).

#### Articles et revues
- Bulletin des Amis de Rimbaud (supplément à La Grive) no 1 à 7, 1931-1937. [lire en ligne], sur le site Gallica.fr.
- La Grive, revue trimestrielle, no 83 spécial Centenaire de Rimbaud, octobre 1954. Jaquette ornée d'un portrait de Rimbaud par Valentine Hugo. Textes inédits de Georges Duhamel, André Maurois, Jean-Louis Barrault, René Char, Tristan Tzara etc..
- Parade sauvage, revue d'études rimbaldiennes, publiée annuellement par le musée-bibliothèque Rimbaud de Charleville-Mézières.
- « Passages de Rimbaud », Magazine littéraire no 289 de juin 1991.
- « Rimbaud, trafiquant d’âmes », Télérama hors-série, novembre 2004, 100 p.
- « Dossier Arthur Rimbaud », Le Magazine littéraire no 489 de septembre 2009.
- Jean-Jacques Lefrère, Jacques Desse, « Un coin de table à Aden », Histoires littéraires, revue trimestrielle consacrée à la littérature française des XIXe et XXe siècles, vol. XI, no 41 de janvier-février-mars 2010[B 2].
- Alban Caussé et Jacques Desse, « Rimbaud, Aden, 1880 – Enquête sur une photographie », Revue des deux Mondes, septembre 2010, 240 p.  (ISBN 978-2-356-50029-8)[B 3].
- Jean-Michel Cornu de Lenclos, « L’Emplacement de la maison de Rimbaud localisé à Harar », Lekti Écriture, 2011.

#### L'œuvre latine
- M. Ascione, « Le Poète latin », Le Magazine littéraire, no 289 (consacré à Arthur Rimbaud), 1991, p. 46-49.
- L. Forestier, « Rimbaud et le Latin », La Réception du latin du XIXe siècle à nos jours, Actes du colloque d’Angers des 23 et 24 septembre 1994, éd. G. Cesbron, L. Richer, Angers, Presses de l’Université d’Angers, 1996, p. 27-33.
- Dirk Sacré, E. Van Peer, « Pour une édition critique des vers latins de Rimbaud », Humanistica Lovaniensia, Leuven, no 43, 1994, p. 426-433.

### Documentaires audio-visuels

#### Films documentaires
- Olivier Esmein, Rimbaud, l'éternité retrouvée, court métrage documentaire d'Olivier Esmein, récitant Claude Nougaro, 11 min, 1982.
- Richard Dindo, Arthur Rimbaud, une biographie, biographie avec scènes reconstituées, 1991, 140 min (DVD, Arte Vidéo, 2005).
- Quoi ? L'Éternité, documentaire d'Étienne Faure, commenté par Jean-Claude Brialy, Jocelyn Quivrin, etc., 58 min, 2004 (DVD, Eivissa Productions, 2005).
- Alain Romanetti, Rimbaud, je est un autre, documentaire, 52 min, 2004, DVD Atelier Dominik (2005).
- Praline, documentaire de Jean-Hugues Berrou, 49 min, 2007 (DVD, Chalet pointu)[B 4].
- Jean-Philippe Perrot, Rimbaud, Athar et Liberté libre, documentaire, 2 × 90 min, 1998, DVD Aptly-Média (2008).

#### Télévision
- 1995 : Arthur Rimbaud, l'homme aux semelles de vent, téléfilm de fiction, de Marc Rivière, avec Laurent Malet, 155 min, diffusé le 27 novembre sur France 2 (DVD, LCJ Éditions, 2008).
- 1998 : Athar, sur les traces de Rimbaud en Éthiopie-Djibouti-Yémen, de Jean-Philippe Perrot, 54 min (DVD, Aptly, 2008).
- 1999 : Arthur Rimbaud – Liberté Libre, une biographie, de Jean-Philippe Perrot, 90 min (DVD, Aptly, 2008).
- 2021 : Rimbaud, jeune et maudit, de Jérôme Bermyn et Raphaëlle Baillot, 90 min, diffusé le 3 février 2021 sur France 5.

#### Vidéographie
- Arthur Rimbaud : Habiter la terre en poète, production et distribution CNDP Chasseneuil-du-Poitou–SCEREN, Scérén-Cndp, coll. « Présence de la littérature », 1er novembre 2006, 1 DVD toutes zones, 140 minutes, livret de 76 pages inclus  (EAN 9782240025500) [présentation en ligne] : 
Quatre documentaires sur la vie de Rimbaud[B 5].